# Anthonis van Dyck

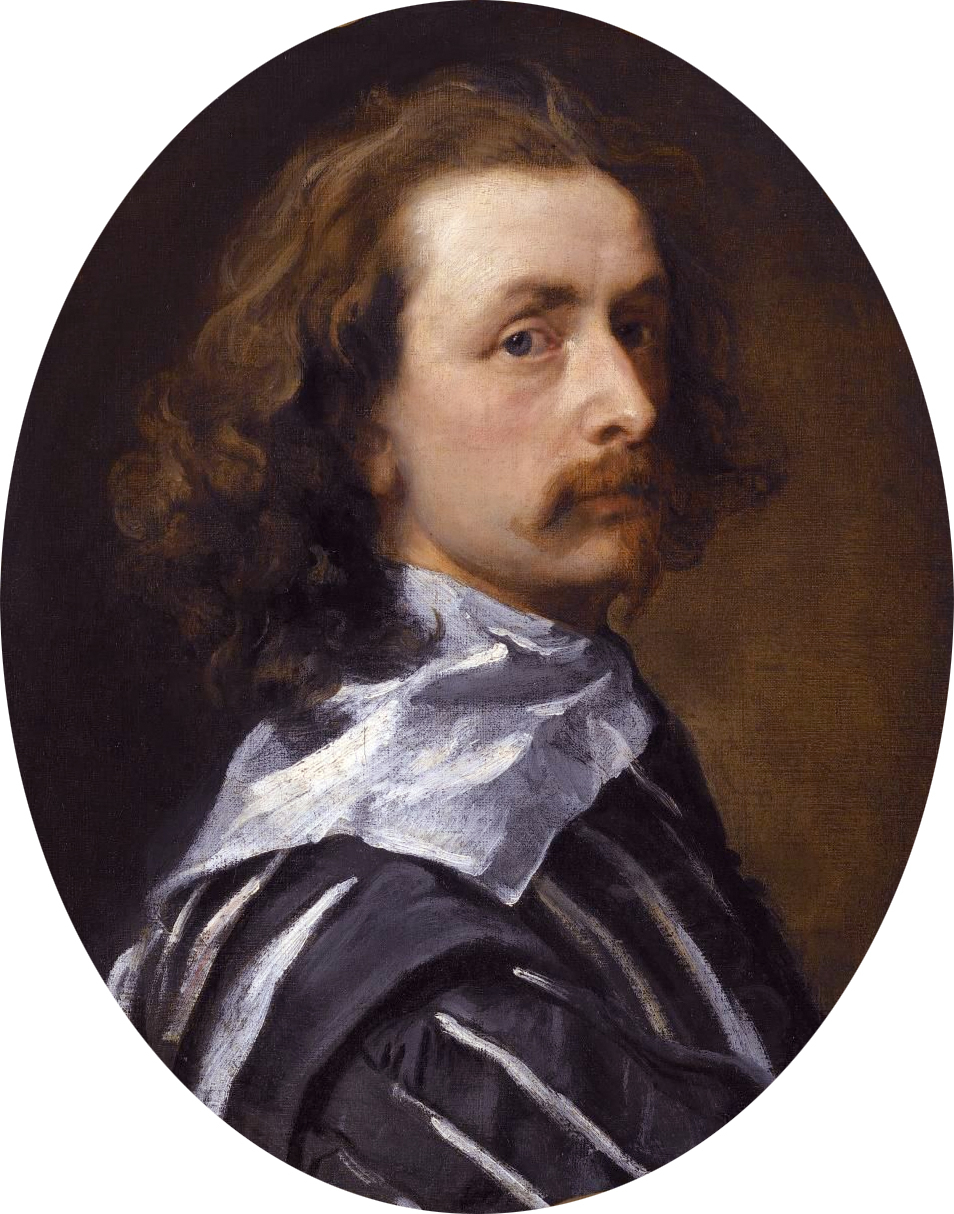
Anthonis van Dyck: Selbstporträt (um 1640), National Portrait Gallery, London

Sir Anthonis van Dyck, flämisch Antoon van Dyck [vɑn ˈdɛik] (auch Anton van Dijck und Anthony van Dyck; * 22. März 1599 in Antwerpen; † 9. Dezember 1641 in London), war ein flämischer Maler und Grafiker des Barock. Er war einer der bedeutendsten und einflussreichsten Porträtmaler der Kunstgeschichte und schuf auch religiöse, mythologische und allegorische Werke. Van Dyck war Schüler und zeitweise freier Mitarbeiter von Peter Paul Rubens und gilt neben diesem als berühmtester flämischer Maler des 17. Jahrhunderts.

## Leben

### Jugend und Lehrjahre

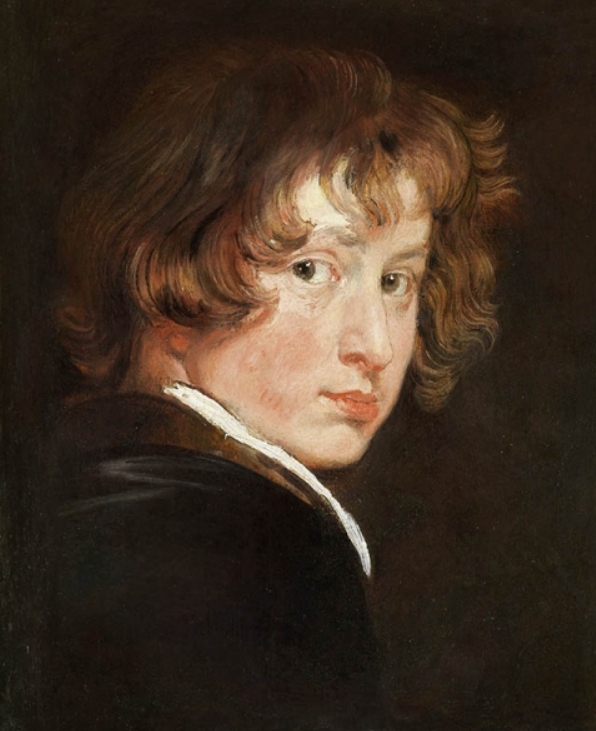
Selbstporträt, um 1615, Akademie der bildenden Künste Wien

Van Dyck war das siebente Kind des reichen Textilkaufmanns Frans van Dyck und dessen zweiter Ehefrau, der Kunststickerin Maria, geborene Cuypers; seine Mutter starb 1607, als der Junge erst 8 Jahre alt war.
Er galt als besonders begabt im Zeichnen. So akzeptierte ihn bereits im Alter von zehn Jahren der Maler Hendrick van Balen (1575–1632) als Schüler. Im Register der Antwerpener Lukasgilde wird er 1609 als dessen Lehrling genannt, es ist jedoch nicht sicher, wie lange er bei van Balen blieb. Van Dyck war ein frühreifes Malergenie und sein erstes heute bekanntes Bild ist ein Porträt eines alten Herrn, das er 1613 im Alter von 14 Jahren signierte und datierte und das sich heute (Stand 2023) in Brüssel befindet (Musées royaux des Beaux-Arts).
Bereits zwei Jahre später, im Jahr 1615, hatte er ein eigenes Atelier in einem Haus namens „De Dom van Keulen“ („Der Kölner Dom“), in dem er seine ersten Schüler Herman Servaes und Justus van Egmont beschäftigte. Um diese Zeit entstand eine Bilderserie mit Darstellungen von Jesus und den Aposteln, die er für den Antwerpener Bürger Willem Verhagen malte.
1616–17 kämpfte der jugendliche Künstler in zwei Erbschaftsprozessen gegen ungerechte finanzielle Forderungen seiner zwei Schwager für sein eigenes Recht und das seiner jüngeren Geschwister.

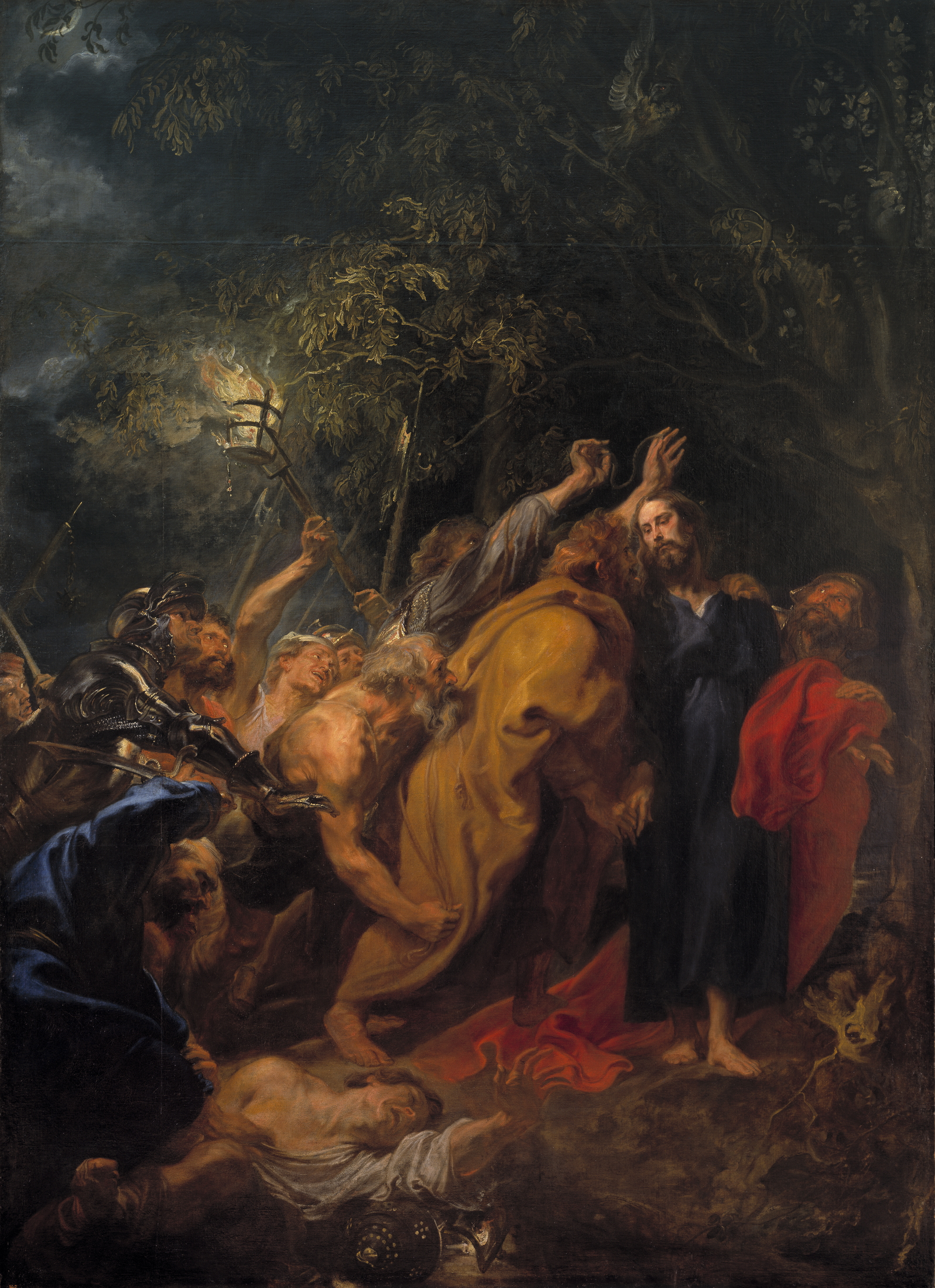
Gefangennahme Christi (Der Judaskuss), 1618–20, Öl auf Leinwand, 344 × 253 cm, Prado, Madrid

Spätestens mit 19 Jahren arbeitete Van Dyck als unabhängiger und anerkannter Meister. Er wurde seit dem 11. Februar 1618 als Freimeister der Lukasgilde geführt und vier Tage später für volljährig erklärt, wofür er die Zustimmung seines Vaters benötigte.
Die Zusammenarbeit Van Dycks mit Rubens begann spätestens 1617, jedoch zeigte seine Malerei schon vorher Anzeichen eines stilistischen Einflusses durch seinen berühmten älteren Kollegen, welcher 1618 in einem Brief von seinem „besten Schüler“ sprach und damit nach allgemeiner Ansicht Anthonis van Dyck meinte. Ob dieser auch bis 1620 bei Rubens wohnte, wie einige Autoren meinen, ist dagegen nicht gesichert. Zu den Arbeiten in Rubens’ Studio, an denen Van Dyck nachweislich beteiligt war, gehört ein Gemäldezyklus über die Geschichte des Decius Mus (1618), der als Vorlage für Brüsseler Tapisserien dienen sollte – die Gemälde befinden sich heute in den Sammlungen der Fürsten zu Liechtenstein (Palais Liechtenstein, Wien); auch wirkte Van Dyck 1620 noch an einem 39-teiligen Gemäldezyklus für die Decke der Antwerpener Jesuitenkirche mit (nicht erhalten).
Daneben arbeitete er auch selbständig und schuf besonders einige Selbstbildnisse und hervorragende Porträts. Als besonders gelungen können dabei das berühmte Familienporträt in der Eremitage (St. Petersburg) und das Porträt von Maria Stappaert, der Frau von Jan Wildens, mit ihrem Sohn Jan-Baptist (National Gallery, London) gelten, in denen sich bereits Van Dycks außergewöhnliche Gabe zeigt, kleine Kinder lebensecht darzustellen.
Wahrscheinlich entstanden um diese Zeit (oder etwas später?) auch einige seiner frühen religiösen Meisterwerke, wie die Gefangennahme Christi und die Dornenkrönung, die beide ursprünglich Rubens gehörten und nach dessen Tod (1640) vom spanischen König Philipp IV. erworben wurden (heute: Prado, Madrid).

### Erste Reisen: England und Italien, 1620–1627

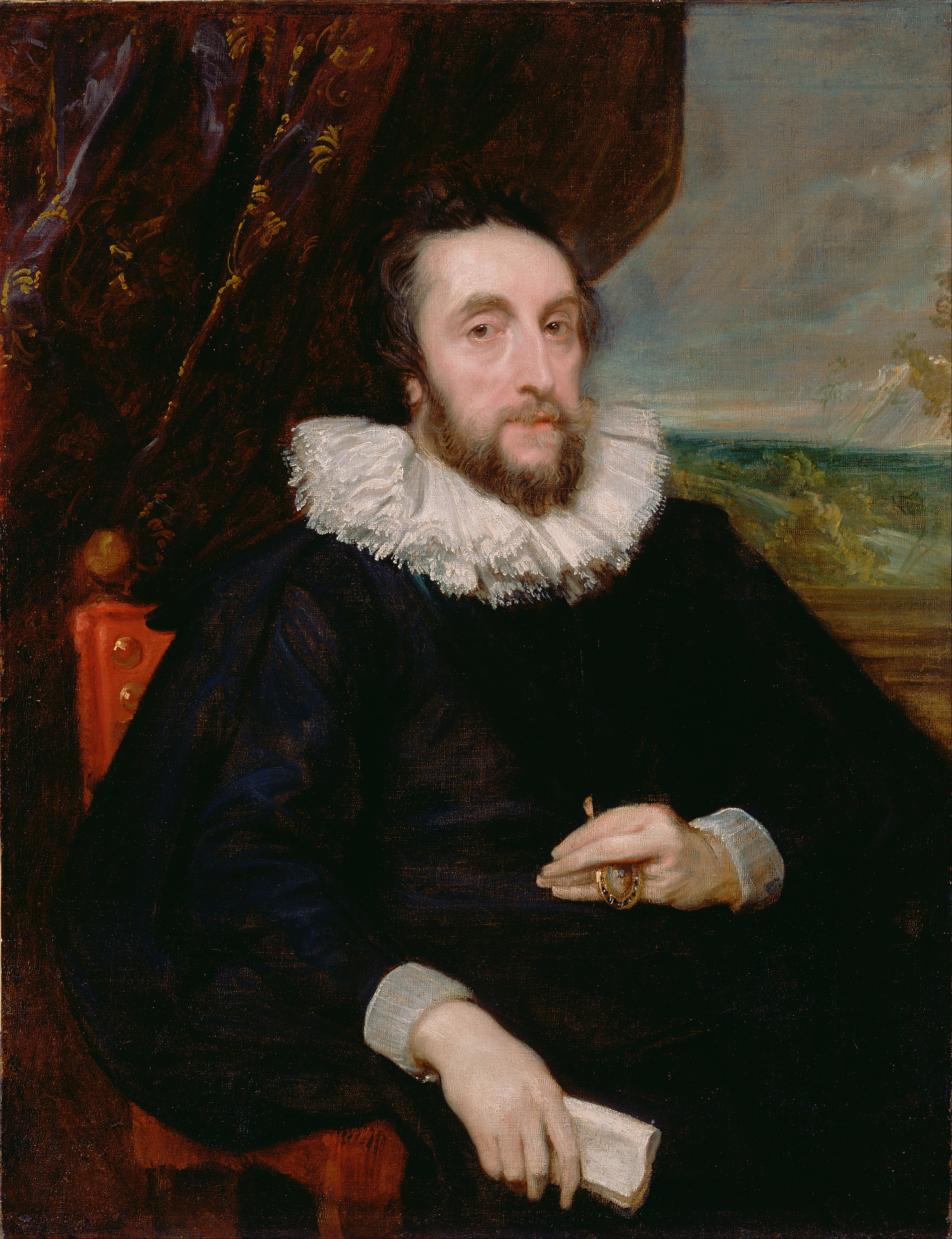
Thomas Howard, 2. Earl of Arundel (1620), 102,9 × 79,4 cm, Getty Center, Los Angeles

In der Zwischenzeit hatte Van Dyck sich nicht nur bei einheimischen Kunstkennern einen Ruf erworben, sondern man wurde auch in England auf ihn aufmerksam. So reiste er 1620 erstmals nach London, das er am 20. Oktober erreichte. Die Reise wurde wahrscheinlich von Lord Purbeck, dem Bruder des einflussreichen Herzog von Buckingham, in die Wege geleitet. Buckingham bestellte bei dem jungen Künstler u. a. ein mythologisches Doppelporträt von sich und seiner Frau als Venus und Adonis (Privatsammlung). Ebenso knüpfte Van Dyck einige für seine Zukunft wichtige Kontakte zu anderen bedeutenden Kunstkennern des Landes, er lernte Endymion Porter sowie den Earl of Arundel kennen, von dem er ein erstes Porträt malte (heute: Getty Center, Los Angeles). Außerdem stand er in Diensten von James I., doch obgleich er vom König mit einer jährlichen Pension von 100 Pfund Sterling entlohnt wurde, blieb er nur etwa ein halbes Jahr in England. Dabei nutzte er die Gelegenheit, in den Sammlungen seiner Mäzene die Meisterwerke der italienischen Malerei zu studieren, für die er sich schon länger interessierte, vor allem von Tizian und Veronese. Dies scheint in ihm den Wunsch geweckt zu haben, selber nach Italien zu reisen.
Am 28. Februar 1621 erhielt er einen acht Monate gültigen Reisepass, der ihm erlaubte, England zu verlassen. Bei einem kurzen Aufenthalt in Flandern entstand unter anderem das Porträt des damaligen Antwerpener Bürgermeisters Nicolas Rockox (1560–1640).
Am 3. Oktober 1621 verließ er die Spanischen Niederlande und erreichte am 20. November Genua, das in den folgenden Jahren bis 1627 zu einer Art Zentrum oder Stützpunkt für seine weiteren ausgedehnten Reisen durch Italien wurde. In Genua freundete er sich mit den beiden Genremalern Cornelis und Lucas de Wael an, bei denen er auch wohnte, und von denen er (wahrscheinlich als Abschiedsgeschenk) ein originelles Doppelporträt malte (heute in den Musei Capitolini, Rom).

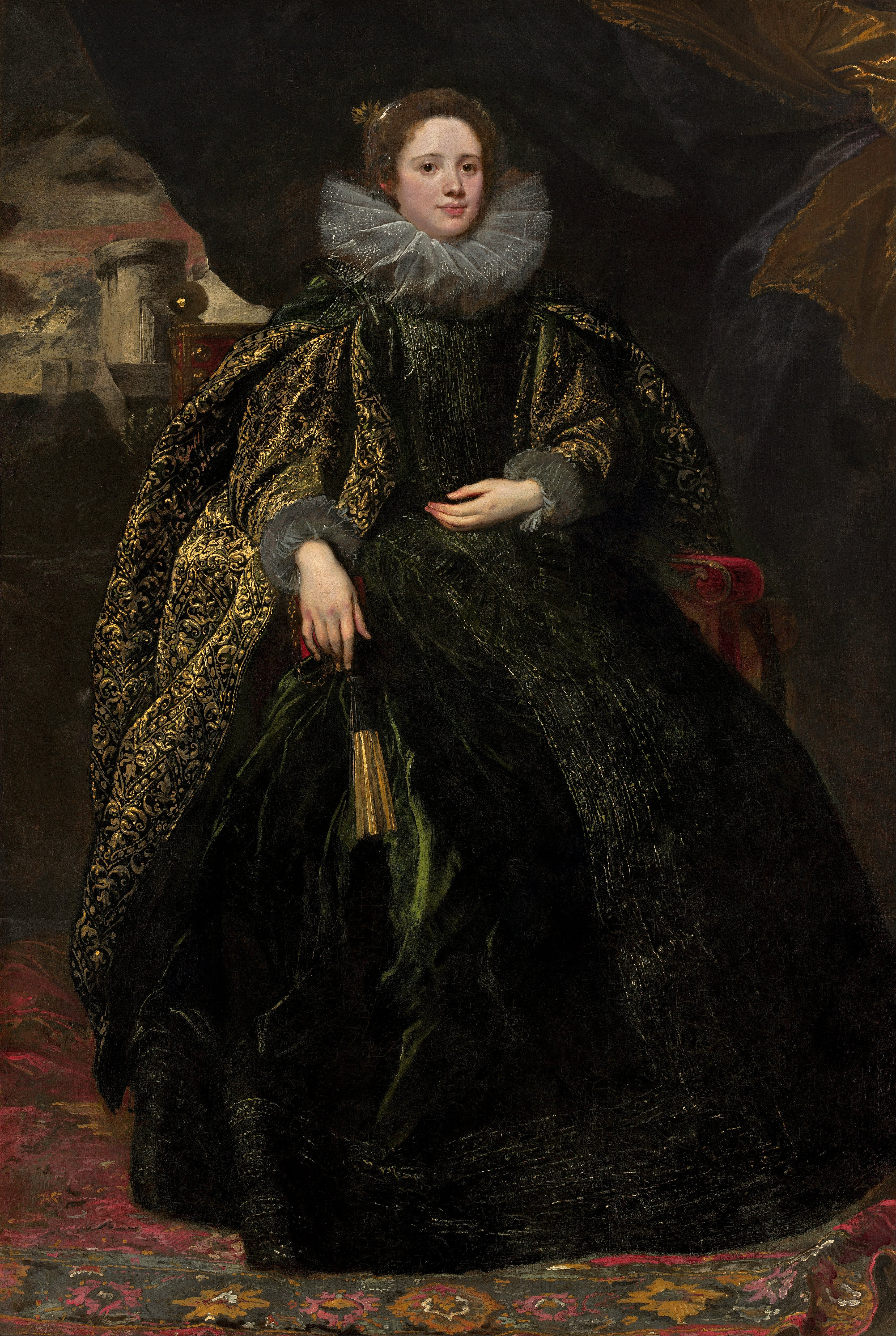
Marchesa Balbi (um 1623), 196,5 × 133,8 cm, National Gallery of Art, Washington

In Genua wurde Van Dyck schnell zum gesuchtesten Porträtisten der feinen Gesellschaft, und es entstanden in der Folgezeit zahlreiche meisterhafte Porträts von Mitgliedern der Familien Doria, Balbi, Durazzo, Brignole Sale, Adorno, Grimaldi, Cattaneo, Lomellini u. a., darunter ungewöhnlich viele Bildnisse von Frauen und Kindern.
Zunächst jedoch ging Van Dyck schon im Februar 1622 nach Rom, wo er unter anderem Sir Robert Shirley und Lady Theresa Shirley in persischen Gewändern malte (Petworth House). Die genaue Chronologie seiner weiteren Reisen ist nicht bekannt, obwohl sein Italienisches Skizzenbuch (British Museum, London) Anhaltspunkte zumindest für die von ihm besuchten Orte liefert; in dem Skizzenbuch hielt er Gemälde, die ihn besonders beeindruckten, fest. Im selben Jahr verbrachte er zwei Monate in Venedig, wo er die Werke des von ihm besonders geliebten Tizian und der venezianischen Schule studierte. In der Lagunenstadt lernte er Lucas van Uffel kennen, einen Freund von Cornelis de Wael; van Uffel war ebenfalls ein Verehrer Tizians, besaß eine eigene Gemäldesammlung, und ließ sich von Van Dyck malen (Porträt im Metropolitan Museum of Art, New York).
1623 war er nochmals in Rom und porträtierte dabei den Kardinal Guido Bentivoglio (Galleria Palatina, Palazzo Pitti) sowie George Gage, den Kunstagenten des englischen Königs (Porträt in der National Gallery, London) – beide Bilder gehören zu seinen anerkannten Meisterwerken. Van Dyck scheint in Rom wie auch sonst in Italien, außer in Genua, kaum Kontakte zu anderen Künstlern gepflegt zu haben; Bellori behauptet sogar, die „Bentveughels“, die Vereinigung der in Rom lebenden flämischen und holländischen Maler, wären ihm ausgesprochen feindlich gesinnt gewesen, weil er ihnen wegen seiner Zurückhaltung und auffälligen Eleganz hochmütig erschienen sei. Ein anderes Problem war offenbar sein vor allem an venezianischen Modellen und Correggio geschulter vollkommen malerischer Stil, der in einem klaren Gegensatz zu der in Rom üblichen traditionellen Betonung des disegno stand und ihm Vorwürfe eingebracht haben soll, dass er angeblich nicht zeichnen könne und seine Kompositionen schwach wären. Eine seltene Ausnahme war sein Landsmann, der Bildhauer François Duquesnoy, der sich in Rom von ihm porträtieren ließ (in: Musées royaux des Beaux-Arts, Brüssel).

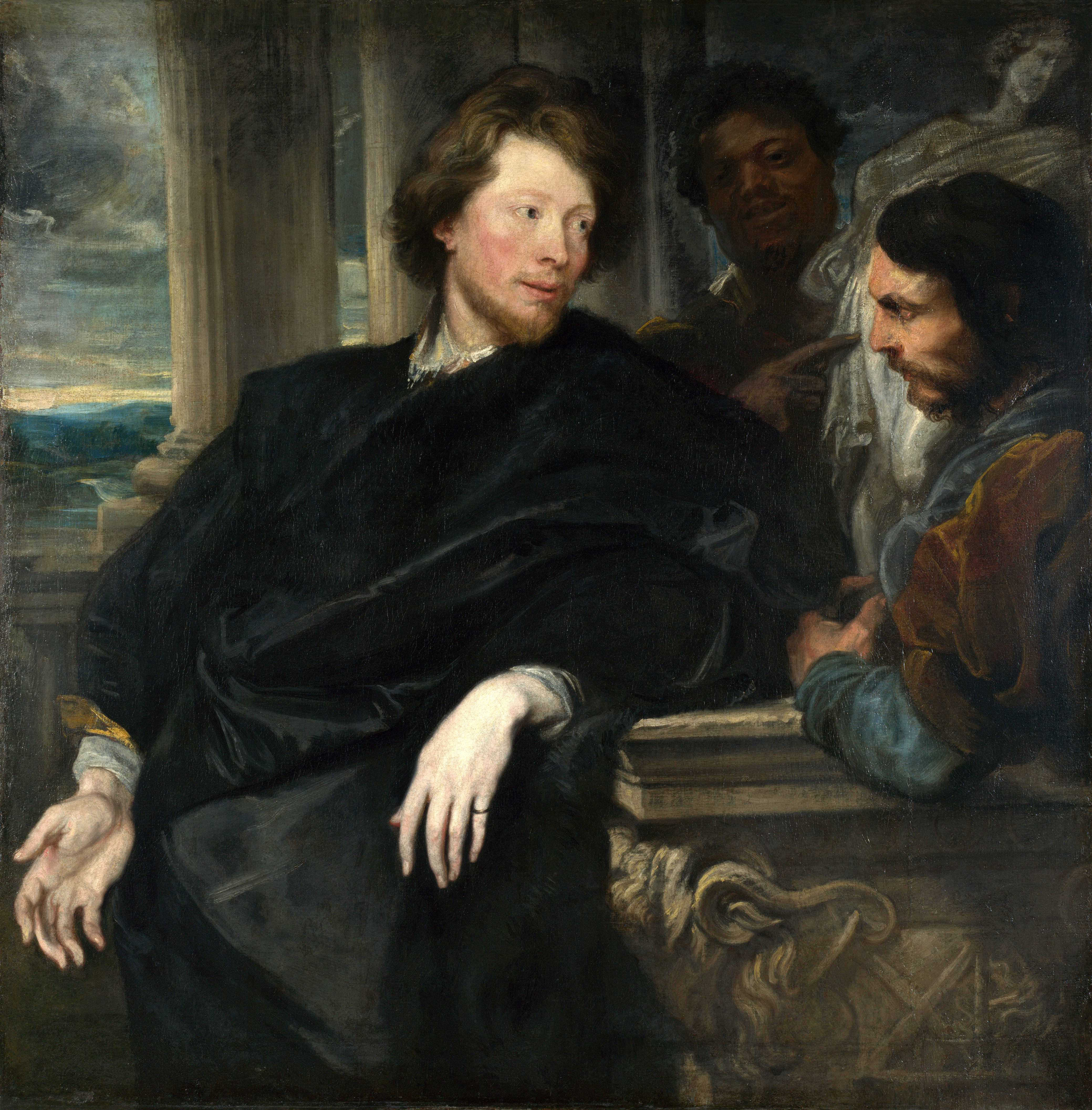
George Gage mit zwei Männern (1623), 115 × 114 cm, National Gallery, London

Van Dyck begleitete auch die Gräfin von Arundel auf einer Reise nach Mantua, Mailand und Turin; er besuchte außerdem Bologna, Padua, Florenz und eventuell Parma und Neapel.
Im Frühling 1624 begab er sich nach Palermo, anscheinend auf Wunsch des Vizekönigs Emanuele Filiberto di Savoia, kurz bevor dieser von einer Pestepidemie dahingerafft wurde; Van Dycks Porträt des Vizekönigs befindet sich heute in der Dulwich Picture Gallery (London).
In Palermo hatte er Kontakt zu Jan Brueghel d. Jüngeren, den er schon aus Antwerpen kannte, und lernte die uralte Sofonisba Anguissola kennen, die mit dem Genueser Edelmann Orazio Lomellini verheiratet war und mit der er sich offenbar sehr gut verstand. Seine 96-jährige Kollegin gab ihm Tipps über die Lichtführung in Porträts, die er in seinem Skizzenbuch notierte, und er malte mindestens zwei Bildnisse von ihr, das eine davon bereits auf ihrem Sterbebett (Galleria Sabauda, Turin).
Nach der Auffindung der sterblichen Überreste der heiligen Rosalia im Juli 1624 erhielt Van Dyck mehrere Aufträge für Darstellungen der Heiligen, darunter die hl. Rosalia bittet für Palermo (1624; Metropolitan Museum, New York). Die Rosenkranzgesellschaft von Palermo bestellte bei ihm außerdem eine Rosenkranzmadonna mit Heiligen für ihr Oratorium in der Kirche San Domenico (vorort); das Gemälde wurde eines seiner grandiosesten Altarbilder, wurde von ihm jedoch erst in Genua fertiggestellt und von da nach Palermo verschickt.
Mit seinem Italienaufenthalt wurde der Einfluss von Rubens zugunsten Tizians und Veroneses zurückgedrängt. Mehr noch als bei seinen Porträts fällt dies bei Historienbildern auf, etwa bei seiner allegorischen Darstellung der Vier Lebensalter im Palazzo Chiericati in Vicenza, oder dem Zinsgroschen im Palazzo Luca Grimaldi (Palazzo Bianco) in Genua. In dem mythologischen Gemälde Vertumnus und Pomona (Palazzo Luca Grimaldi, Genua) setzt er sich direkt mit Tizians berühmter Danae auseinander. Alle genannten Gemälde entstanden um 1625.

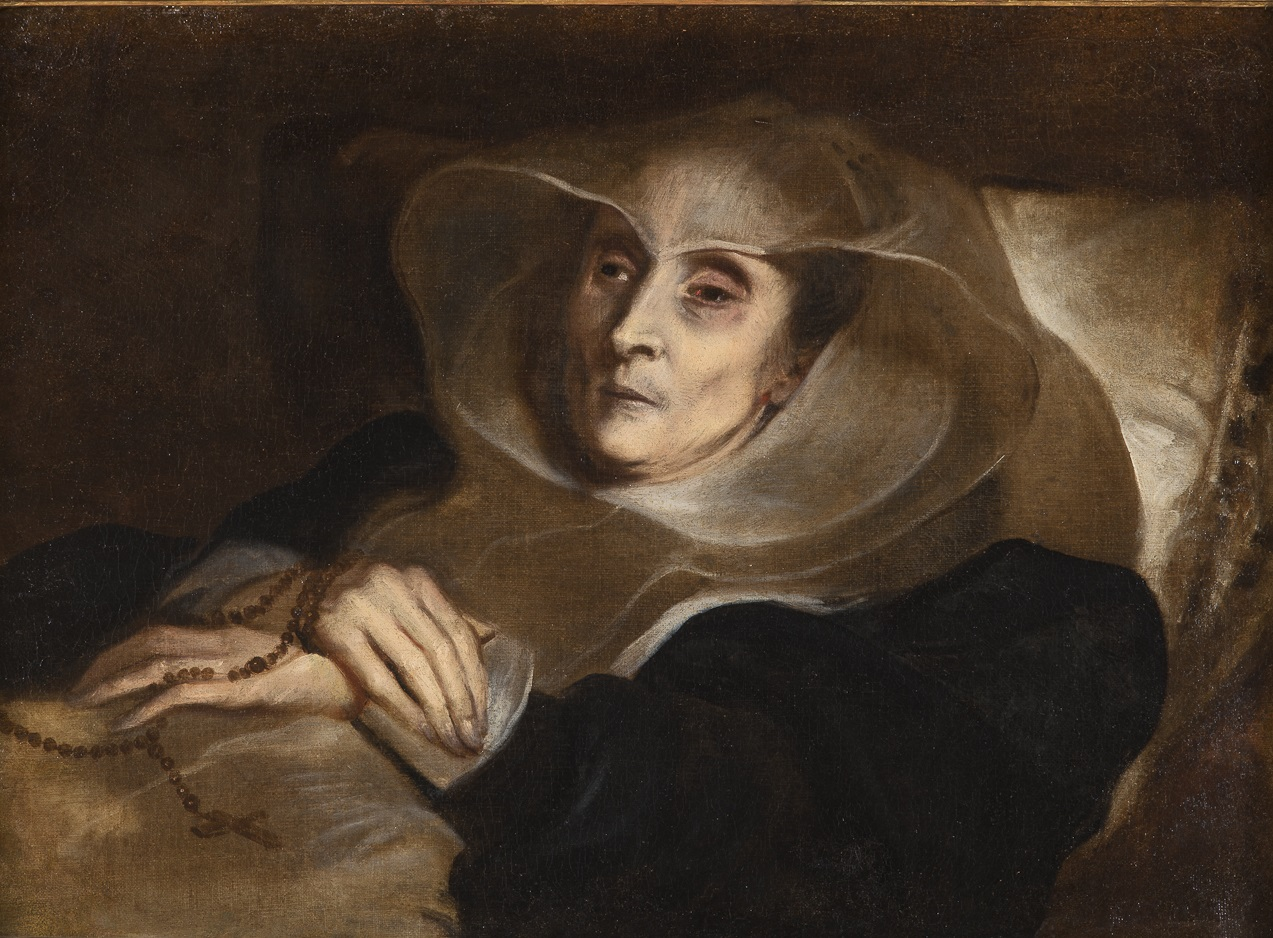
Sofonisba Anguissola auf dem Sterbebett (1625), Palazzo Reale, Turin
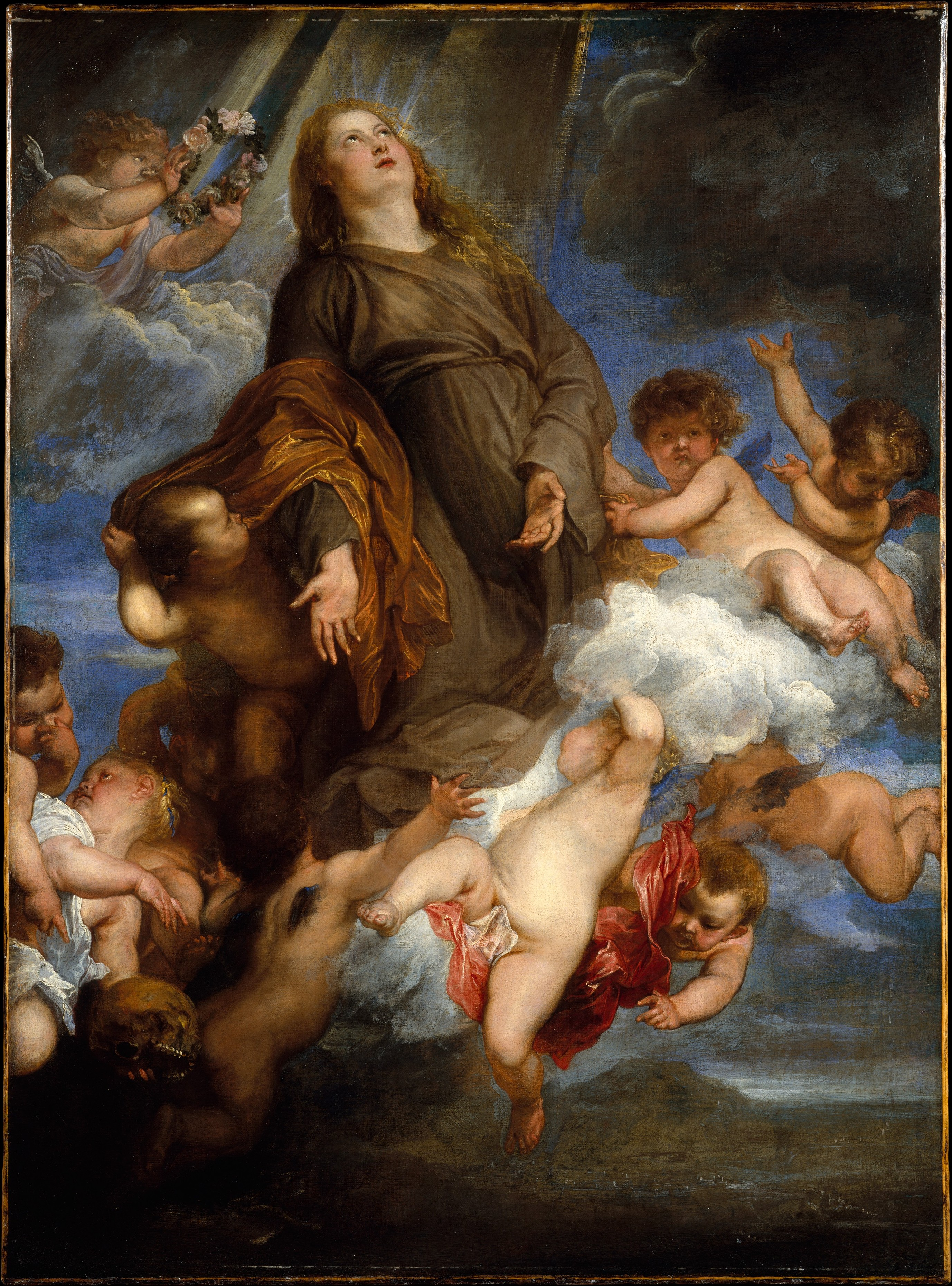
Die hl. Rosalia bittet für Palermo (1624), 99,7 × 73,7 cm, Metropolitan Museum, New York
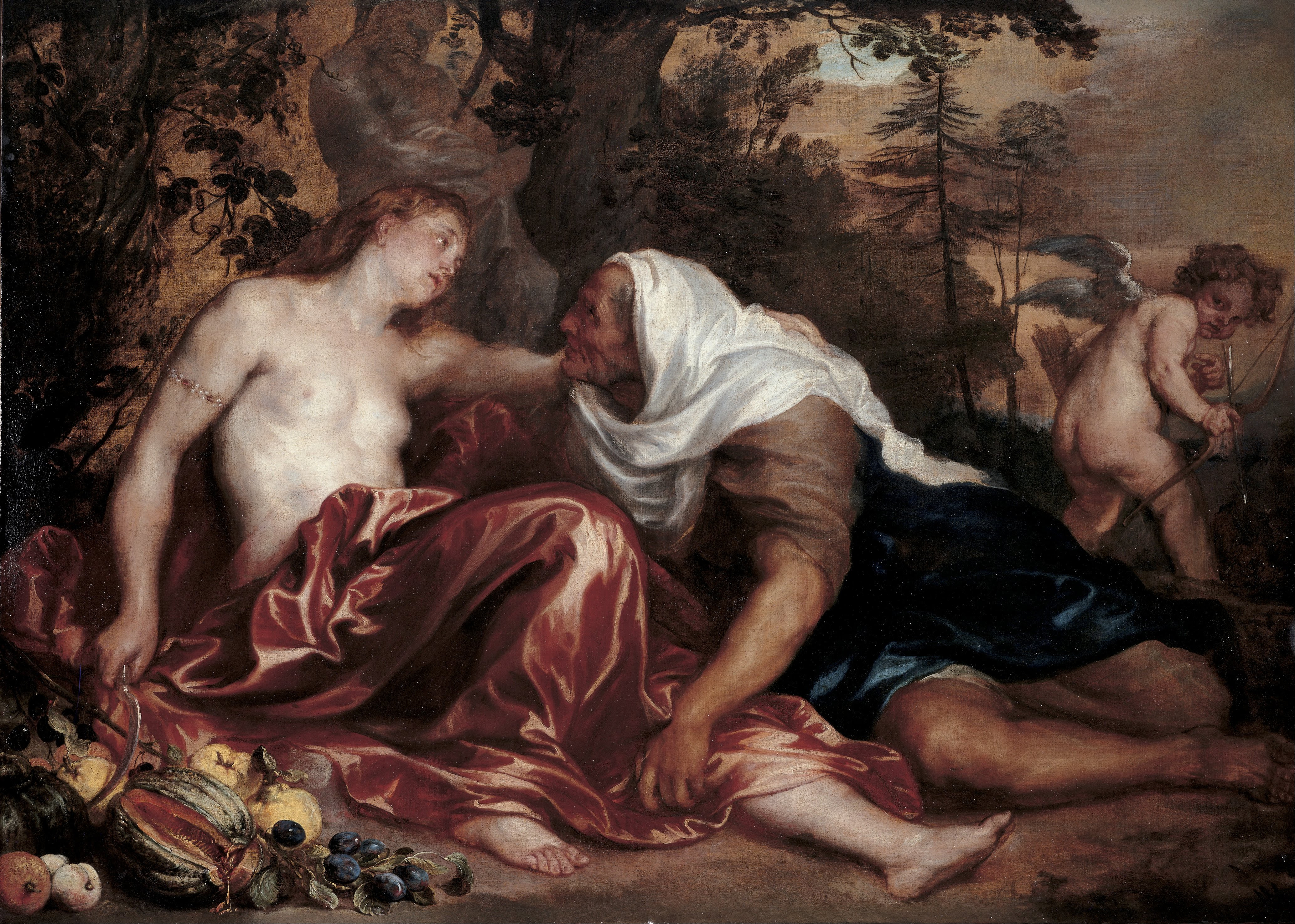
Vertumnus und Pomona (um 1625), 142 × 197 cm, Palazzo Luca Grimaldi (Palazzo Bianco), Genua

1625 verließ er Genua und reiste über Frankreich zurück nach Antwerpen. Etappen dieser Rückreise waren Marseille, Aix-en-Provence und Paris, wo er sich 1626 aufhielt.

### Flandern 1627–1632

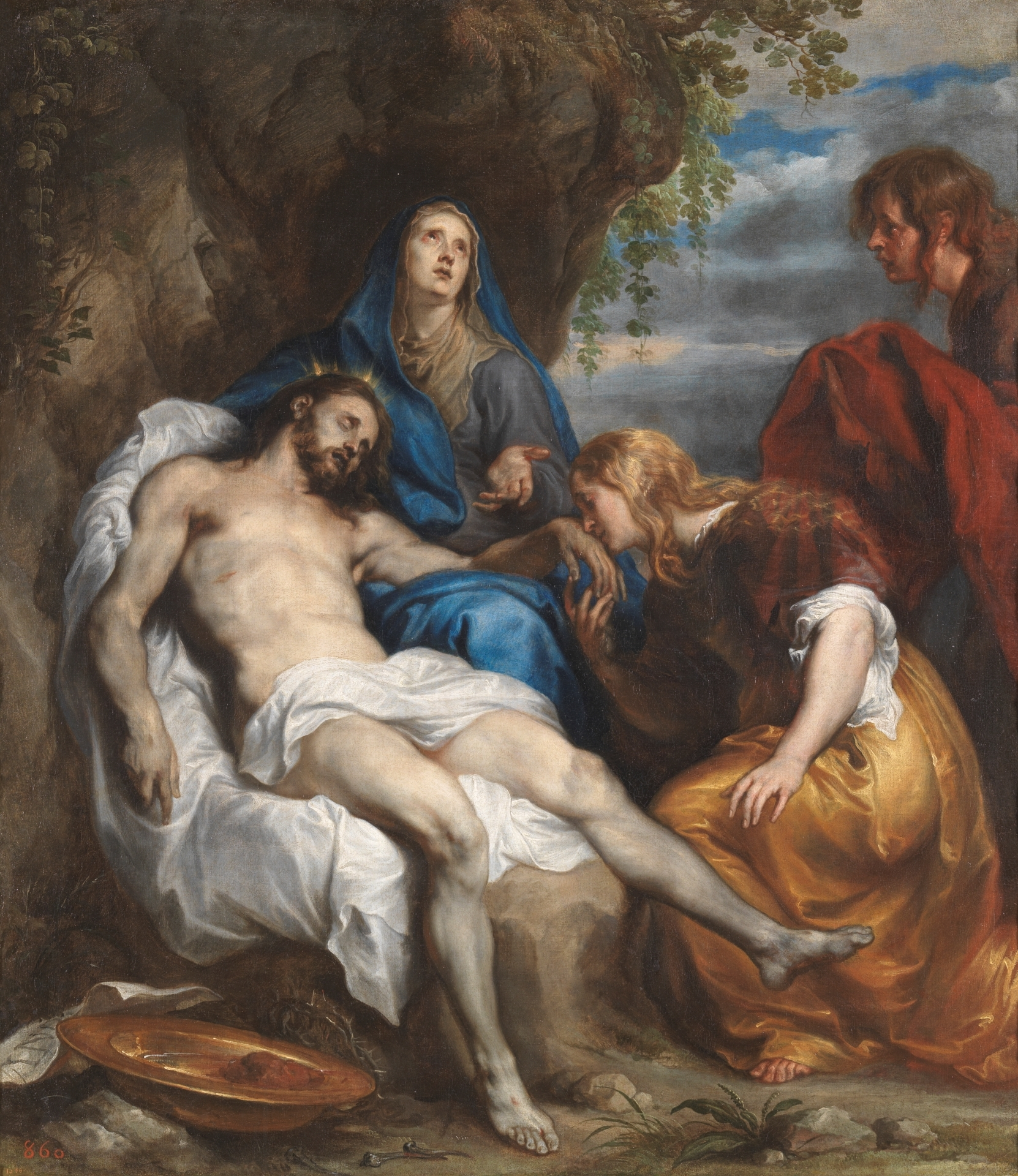
Beweinung Christi (um 1629), Öl auf Leinwand, 114 × 100 cm, Prado, Madrid. Eine kleinere Version der Altartafel für den Beginenhof, Antwerpen.

1627 ist Anthonis van Dyck wieder in Antwerpen nachgewiesen, wo im selben Jahr am 18. September seine Schwester Cornelia starb, die ebenso wie zwei andere Schwestern ein religiöses Leben als Begine gelebt hatte. Einige Monate später, am 6. März 1628, machte er ein erstes Testament, in dem er den Wunsch äußerte, nach seinem eigenen Tode in der Kirche des Beginenhofs bestattet zu werden. Aus diesem Grunde und im Andenken an Cornelia malte er eine Beweinung Christi, die er den Beginen schenkte; davon existiert eine zweite wesentlich kleinere Version, die nach Spanien gelangte und sich heute im Prado befindet. Im Andenken an seinen 1622 in seiner Abwesenheit verstorbenen Vater malte er außerdem einen Christus am Kreuz mit den Heiligen Dominikus und Katharina von Siena für die Kirche der Dominikanerinnen, die sich um seinen Vater gekümmert hatten. Beide Gemälde befinden sich heute (Stand 2023) im Königlichen Museum von Antwerpen. Es entstanden während dieser Jahre zwischen 1627 und 1632 mehrere andere Darstellungen der Beweinung und von Christus am Kreuz, unter anderem für Kirchen in Courtrai, Dendermonde und Gent.
Überhaupt stammen aus dieser Zeit relativ viele Altarwerke, die zum besten gehören, was er in dieser Hinsicht schuf. Einige von diesen Aufträgen verdankte er möglicherweise seinem Ex-Lehrer Rubens oder der Tatsache, dass dieser zwischen 1628 und 1630 im Ausland weilte. So gehörte Van Dycks Ekstase des hl. Augustinus (1628) für die Augustinerkirche von Antwerpen (heute: Königliches Museum, Antwerpen) zu einem „Dreierauftrag“, deren beide andere Gemälde von Rubens und Jacob Jordaens gemalt wurden. Obwohl Van Dyck mittlerweile hochberühmt war und von den Zeitgenossen sehr geschätzt wurde, erhielt er für dieses Gemälde nur 600 Fiorini, während Rubens für sein Bild 3000 bekam.
Für die Bruderschaft der „Jungmans“ der Jesuiten, denen er selber angehörte, malte er die zwei berühmten Altarbilder Die hl. Rosalia empfängt vom Jesuskinde einen Kranz (1629) und die Vision des seligen Hermann Joseph (1630; beide im Kunsthistorischen Museum, Wien). Zu seinen absoluten Meisterwerken zählt die Ruhe auf der Flucht nach Ägypten (um 1630) in der Münchner Pinakothek – ein intimes, idyllisches Bild für die private Andacht, das in seiner malerischen Weichheit auch durch Correggio inspiriert scheint; das Bild gehörte ursprünglich möglicherweise Theodoor van Dyck, dem Bruder des Künstlers.

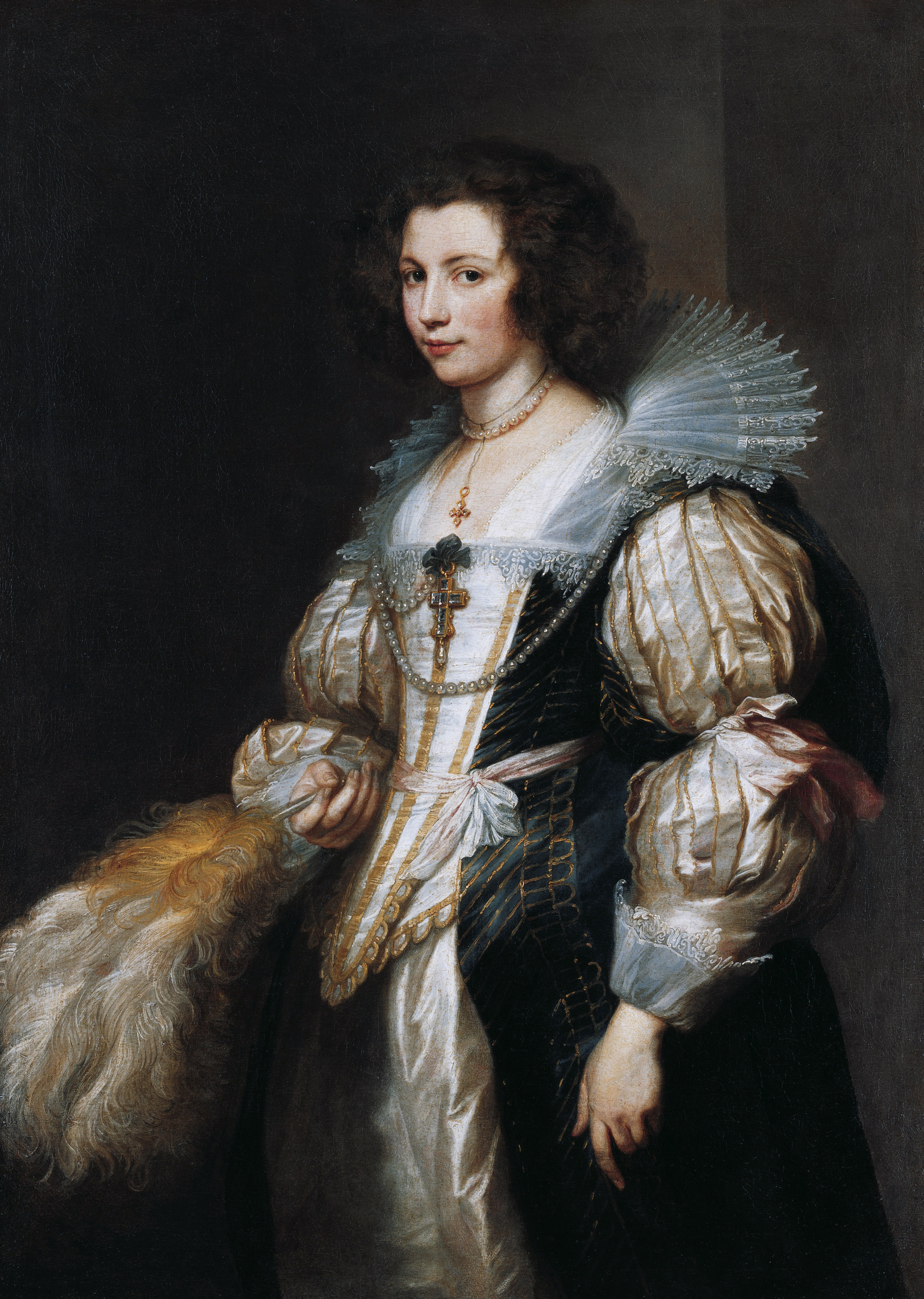
Maria de Tassis (1629–30), 120 × 93 cm, Sammlung Liechtenstein

Neben diesen religiösen Arbeiten machte Van Dyck vor allem ganz große Karriere als Porträtmaler: 1628 wurde er von der Statthalterin Isabella Clara nach Brüssel berufen und zu ihrem Hofmaler ernannt, was zu zahlreichen offiziellen Porträt-Aufträgen führte. Er arbeitete außerdem für den Hof von Friedrich Heinrich von Oranien, den Statthalter der nördlichen Niederlande, in Den Haag, den er, ebenso wie dessen Gemahlin Amalia van Solms und ihren gemeinsamen Sohn und Thronerben Willem II., in mehreren Bildnissen verewigte. Für den Prinzen von Oranien schuf er auch zwei historische Gemälde: Rinaldo und Armida im Louvre nach Torquato Tassos Epos La Gerusalemme Liberata, und Die Liebe von Amarilli und Mirtillo, nach einem Schäferroman von Gian Battista Guarini; das Original des letzteren befindet sich wahrscheinlich in Schloss Pommersfelden, zwei Kopien der Werkstatt in anderen Sammlungen.
1631 erhielt er Besuch von Maria de’ Medici, die sich ebenfalls von ihm malen ließ und sich auch für seine Gemäldesammlung interessierte, die zu dieser Zeit 19 Werke von Tizian (darunter Perseus und Andromeda und das Porträt der Familie Vendramin) sowie Gemälde von Jacopo Bassano, Tintoretto, Palma und Van Eyck enthielt, außerdem drei eigenhändige Kopien Van Dycks nach Tizian.
Daneben arbeitete Van Dyck während seiner flandrischen Jahre an seiner sogenannten Iconographie, einer Sammlung von 80 Kupferstichen mit Porträts berühmter zeitgenössischer Persönlichkeiten, darunter nicht nur Fürsten, Staatsmänner und Gelehrte, sondern auch Künstler (Maler, Bildhauer, Kupferstecher) und Kunstsammler. Er selber schuf 18 Kupferstiche nach einer ungewöhnlich originellen, malerischen und modernen Methode, die auf italienischen Vorbildern basierte (Parmigianino, Palma il Giovane, Barocci). Die anderen Stiche entstanden alle nach Vorlagen Van Dycks, wurden jedoch in Kollaboration von professionellen Stechern wie Pieter de Jode d. J., Paul Pontius, Lucas Vostermann u. a., im traditionelleren flämischen Stil ausgeführt. Das fertige Werk wurde zuerst 1632 veröffentlicht und erschien auch 1640 bei Gillis Hendricx.

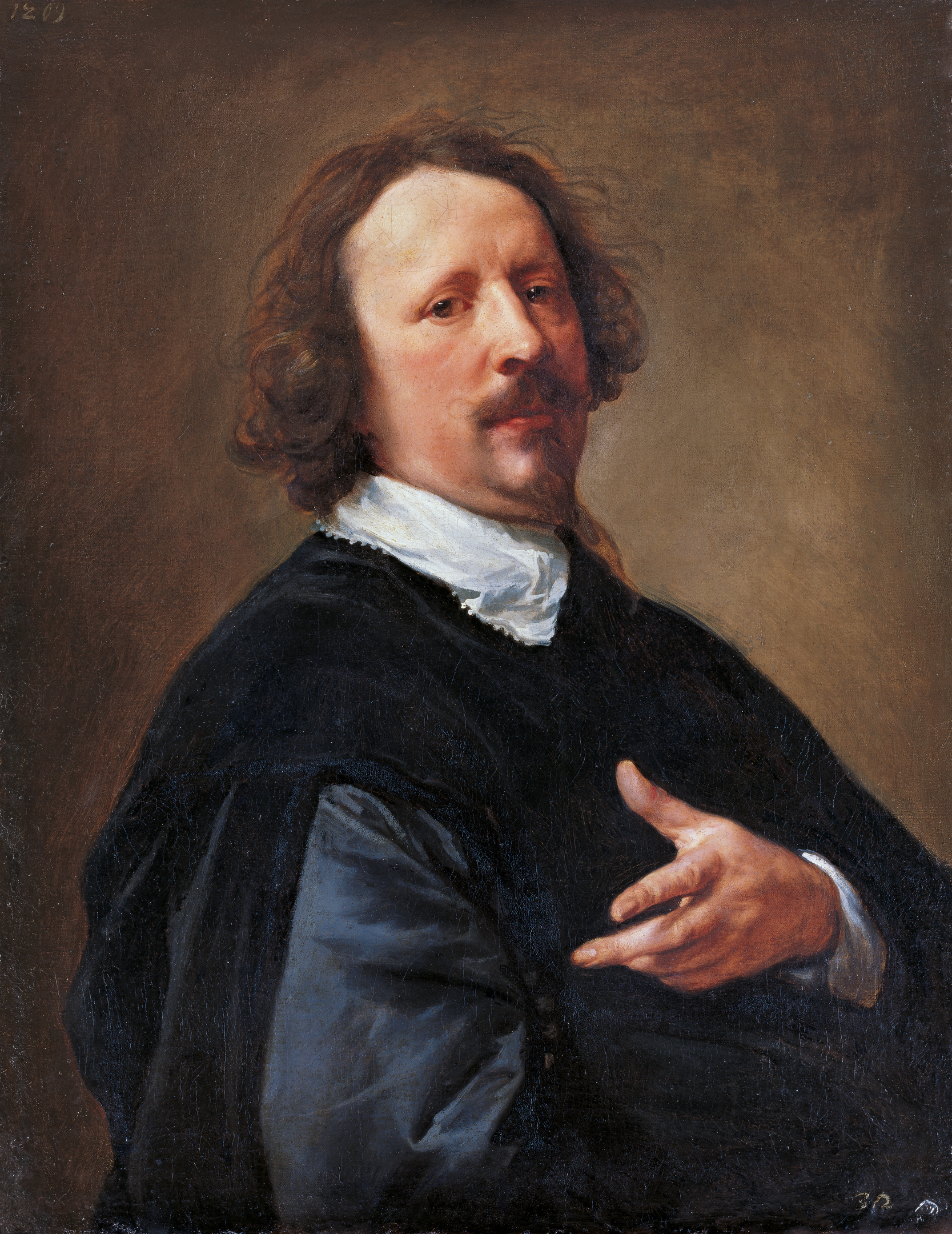
Der Maler Gaspar de Crayer (um 1630), 76 × 60 cm, Sammlung Liechtenstein
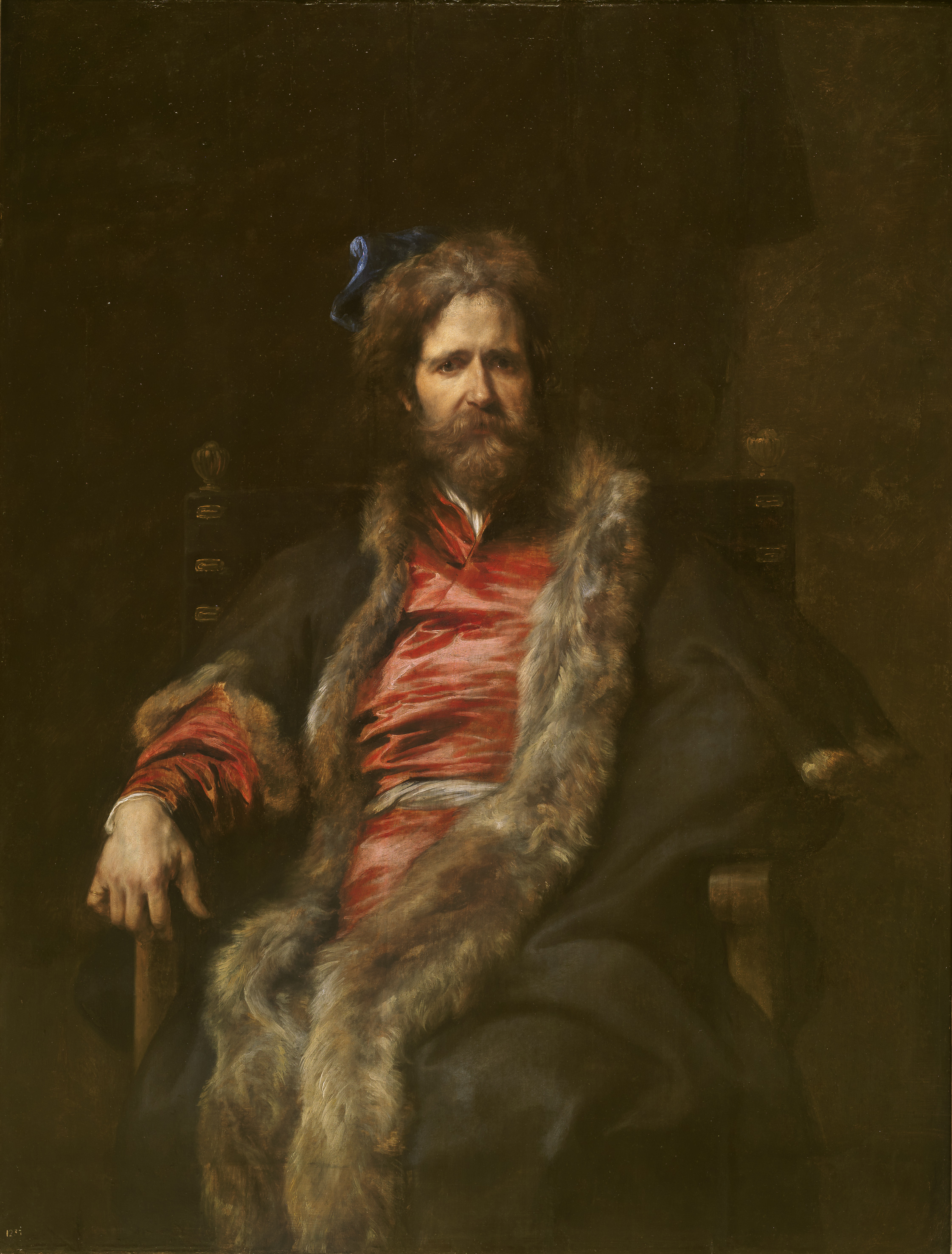
Der einarmige Maler Maarten Ryckaert (ca. 1628–30), 148 × 113 cm, Prado, Madrid
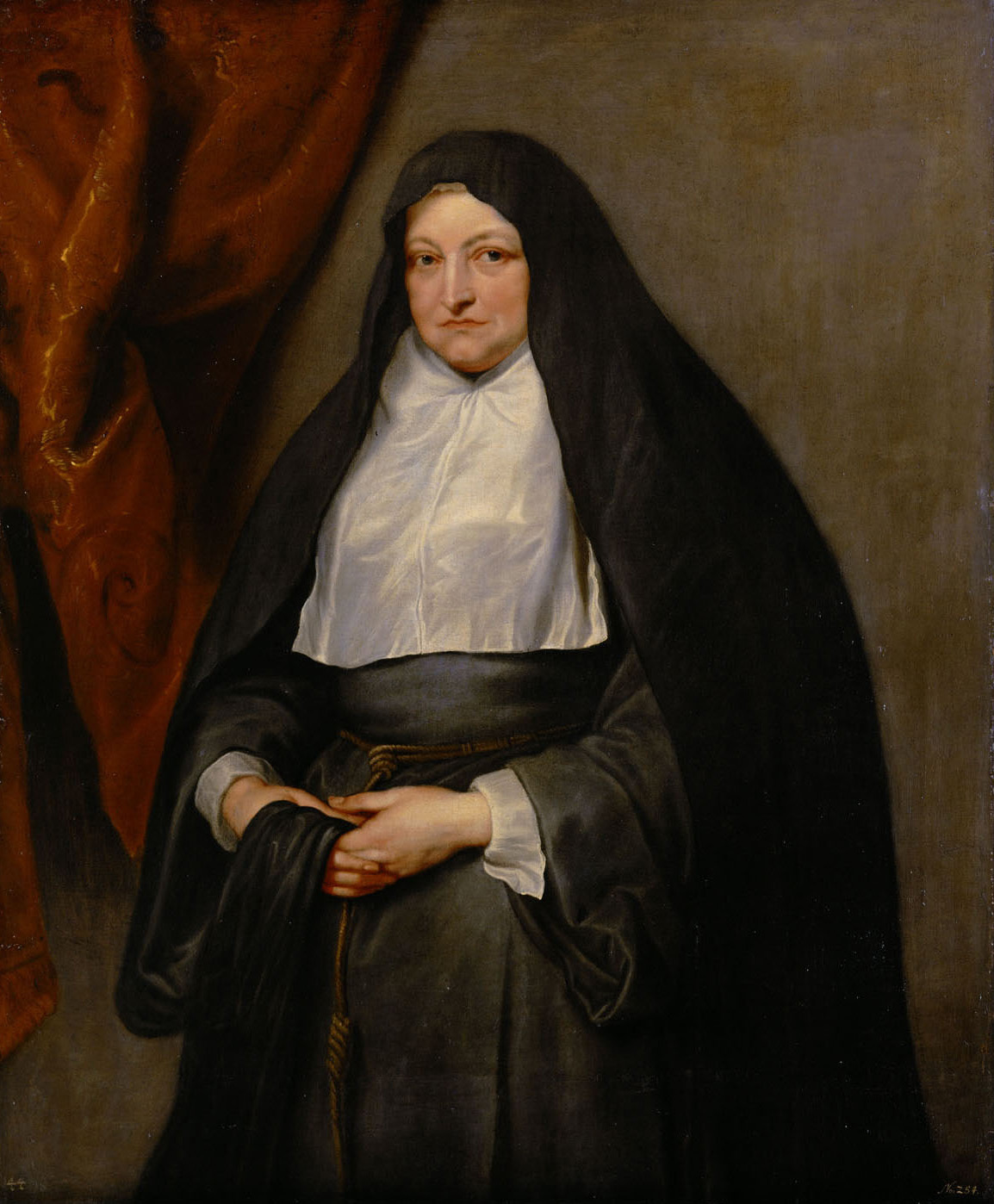
Isabella Clara Eugenia als Witwe im Habit einer Clarissin (ca. 1627), 109 × 89 cm, Kunsthistorisches Museum, Wien
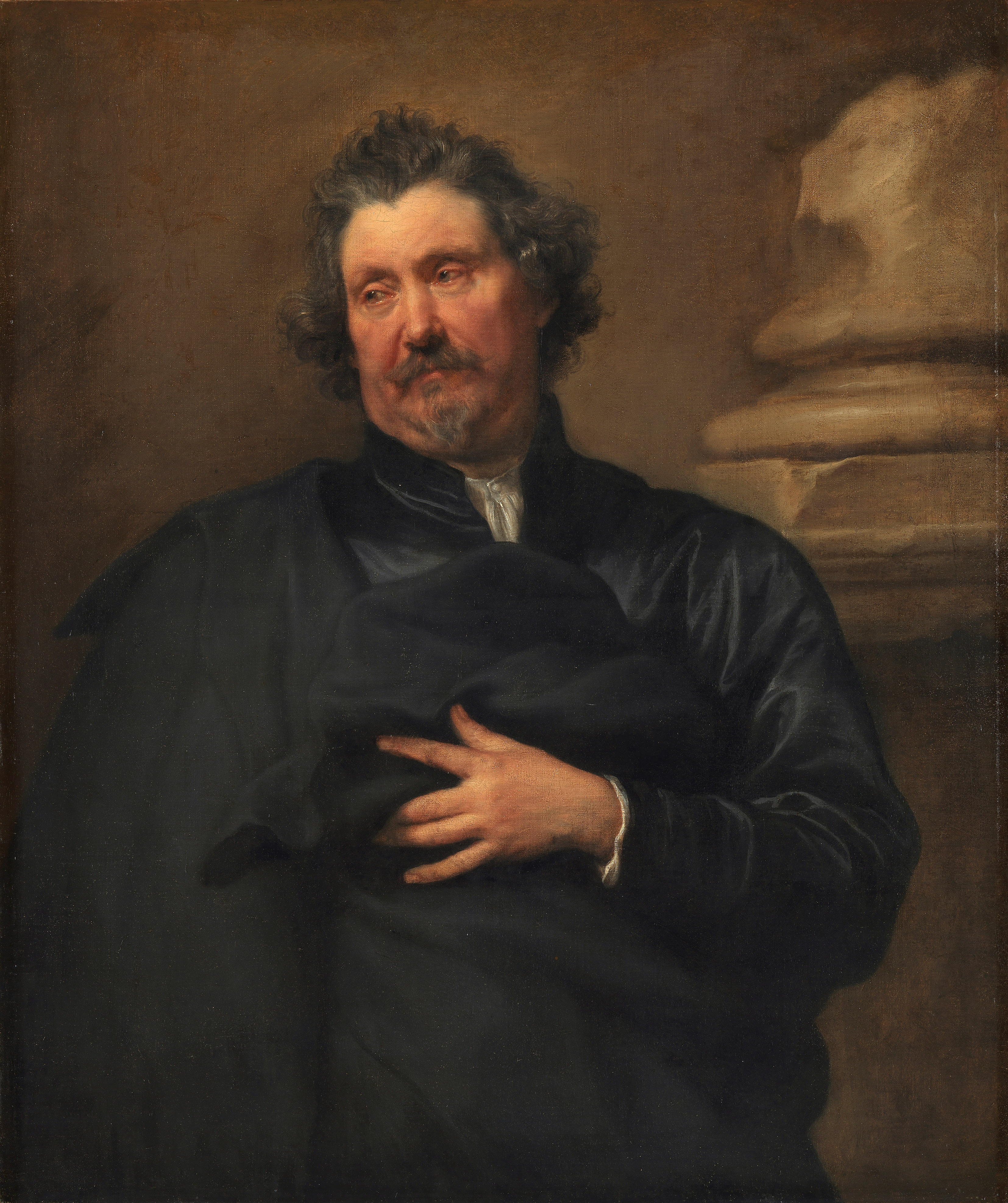
Der Kupferstecher Karel van Mallery (um 1630), 99,5 × 84 cm, Nationalmuseum Oslo

### London und Flandern, 1632–1641
Van Dyck ging 1632 nach England, wo er als Hofmaler und herausragender Porträtist für Karl I. arbeitete.

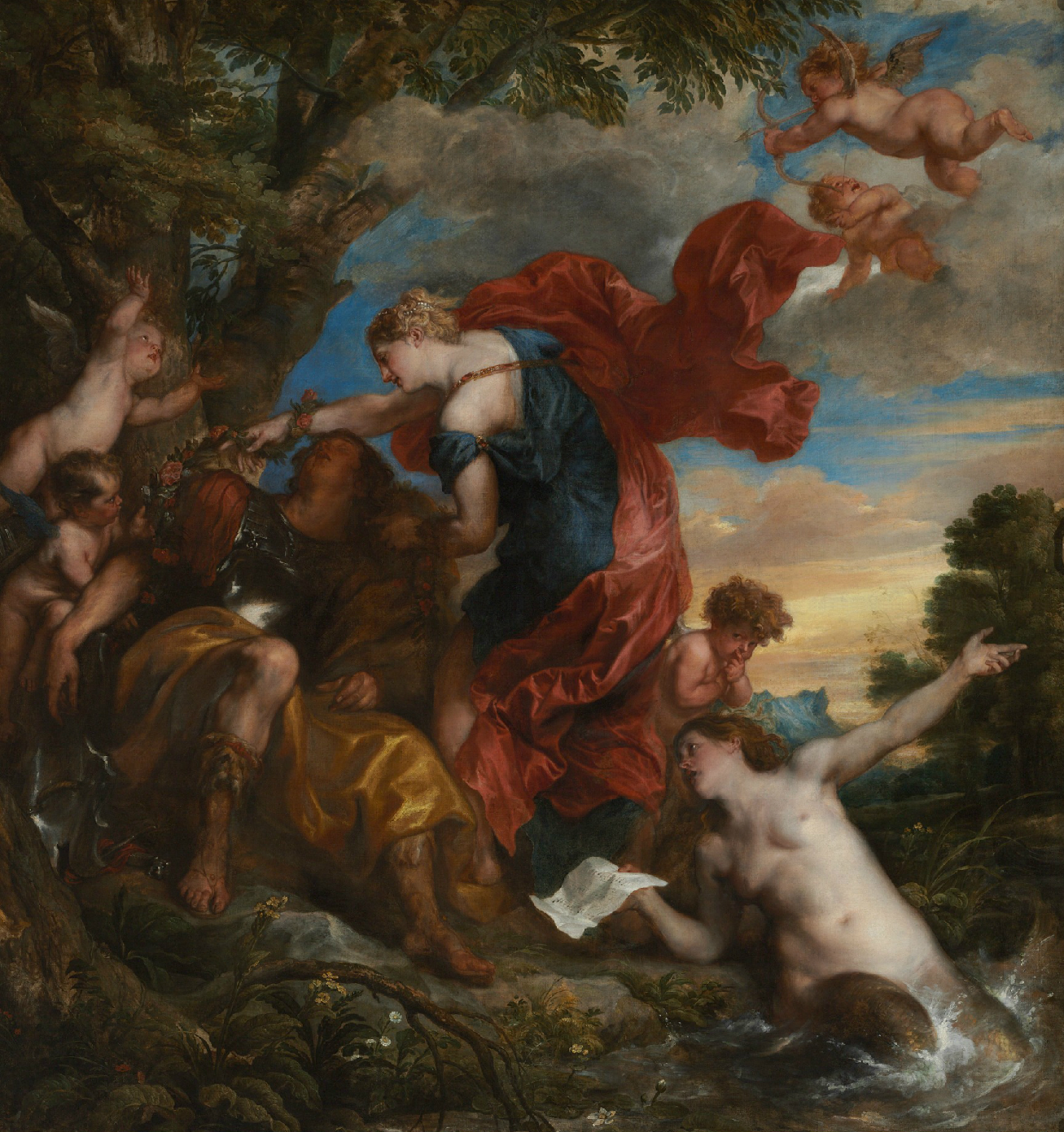
Rinaldo und Armida (1629), 235,3 × 228,7 cm, Baltimore Museum of Art. Das Bild entstand für Charles I.

Der König war ein großer Liebhaber, Kenner und Sammler der Malerei, doch obwohl er schon zuvor einige Gemälde Van Dycks erworben hatte – unter anderem das Historienbild Rinaldo und Armida (1629, Baltimore Museum of Art) –, ist nicht bekannt, ob der Ankunft des Künstlers am 1. April 1632 in London eine ausdrückliche Einladung oder Berufung durch Karl I. vorausging. Dieser stellte dem Maler jedoch ein Haus in Blackfriars, nahe der Themse, zur Verfügung und kam für all seine Kosten auf; er zahlte dem Maler außerdem ein Jahresgehalt von 200 Pfund Sterling, wozu natürlich noch die Bezahlung jedes einzelnen Gemäldes kam. Bereits Van Dycks erste Porträts der englischen Monarchen waren derart überzeugend und künstlerisch allem Bisherigen so haushoch überlegen, dass er innerhalb kürzester Zeit andere Künstler vom Hof verdrängte, insbesondere den Porträtmaler Daniel Mytens, der London in der Folge verließ.  Das berühmte Porträt von Karl I. und Henrietta Maria (1632; Schloss Kroměříž; Abb. unten rechts) folgt sogar in der Komposition einem Gemälde von Mytens, das dieser für den Salon in Somerset House gemalt hatte und das Van Dyck auf Wunsch des Königs neu malen musste.
Im selben Jahr, am 5. Juli 1632, erhob ihn der König in den Adelsstand (zum Baronet).
Trotz der Vorzugsstellung, die er am englischen Hof genoss, kehrte Van Dyck 1634–35 zwischenzeitlich nach Brüssel und Antwerpen zurück. Dabei entstanden unter anderem das Familienporträt des Grafen Johannes von Nassau-Siegen (1634, Firle Estate Settlement) und ein großes Gruppenporträt der Stadträte von Brüssel, das bedauerlicherweise 1695 zerstört wurde, aber durch vorbereitende Skizzen und ein Bozzetto bekannt ist.
Zwischen 1635 und 1640 lebte er wieder in London, wo er als Liebling der englischen Aristokratie fast ausschließlich Porträts malte und selber einen aristokratischen Lebensstil gepflegt haben soll. Bellori behauptete, dass Van Dyck seine Kunden bei den Porträtsitzungen durch Musiker und „Spaßmacher“ unterhalten ließ. Obwohl man über sein Privatleben nur wenig weiß, ist bekannt, dass er jahrelang in seinem Londoner Haus mit seiner Geliebten Margaret Lemon zusammenlebte, die er einige Male in allegorischem oder mythologischem Gewand porträtierte.

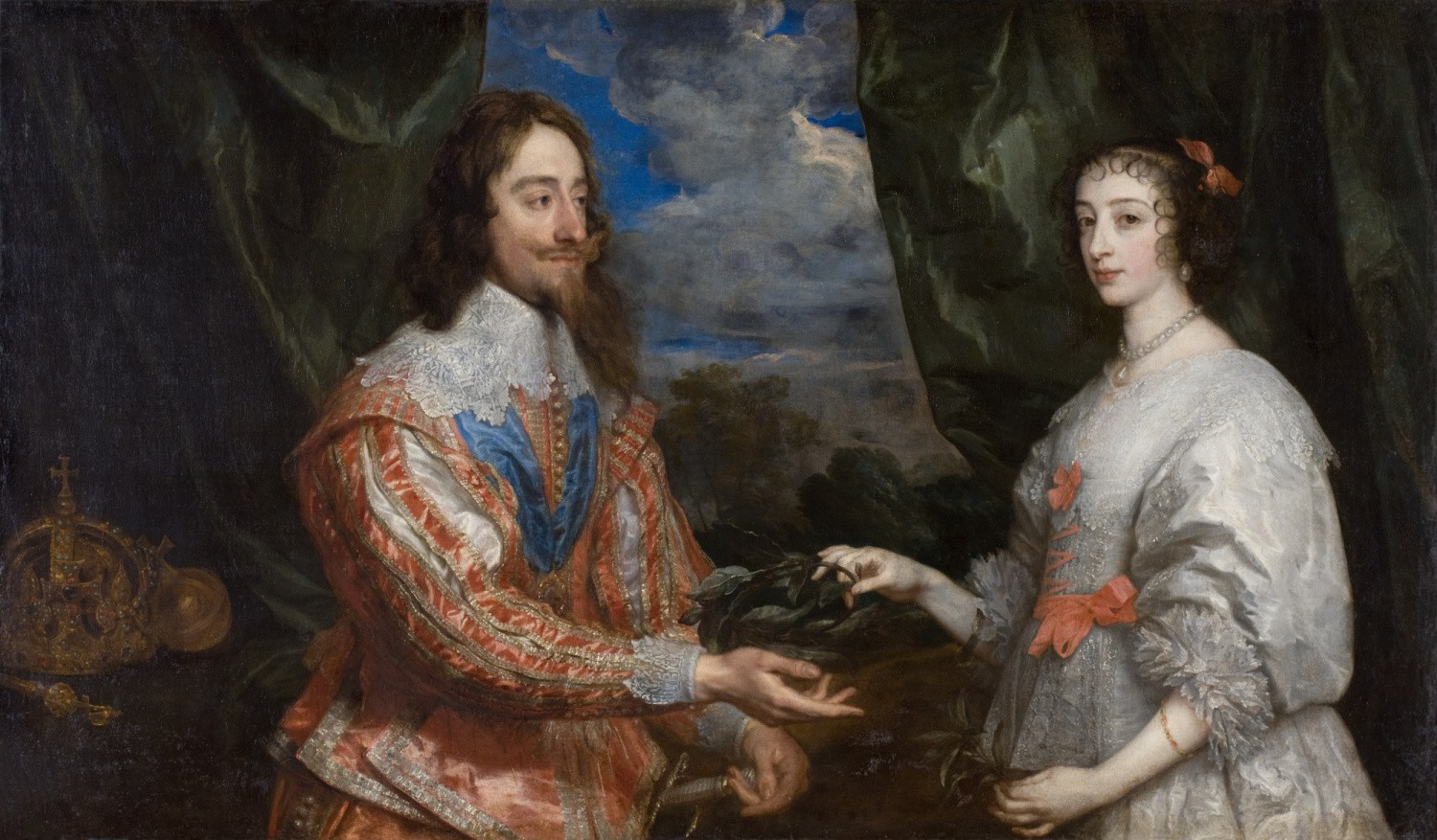
Porträt von Karl I. und Henrietta Maria (1632), 113,5 × 163 cm, Schloss Kroměříž

Van Dycks Porträts der königlichen Familie gehören zu seinen berühmtesten und besten Werken überhaupt und spiegeln die stark französisch beeinflusste, moderne Eleganz des englischen Hofes. Unter diesen Bildnissen ragen als besondere Meisterwerke hervor: Königin Henrietta Maria mit ihrem Hofzwerg Sir Jeffrey Hudson (1633, National Gallery of Art, Washington), Karl I. mit M. de St. Antoine (1633, Windsor Castle), Karl I. auf der Jagd (ca. 1635, Louvre, Paris), Karl I. zu Pferde (um 1636, National Gallery, London) und mehrere Bildnisse der königlichen Kinder (Royal Collection und Galleria Sabauda, Turin). Das sogenannte Dreifachporträt des Königs (1635, Royal Collection) malte er ursprünglich als Vorlage für eine Büste von Gian Lorenzo Bernini.
Zu den originellsten Werken dieser Zeit gehört das Doppelporträt von dem Kunstagenten Sir Endymion Porter und sich selber, in dem er ihre langjährige Freundschaft verewigte (um 1635; Prado, Madrid). Ebenfalls ein anerkanntes Meisterwerk ist das sehr informelle Doppelporträt des Thomas Killigrew und Lord William Crofts (?) (1638; Royal Collection). Eins seiner besten, aber auch rätselhaftesten Kinderbildnisse ist das ungewöhnlich modern und unmittelbar wirkende Porträt von sieben Kindern mit einer Merkurbüste im Detroit Institute of Arts – aufgrund einer später hinzu gefügten Inschrift auf dem Gemälde dachte man lange Zeit, es handele sich um die Kinder von Oliver St. John, Earl of Bolingbroke, doch sind mittlerweile Zweifel aufgetaucht, so dass weder die Identität der Dargestellten noch Zeit und Ort als bekannt gelten (siehe Abb. unten).
Die vielen Bildnisse der englischen Gesellschaft, die in diesen Jahren entstanden – nach Schätzungen schuf er in seiner Londoner Werkstatt innerhalb von siebeneinhalb Jahren an die 400 Porträts –, sind teilweise unter Mitwirkung von Werkstattgehilfen entstanden, zu denen William Dobson, David Beck (Maler), Jan van de Reyn und Adriaen Hanneman gehörten, woraus sich deutliche Qualitätsunterschiede erklären.
1639 (?) heiratete er Mary Ruthven, eine Hofdame der Königin und Enkelin eines schottischen Edelmannes, der in Ungnade gefallen war.

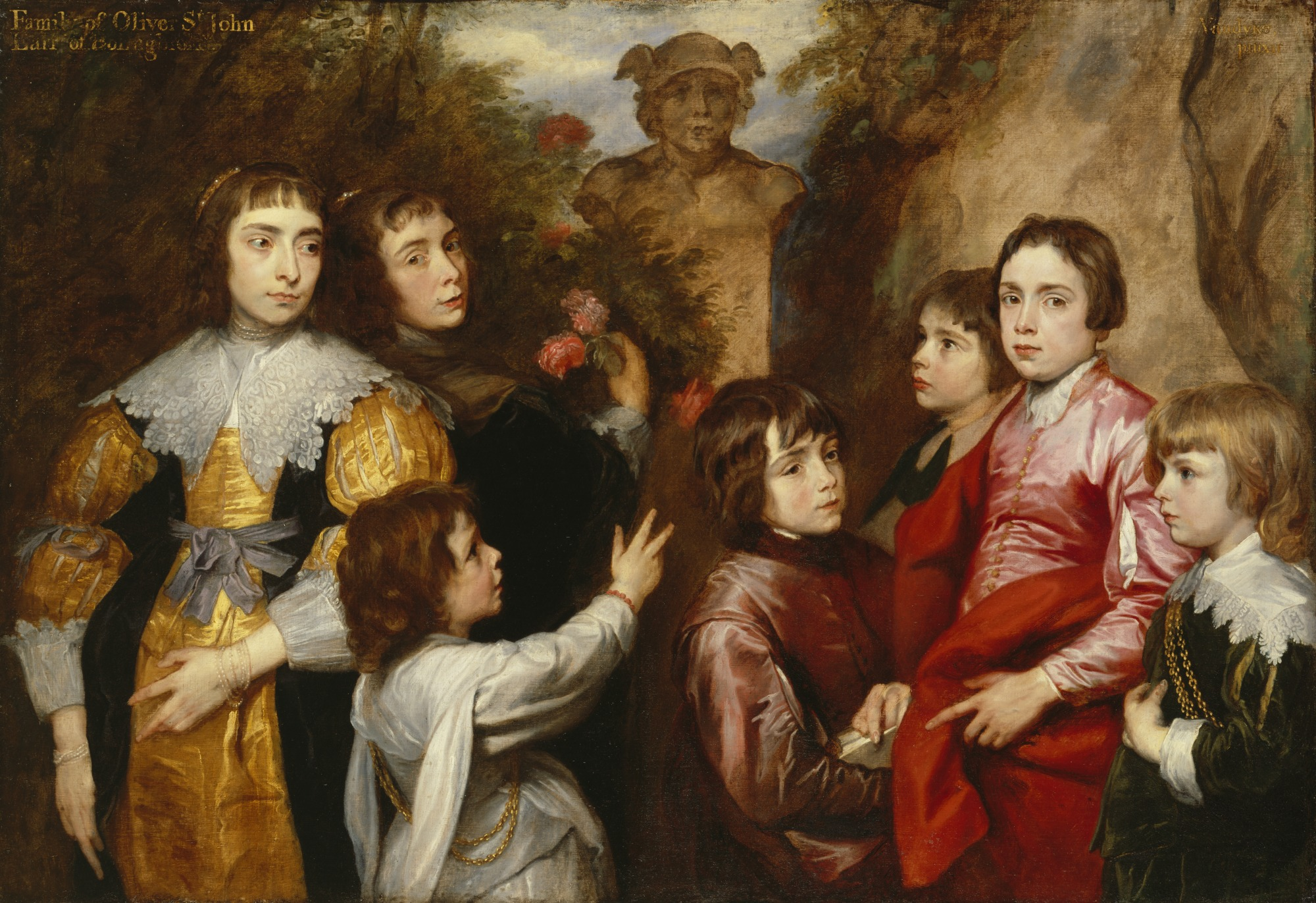
Porträt von sieben Kindern mit einer Merkurbüste (ca. 1635–38 ?), 113 × 161,3 cm, Detroit Institute of Arts

Nachdem Rubens am 30. Mai 1640 gestorben war und damit seine künstlerische absolute Herrschaft zu Ende ging, scheint Van Dyck für sich wieder größere Chancen für eine befriedigende Tätigkeit in seiner Heimat gesehen zu haben, zumal Karl I. mittlerweile finanzielle Probleme hatte, dem Künstler mehrere Jahresgehälter schuldete und sich bereits die kommende politische Krise abzuzeichnen begann. So war er am 18. Oktober 1640, genau am Sankt-Lukas-Tag, wieder in Antwerpen, wo man ihn ehrenhalber zum Dekan der Sankt-Lukas-Gilde ernannte, ein Titel, den man vor ihm nur Rubens verliehen hatte. Prompt bestellte man bei ihm auch ein Altarbild für die Kathedrale, für das er nun 2200 Fiorini bekommen sollte, einen hohen Preis, wie man ihn bis dahin ebenfalls nur seinem ehemaligen Lehrer gezahlt hatte.
Der Kardinalinfant Ferdinand, mittlerweile Statthalter der Spanischen Niederlande, versuchte Van Dyck dazu zu bewegen, unvollendete Gemälde von Rubens für das Jagdschloss Philipps IV. fertigzustellen. Das lehnte er jedoch als unter seiner Würde ab – er wäre jedoch bereit gewesen, die entsprechenden Sujets ganz neu nach eigenem Gusto zu malen.
Anscheinend auf der Suche nach einer prestigereichen Aufgabe oder Stellung begab er sich Anfang 1641 nach Paris, wo er sich laut Bellori für die geplante Dekoration der Grande Galerie des Louvre beworben haben soll, für die man jedoch französische Künstler bevorzugte: Nicolas Poussin und Simon Vouet.
Im Mai 1641 war er wieder in London, wo er anlässlich der Vermählung der zehnjährigen Prinzessin Maria mit Willem II. von Nassau-Oranien das Doppelporträt des jugendlichen Brautpaares malte, eins seiner letzten Werke (Rijksmuseum, Amsterdam).
Im Laufe des Jahres 1641 erkrankte Van Dyck an einer nicht näher bekannten Krankheit, reiste jedoch trotzdem nochmal nach Antwerpen und sogar nach Paris. Dort fühlte er sich im November des Jahres bereits so schlecht, dass er den Auftrag für ein Porträt „des Kardinals“ (Richelieu ?) ablehnte.
Er kehrte zurück nach London, wo seine Frau am 1. Dezember 1641 seine Tochter Justiniana zur Welt brachte. Anthonis van Dyck starb nur acht Tage später, am 9. Dezember 1641, in seinem Haus in Blackfriars; er wurde zwei Tage später in der St Paul’s Cathedral beigesetzt. In seinem Testament bestimmte er seine Frau Maria und Tochter Justiniana, seine Schwester Susanna und seine uneheliche Tochter Maria Theresia (* 1620) als Haupterben.

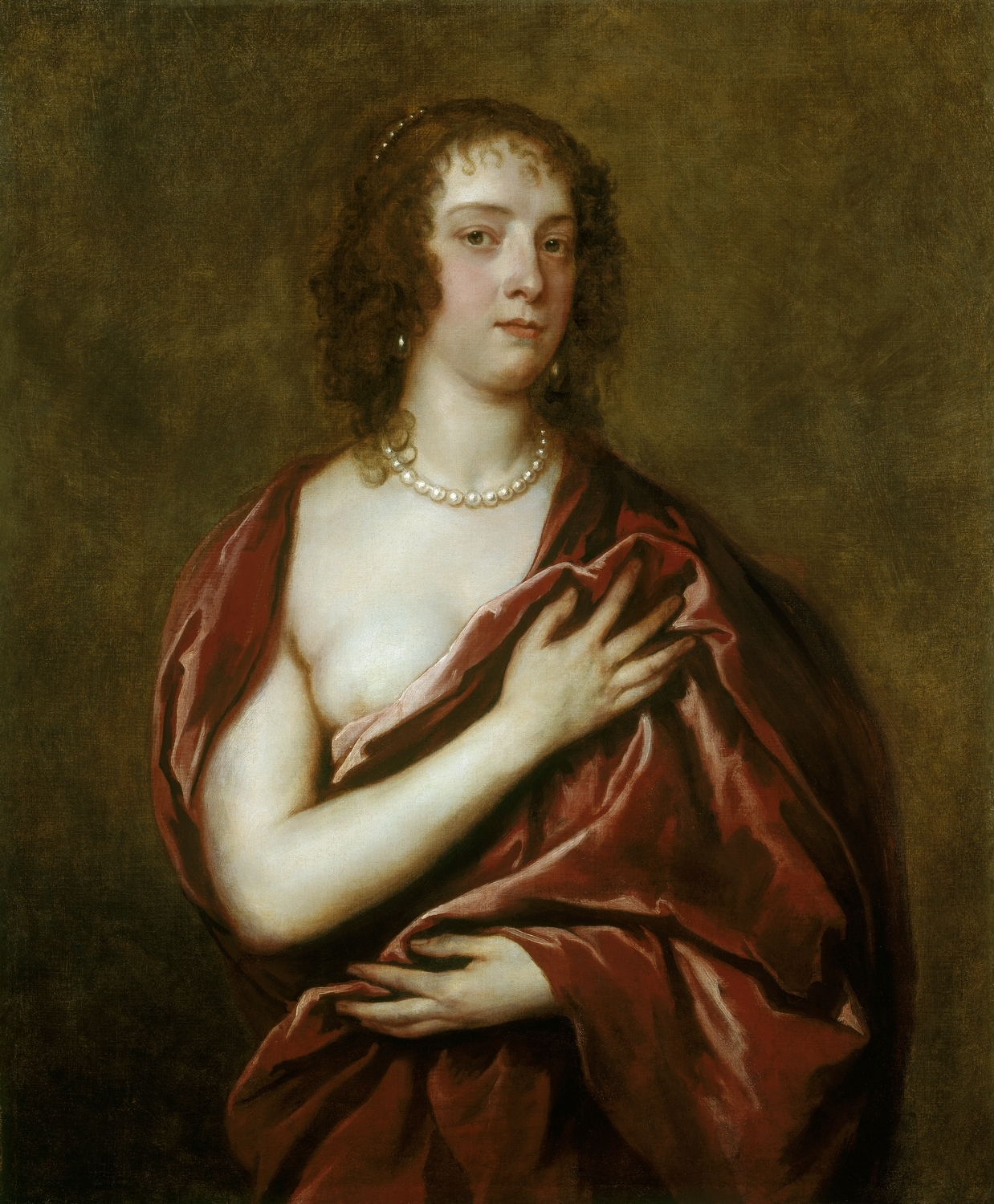
Bildnis der Margaret Lemon (Geliebte des Künstlers, um 1638), 93,3 × 77,8 cm, Royal Collection
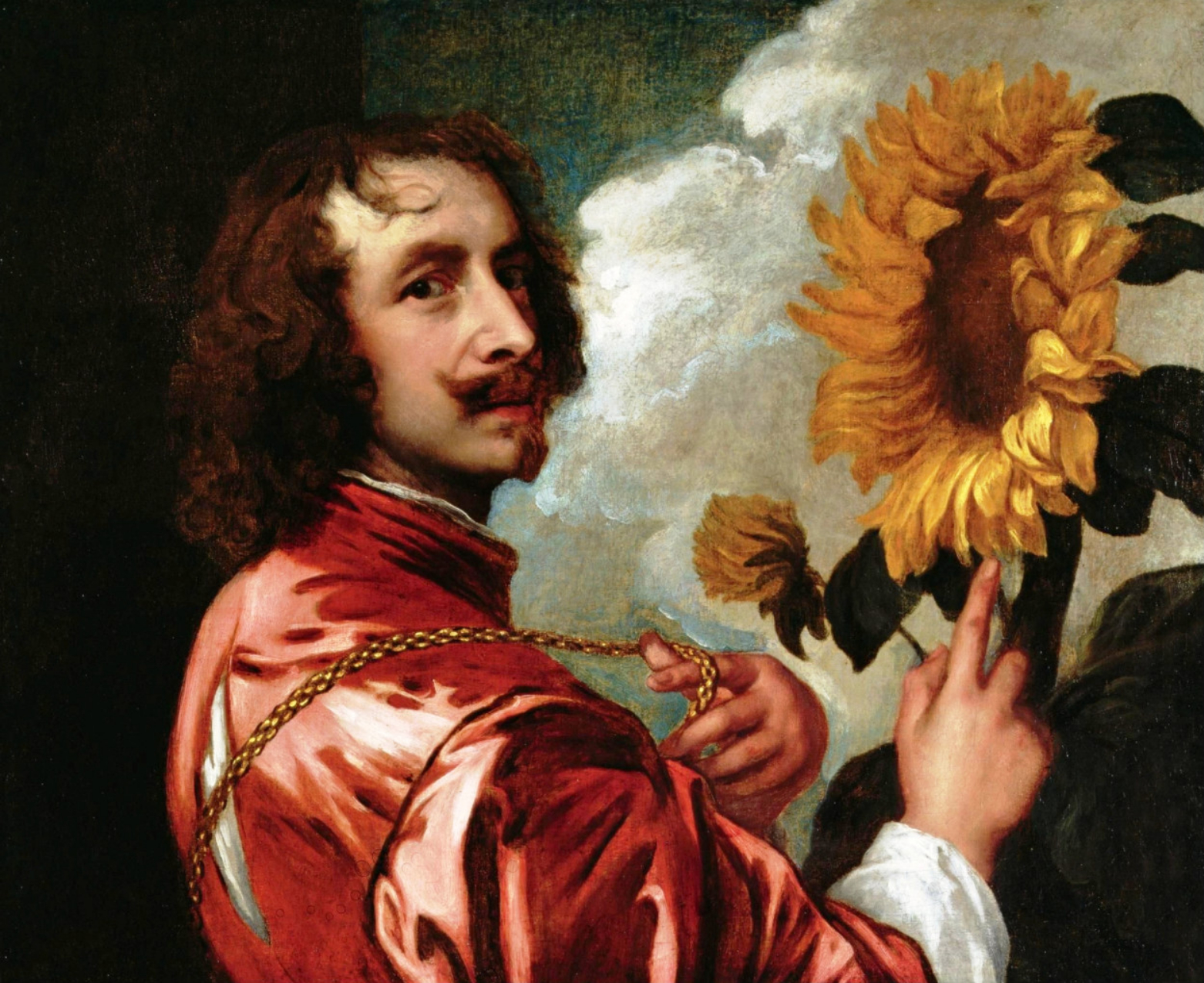
Selbstporträt mit Sonnenblume (nach 1633), 58,4 × 73 cm, Privatsammlung
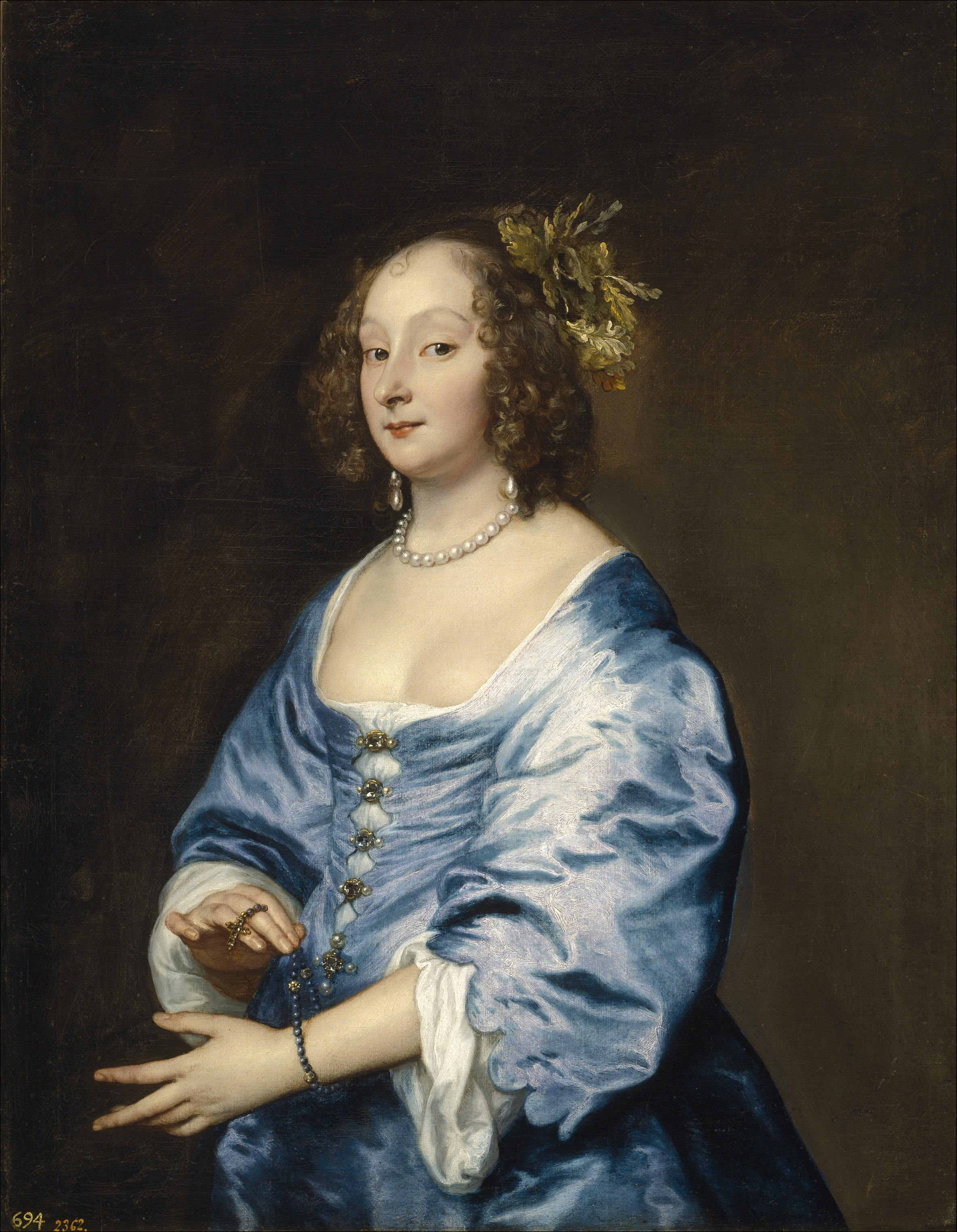
Mary Ruthven, Lady van Dyck (Die Frau des Künstlers, um 1640), 104 × 81 cm, Prado, Madrid.

## Stil und Würdigung
Anthonis van Dyck hinterließ trotz seines relativ frühen Todes ein umfangreiches Werk, was sich seiner Fähigkeit verdankt, sehr schnell zu malen. Man kann grob zwischen drei Phasen unterscheiden, dabei ist jedoch innerhalb dieser Einteilung von fließenden Übergängen und einer kontinuierlichen Entwicklung auszugehen. Es ist auch zu beachten, dass eine genaue Datierung der meisten seiner Werke nicht möglich ist, auch wenn neben manchmal vorhandenen dokumentarischen Belegen beispielsweise die dargestellte Mode und Haartracht in Porträts und der malerische Stil wichtige Anhaltspunkte liefern. Grundsätzlich ist außerdem zwischen seiner von Anfang an sehr feinen Porträtkunst und seiner Historienmalerei zu unterscheiden.
In seinem Frühwerk, das bis etwa zu seiner ersten Londonreise 1620–21 reicht, ist er deutlich, besonders in Figurentypen und lebhaft bunter Farbigkeit (u. a. kräftiges Rot), durch Rubens beeinflusst, zeigt dabei in seinen eigenen Gemälden jedoch immer eine eigenständige Persönlichkeit und den bewussten Wunsch, sich vom Vorbild zu distanzieren. In dieser Phase ist sein Pinselstrich lebhaft und schwungvoll, die Malerei hat in den besten Werken etwas genialisches, wirkt dabei aber technisch manchmal noch leicht ungeschliffen.

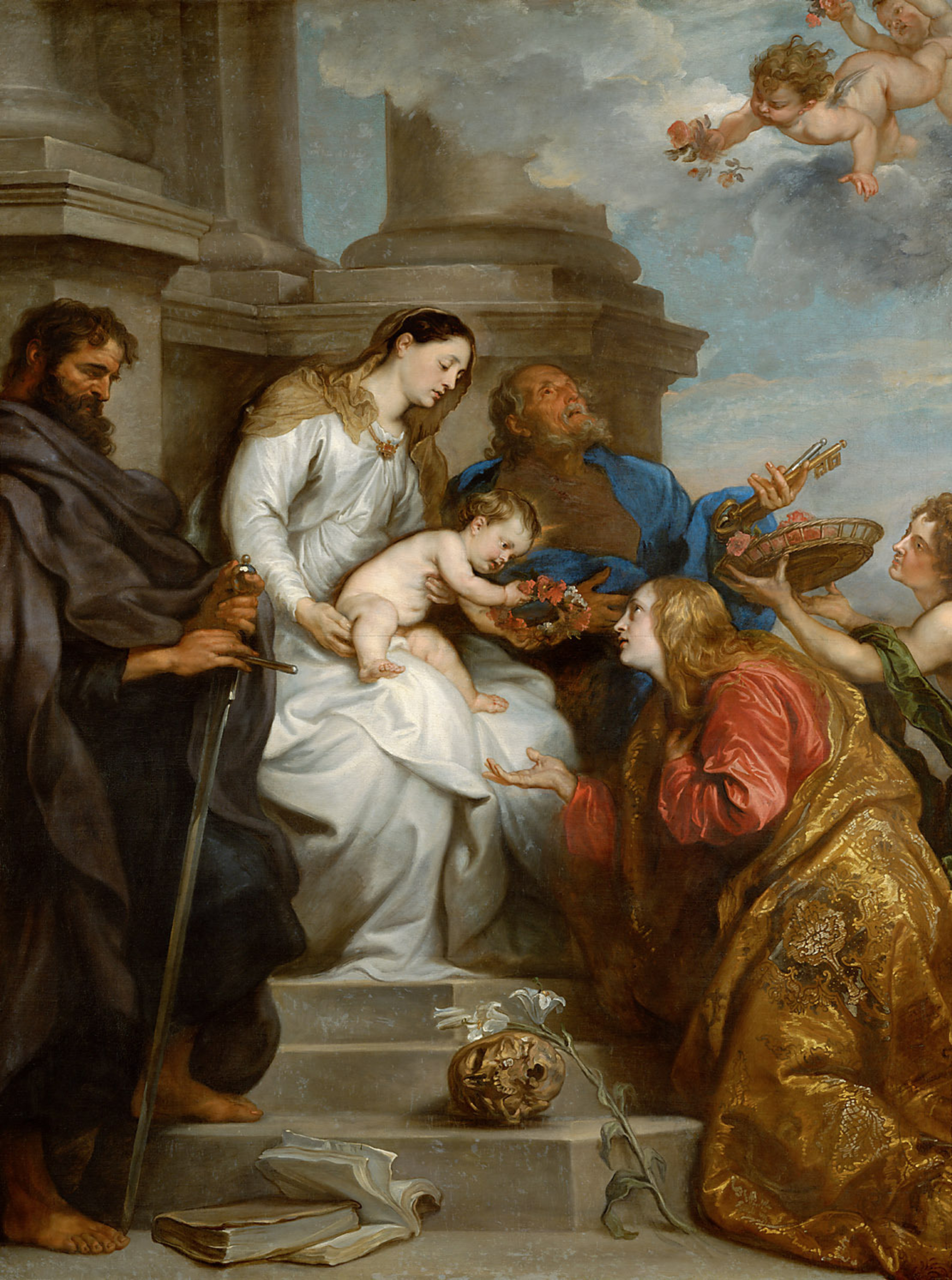
Maria mit Kind und den Hll. Rosalia, Petrus und Paulus (1629), 275 × 210 cm, Kunsthistorisches Museum, Wien

Entscheidend für seine weitere Entwicklung war sein Londonaufenthalt 1620–21, wo er in den Sammlungen seiner englischen Mäzene, dem Count of Arundel und dem Duke of Buckingham, offenbar zum ersten Mal in größerem Maßstab mit der italienischen Malerei konfrontiert wurde. Hierbei beeindruckte ihn besonders die venezianische Schule, mit Tizian als dem ganz großen, lebenslang verehrten Vorbild – wobei darauf hingewiesen werden darf, dass auch Rubens bereits viel von den Venezianern gelernt hatte, diese Entwicklung also zunächst nicht grundsätzlich in einem Widerspruch zu Van Dycks bisheriger Ausbildung stand. In Italien (1622–26) führte die intensive Beschäftigung mit der italienischen Malerei dann allerdings zur Entwicklung eines gänzlich anderen, eigenständigen Personalstils, wobei die Übergangsphase bis zu einem gewissen Grade als experimentell angesehen werden kann. Neben Tizian, Veronese und anderen Venezianern spielten dabei auch die weiche und idyllische Malerei von Correggio eine Rolle, sowie klassischere, elegante und schlankere Schönheitsideale, die wohl durch eine Beschäftigung mit Raffael und den Bologneser Malern, wie den Carracci oder Guido Reni, inspiriert sind. Nach Kaatlijne van der Stighelen (2004), einer Spezialistin für Van Dyck, hat der Künstler es „vom künstlerischen und affektiven Standpunkt ... bevorzugt, als Nachfolger des ‚großen und einzigen Tizian‘ angesehen zu werden, denn als Schüler des flämischen Meisters Rubens“.
Das Ergebnis seiner italienischen Studien ist ein spätestens ab 1627 voll ausgeprägter Stil, der sich durch eine große formale und technische Eleganz und eine gewisse aristokratische Zurückhaltung auszeichnet und im Vergleich zu der hochbewegten und bunten Dramatik von Rubens weicher, lyrischer, introvertierter und intimer, manchmal auch strenger wirkt. Alles Gesagte spiegelt sich besonders auch in Van Dycks feiner abgestuftem Kolorit. Die Pinselführung ist weich und tendiert zu einem Sfumato,  dabei fällt bei genauer Betrachtung auf, dass er keineswegs zu demonstrativer malerischer Virtuosität neigt, sondern zu einer betonten (scheinbaren) Einfachheit der malerischen Mittel und der Pinselführung, selbst bei der Darstellung von kostbaren Stoffen.

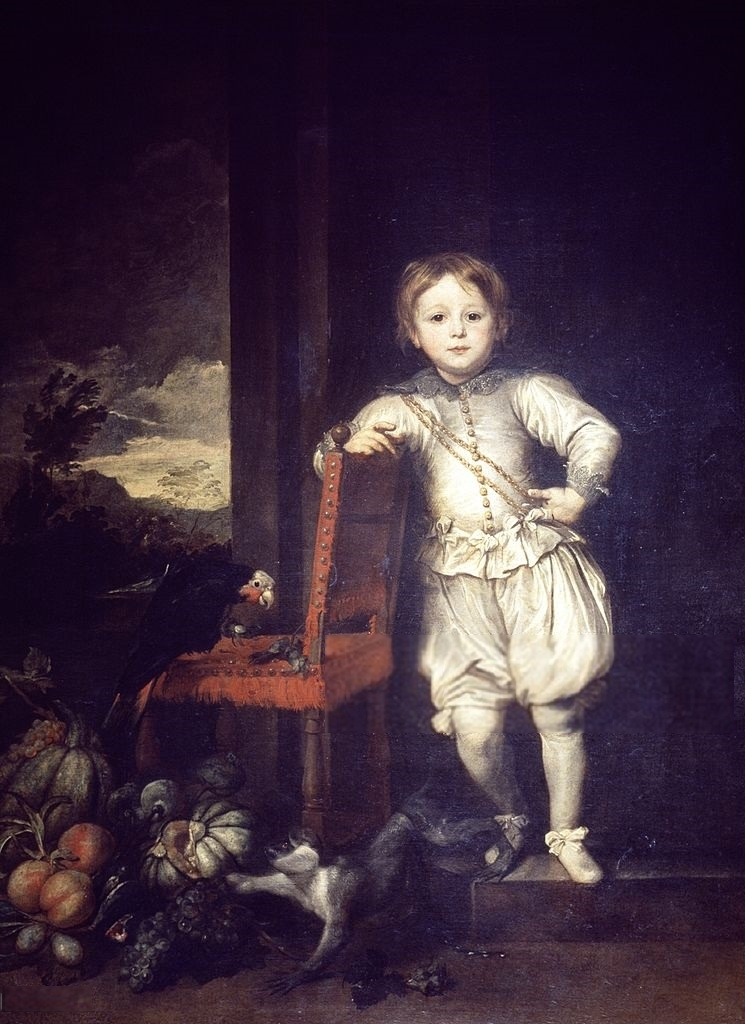
Bildnis eines Jungen in Weiß, ca. 1623–27, Palazzo Durazzo Pallavicini, Genua (Kollaboration mit Jan Roos für Früchte, Papagei und Affen)

Immer schon im Zentrum des Interesses stand seine Porträtkunst, die er immer weiter verfeinerte und in der er eine unübertreffliche Charakterisierungskunst, sensibles Einfühlungsvermögen und eine ausgesprochen „psychologische“ Ader, manchmal auch Humor, zeigt. Vom einfachen Porträtkopf oder Brustbild über Halbfiguren- oder Dreiviertel-Bildnisse bis zum repräsentativen ganzfigurigen Adelsporträt oder Reiterbildnis und zum Gruppenbild oder Familienporträt – er zeigt seine Modelle zwar von ihrer besten Seite und auf eine elegante und „lässige“ Weise, blendet dabei jedoch gegebenenfalls auch „Schwächen“ wie Melancholie, Traurigkeit, Müdigkeit, Strenge, Hochmut, Eitelkeit oder schlicht Banalität nicht völlig aus. Diese werden jedoch allein durch seine sehr hohe künstlerische Qualität (außer bei Werkstattarbeiten), die malerische und formale Eleganz und edle Schönheit seiner Kunst abgeschwächt oder veredelt. Die Figuren sind von einem weichen Licht und Chiaroscuro umhüllt. Seine Bildnisse atmen Natürlichkeit und Lebendigkeit und haben oft etwas Unmittelbares, sie spiegeln darüber hinaus getreu und mit bemerkenswerter Anpassungsfähigkeit die Atmosphäre und das Flair der Gesellschaftsschicht, des Ortes und der Zeit, der seine Modelle angehörten, unabhängig davon, ob er alte oder junge Menschen, flämische Bürger oder Künstler, italienische Adlige der 1620er Jahre in spanischer Hoftracht oder die französisch gekleidete englische Aristokratie der 1630er Jahre darstellt.
Als besonders gelungen und einfühlsam gelten seine Kinderbildnisse sowie seine oft sehr originellen Doppelporträts, z. B. das Porträt seiner beiden Malerfreunde Lucas und Cornelis de Wael (um 1625; Musei Capitolini, Rom) oder das Bildnis von Thomas Killigrew und Lord William Crofts (1638; Royal Collection).

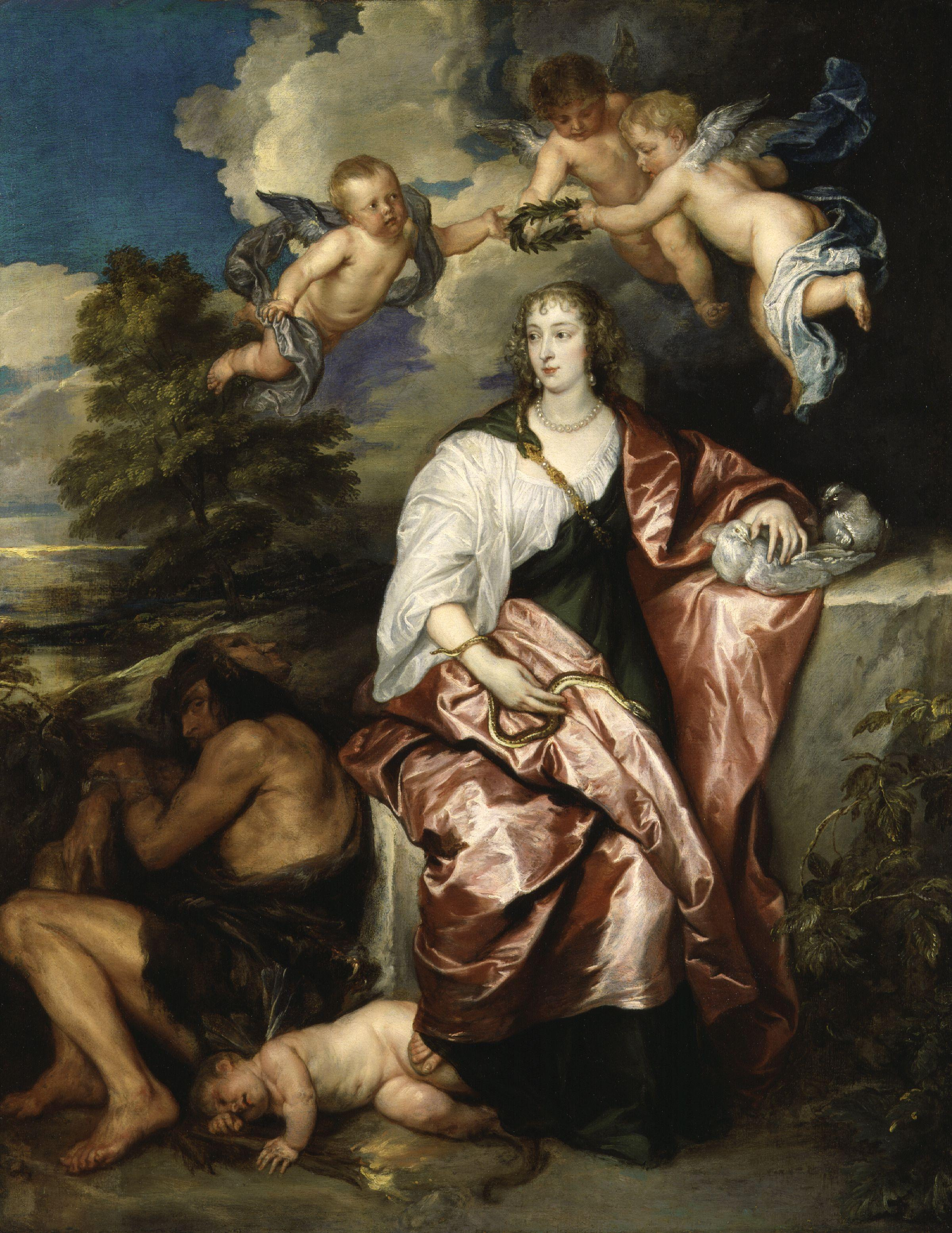
Allegorisches Porträt der Venetia, Lady Digby (als Prudentia ?) (1633–34), 101,1 × 80,2 cm, National Portrait Gallery, London

Auch formal beweist der Künstler große Fantasie, selbst wenn zu seinen Standardhintergründen – vor allem bei Adelsporträts – Säulen, Draperien und Ausblicke in Landschaften oder Gärten zählen. Nicht selten findet man allegorische oder symbolische Anspielungen in Form von besonderen Gesten oder Bewegungen, Blumen, Tieren, gebrochenen Säulen u. a., deren Bedeutung nicht immer klar ist oder die der Darstellung einen Schleier von Geheimnis verleihen. Dies ist beispielhaft bei dem allegorischen Porträt der Venetia, Lady Digby (als Prudentia ?) (1633–34) in der National Portrait Gallery der Fall, und auch bei seinem berühmten Selbstporträt mit Sonnenblume.

In seinen englischen Bildnissen der 1630er Jahre erreicht Anthonis van Dyck einen so außerordentlich hohen Grad von Eleganz und Poesie bei maximaler Charakterisierungskunst, dass Heidrich (Vlaemische Malerei, 1913) von „Schönheitsseligkeit und Empfindsamkeit“ und einer „Vergeistigung des Lebens“ sprach. So verwundert es kaum, dass Van Dyck besonders in England zu dem Modell der Porträtkunst schlechthin wurde, angefangen von Peter Lely bis zu Thomas Gainsborough, Joshua Reynolds und Thomas Lawrence im späten 18. Jahrhundert. Er übte außerdem einen starken Einfluss auf die italienische, niederländische und französische Porträtmalerei (Hyacinthe Rigaud, Nicolas de Largillière) aus.
Gelegentlich arbeitete Van Dyck mit Stilllebenmalern zusammen, die Früchte oder Tiere in einige seiner Bilder malten – das war zu seiner Zeit, besonders bei flämischen Malern, nichts Ungewöhnliches. Beispiele dafür sind das besonders entzückende Bildnis eines Jungen in Weiß (ca. 1623–27, Palazzo Durazzo Pallavicini, Genua), das er gemeinsam mit dem in Genua lebenden Jan Roos (1591–1638) malte. Bei der sogenannten Madonna mit den Rebhühnern, einer Darstellung der Ruhe auf der Flucht nach Ägypten (1630–32; Eremitage, St. Petersburg), war wahrscheinlich Pauwel de Vos für die Stilllebenelemente und Vögel zuständig, die in diesem Fall alle symbolisch gemeint sind.
Die größte zusammenhängende Sammlung seiner Werke ist immer noch Eigentum der englischen Krone.
Ein namhafter Kopist seiner Werke war Henry Stone.
Der Asteroid (8205) Van Dijck wurde nach ihm benannt.

## Bildergalerie

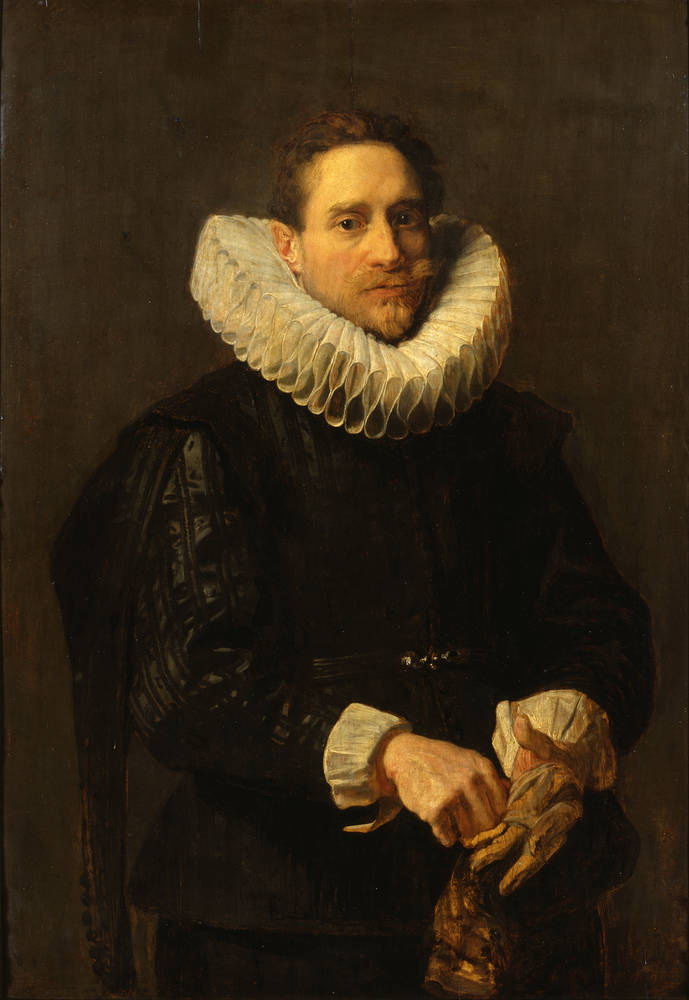
Bildnis eines Herrn, der sich die Handschuhe anzieht (um 1618–19), 107 × 74 cm, Staatliche Kunstsammlungen Dresden
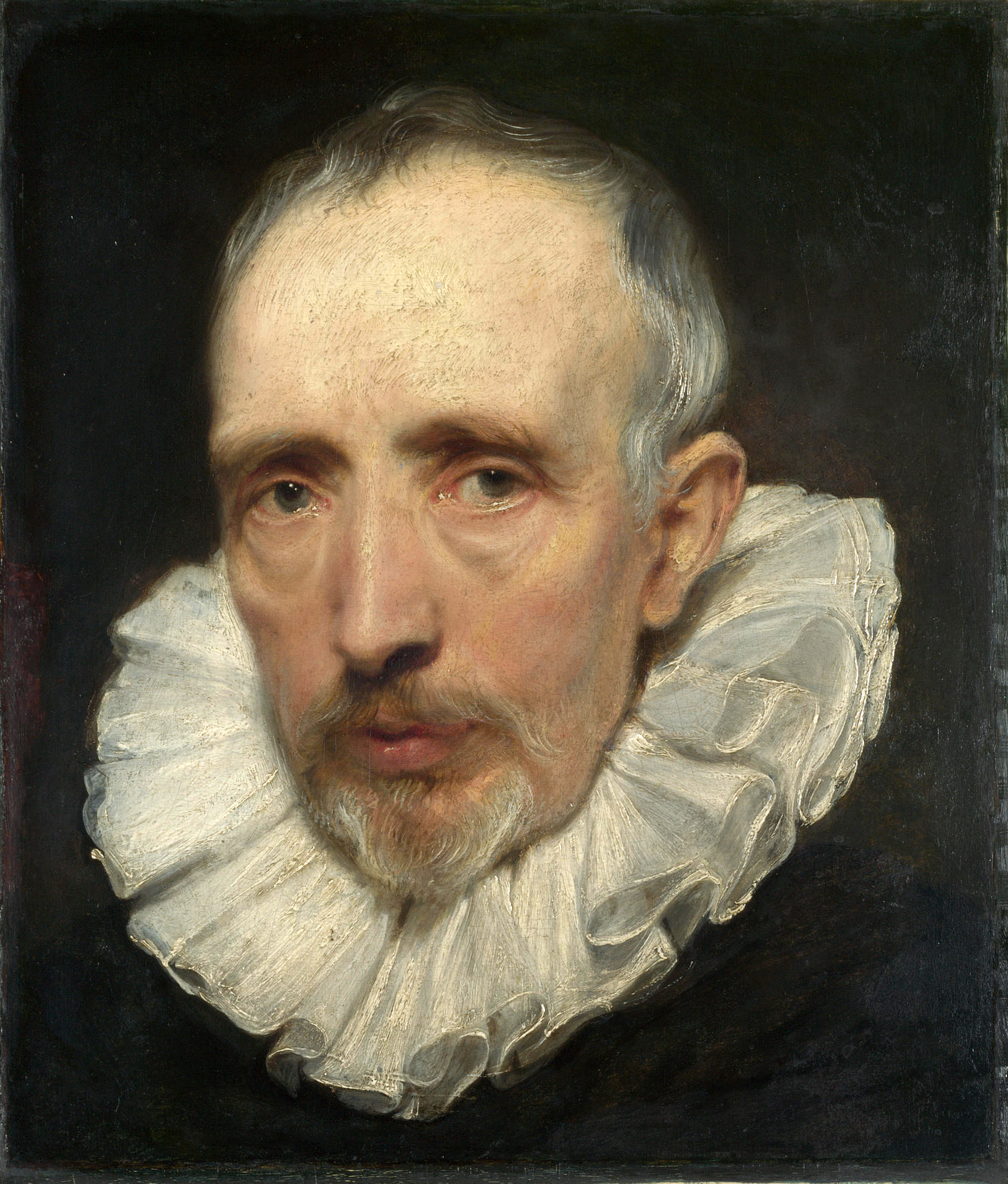
Porträt des Cornelis van der Geest (um 1620), 37,5 × 32,5 cm, National Gallery, London
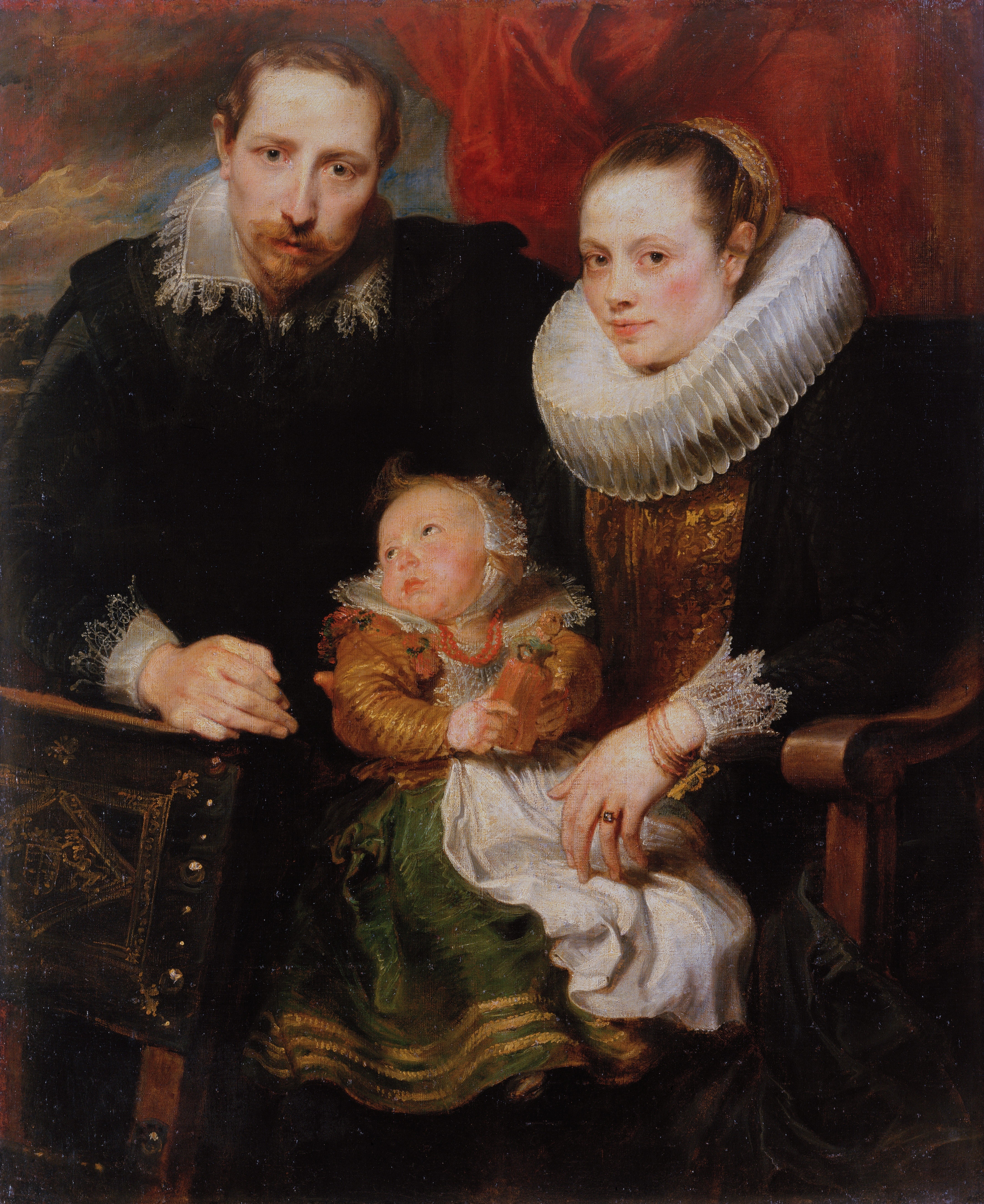
Familienporträt (um 1621), 114 × 94 cm, Eremitage, St. Petersburg
Porträt der Isabella Brant (1621), 153 × 120 cm, National Gallery of Art, Washington
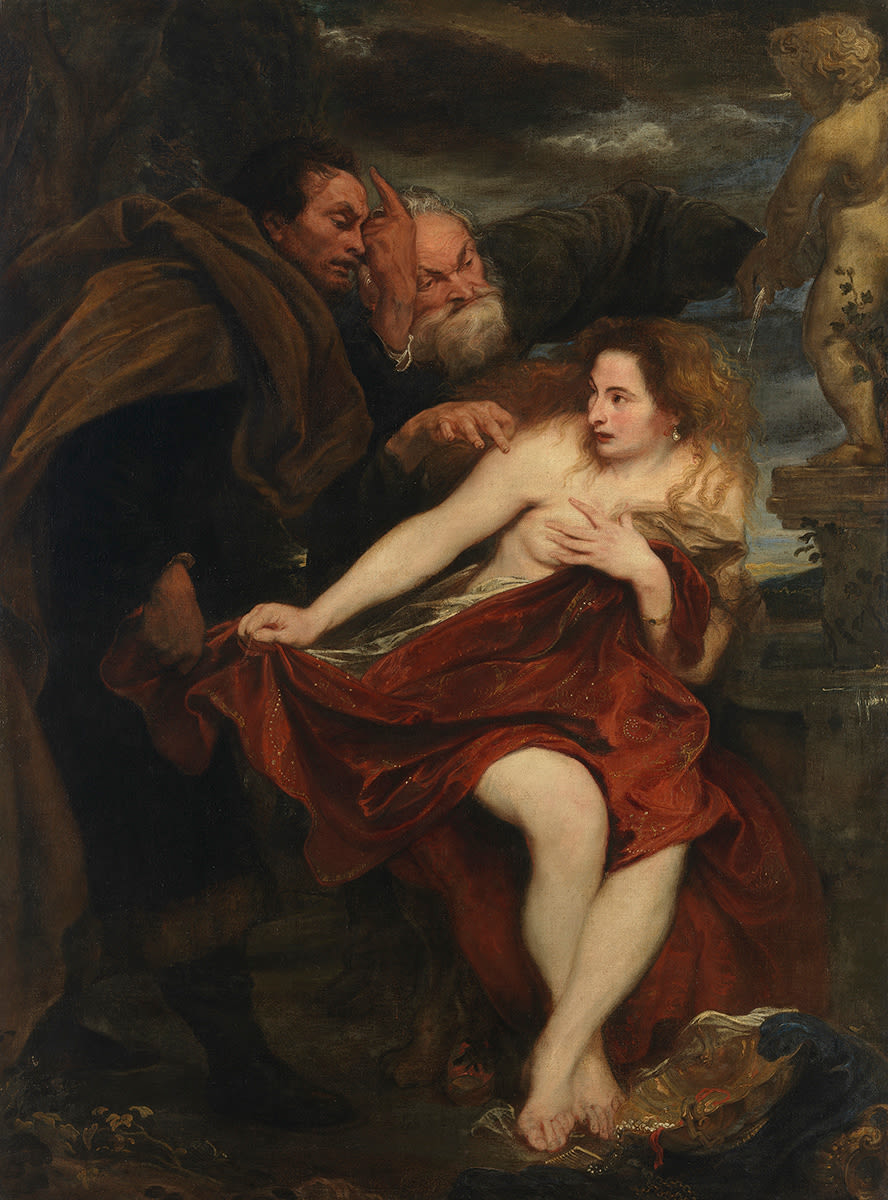
Susanna im Bade (1621–22), 194 × 144 cm, Alte Pinakothek, München
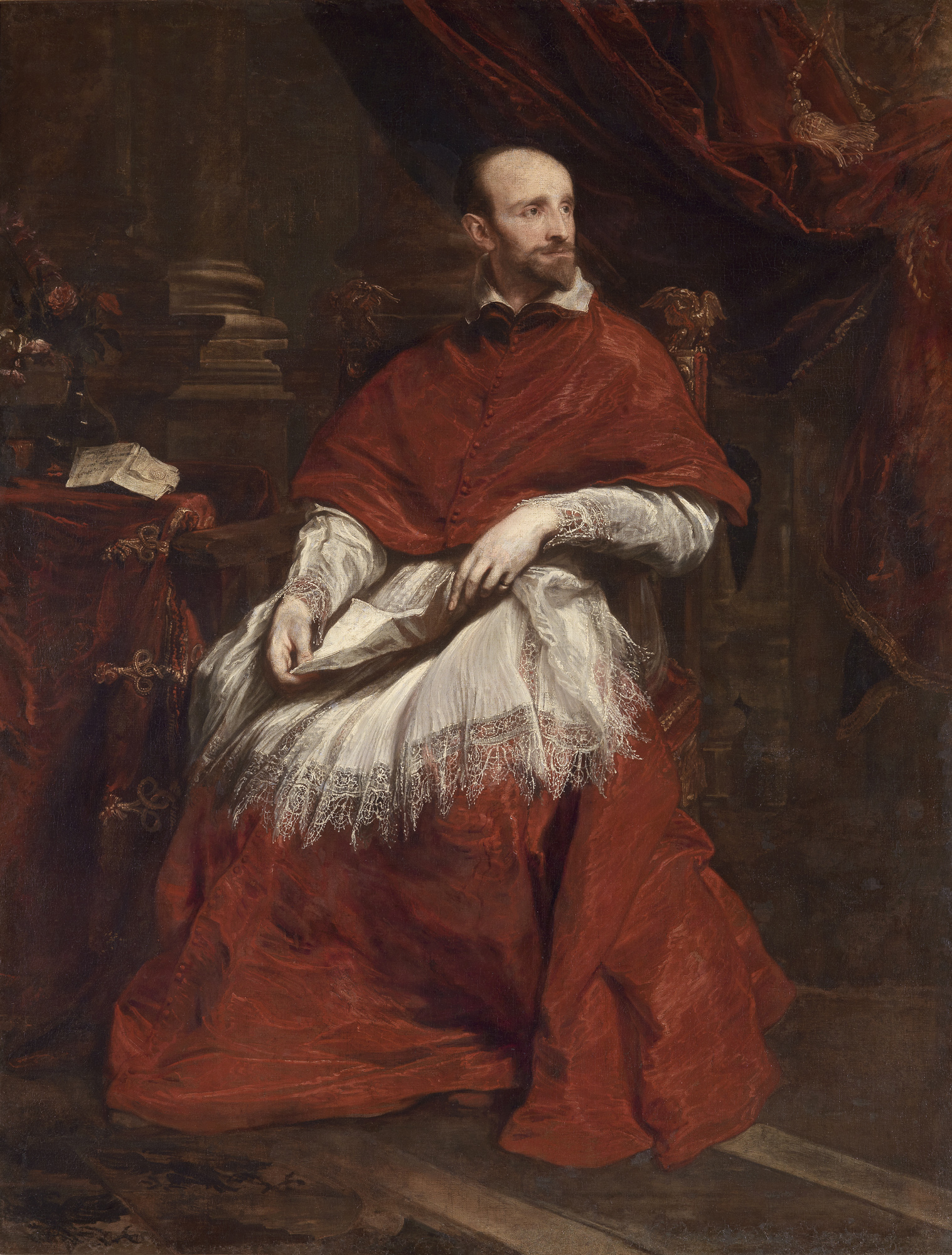
Porträt von Kardinal Guido Bentivoglio (1623), 195 × 147 cm, Galleria Palatina, Palazzo Pitti, Florenz
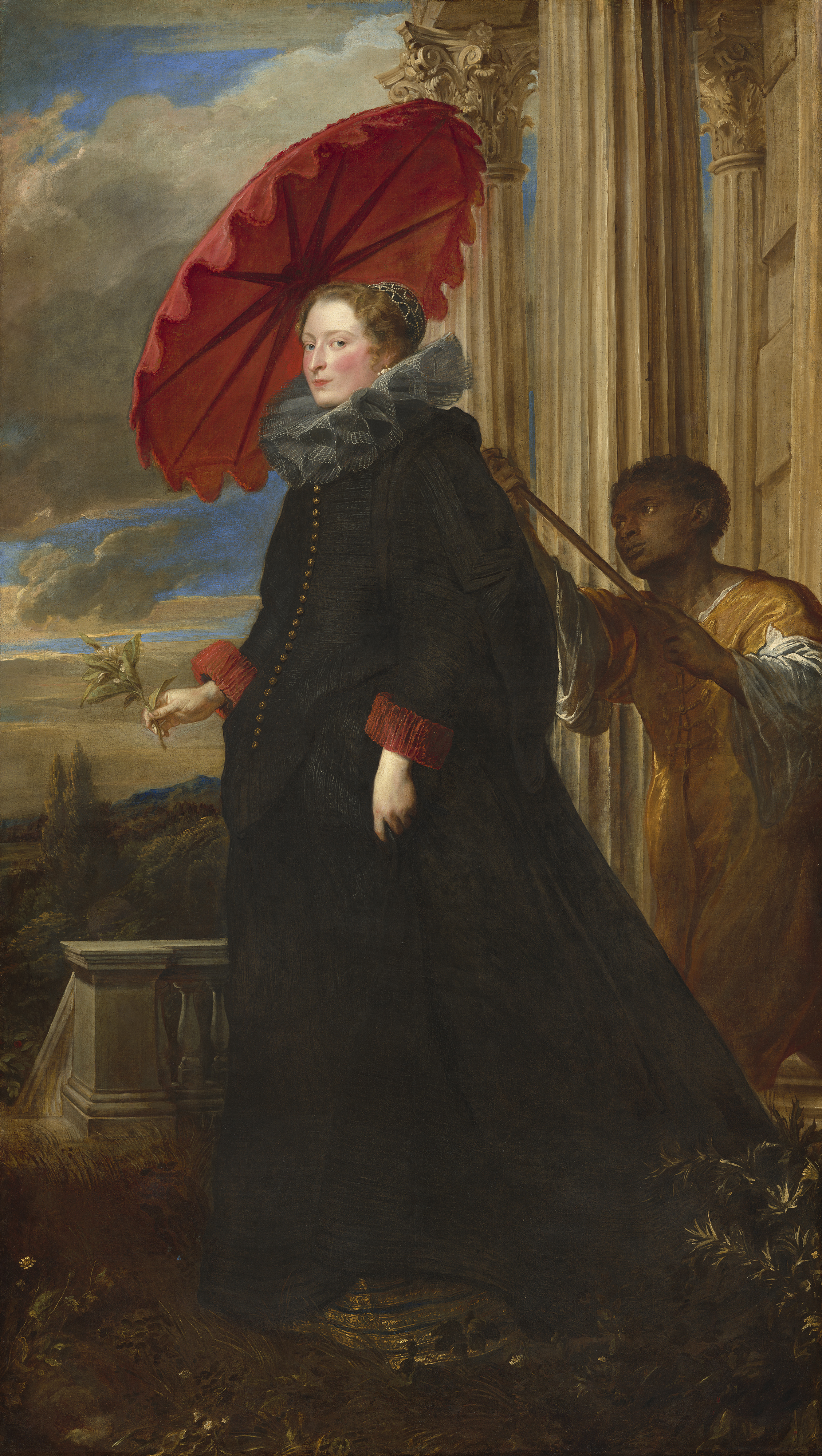
Marchesa Elena Grimaldi, Gattin des Marchese Nicola Cattaneo (um 1623), National Gallery of Art, Washington
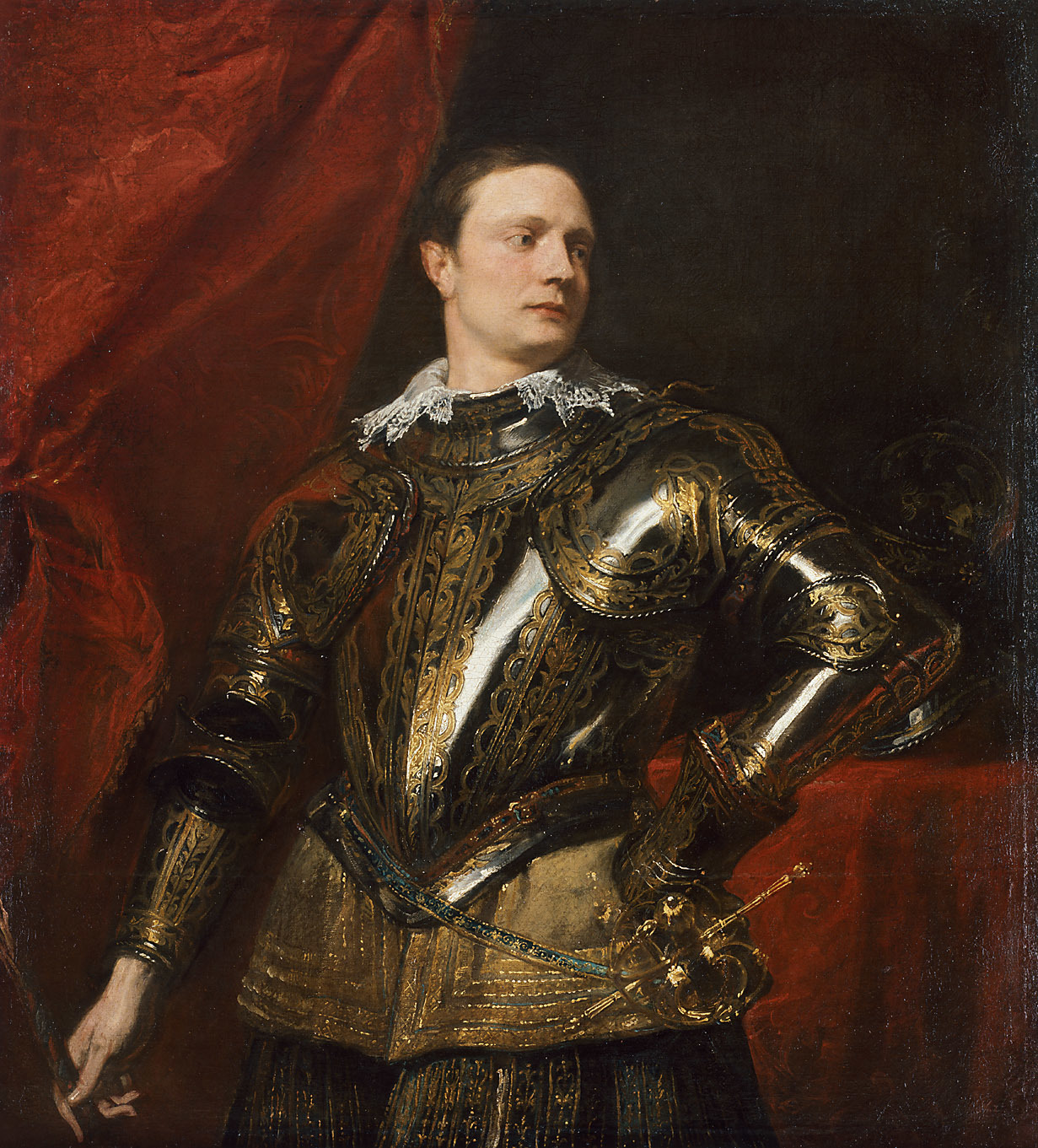
Bildnis eines jungen Feldherrn (um 1623), 115,5 × 104 cm, Kunsthistorisches Museum, Wien
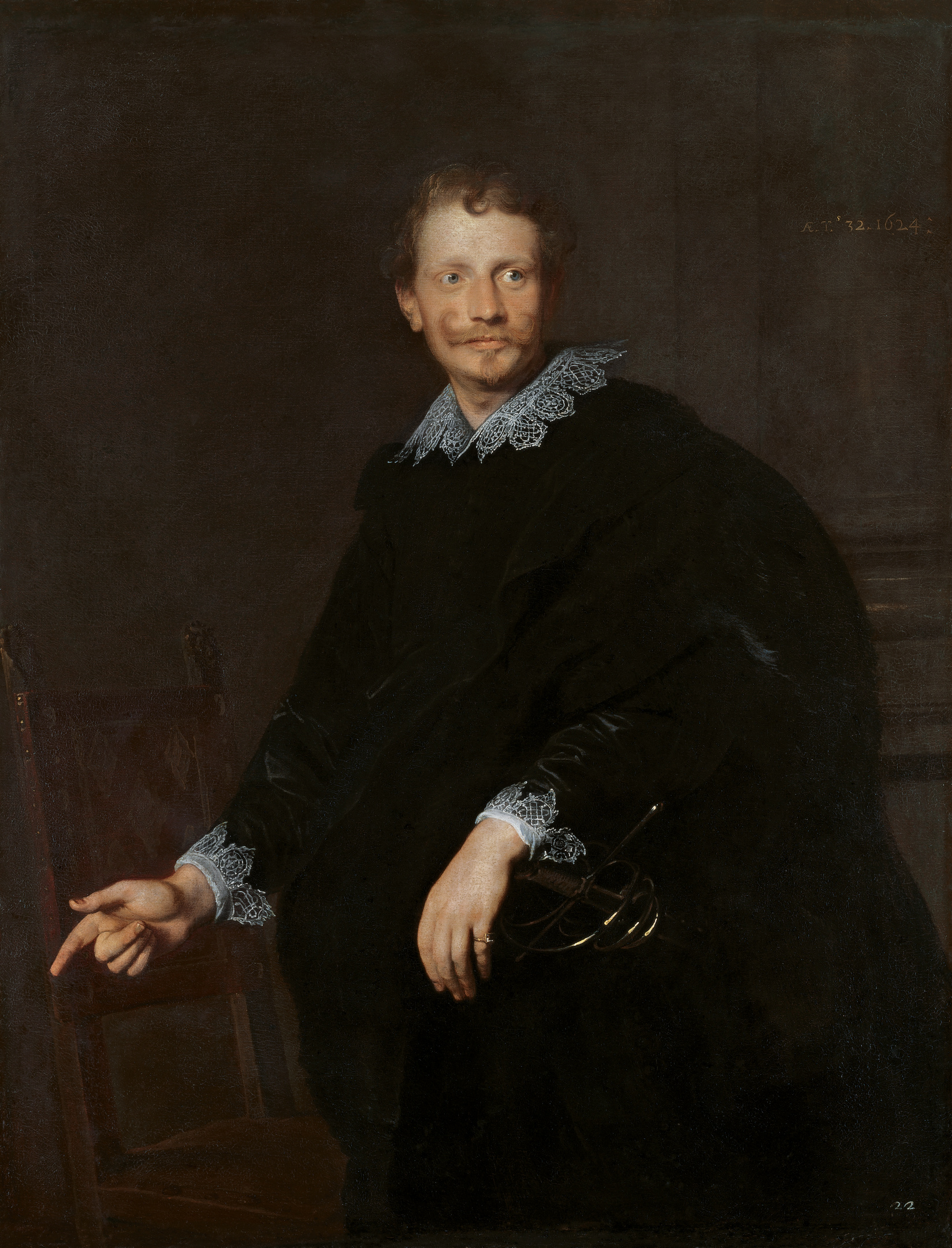
Ein Genueser Edelmann (1624), Sammlung Liechtenstein
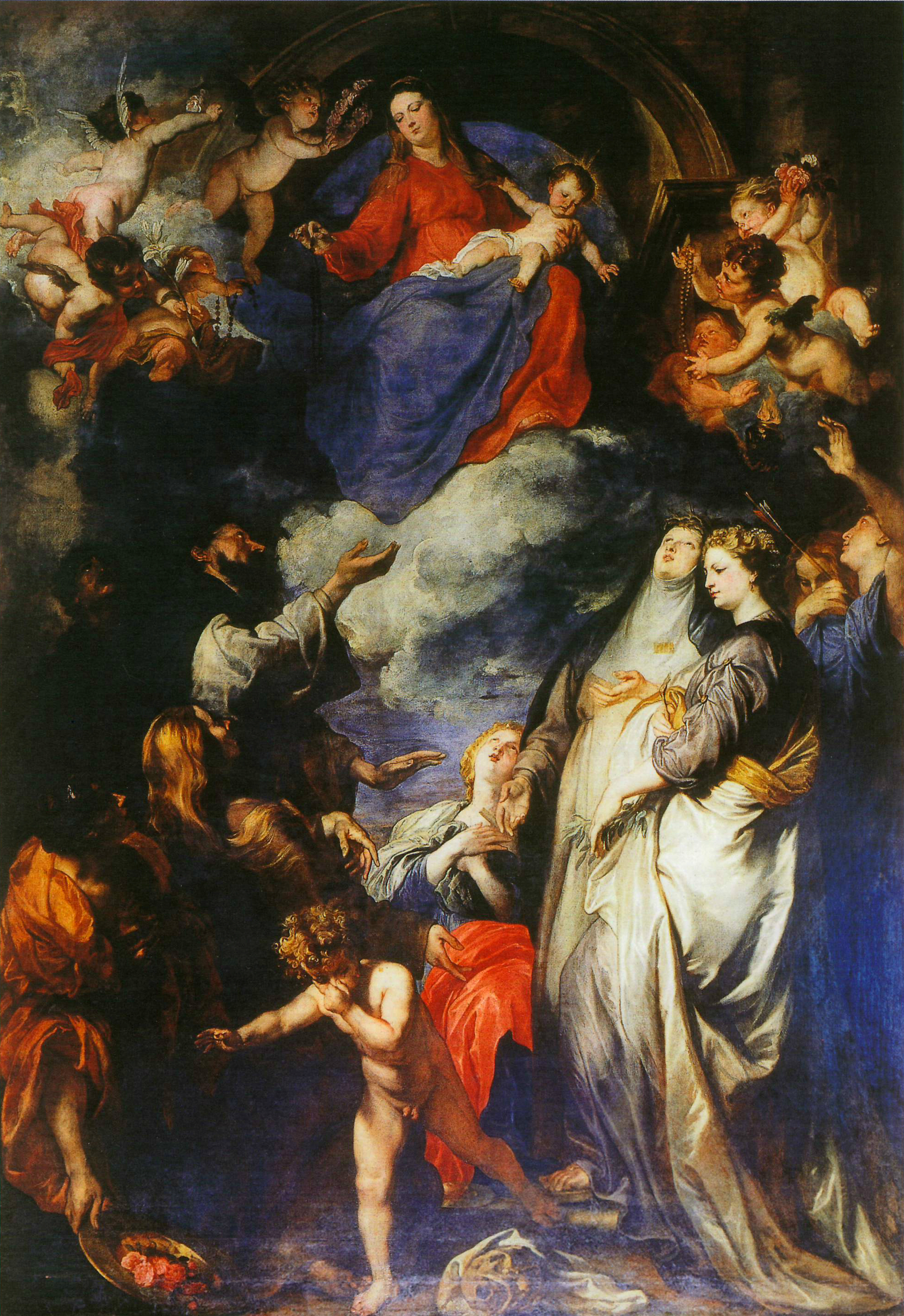
Rosenkranzmadonna (1624–25), 397 × 278 cm, Oratorio del Rosario di San Domenico, Palermo
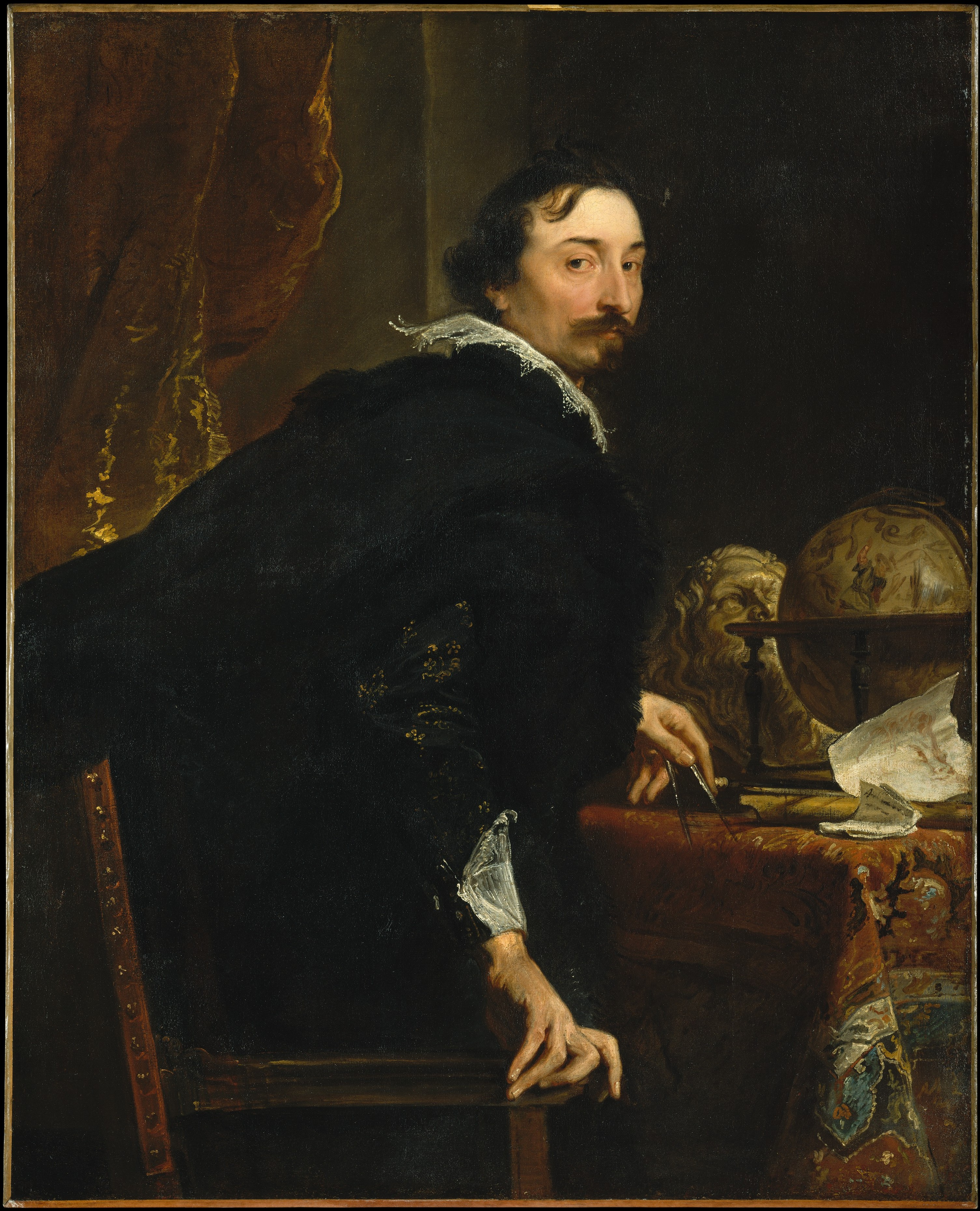
Porträt des Lucas van Uffel (um 1621–27), 124,5 × 100,6 cm, Metropolitan Museum of Art, New York
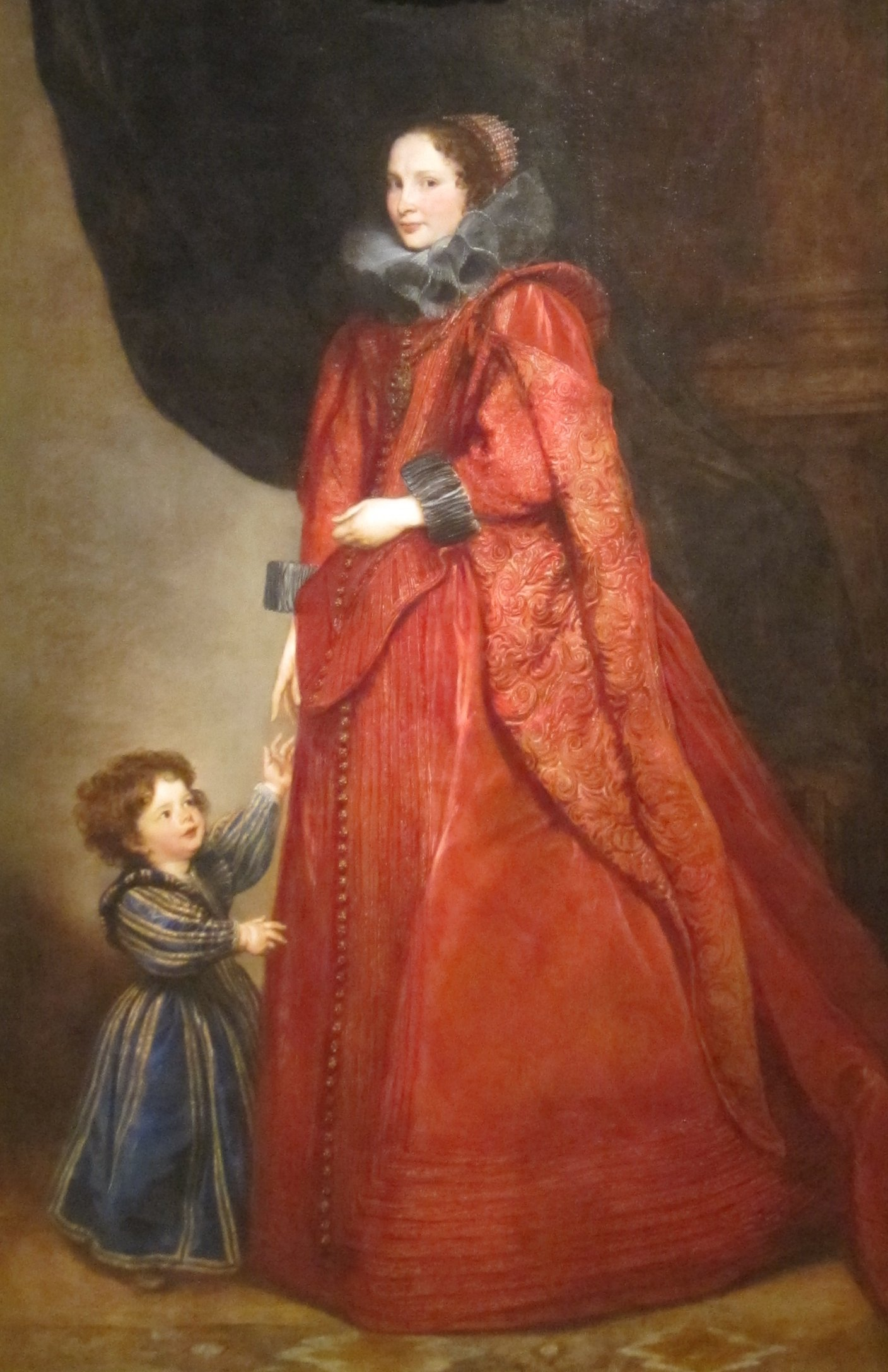
Porträt einer Genueser Dame mit Kind (1623–25), 218 × 146 cm, Cleveland Museum of Art, Cleveland
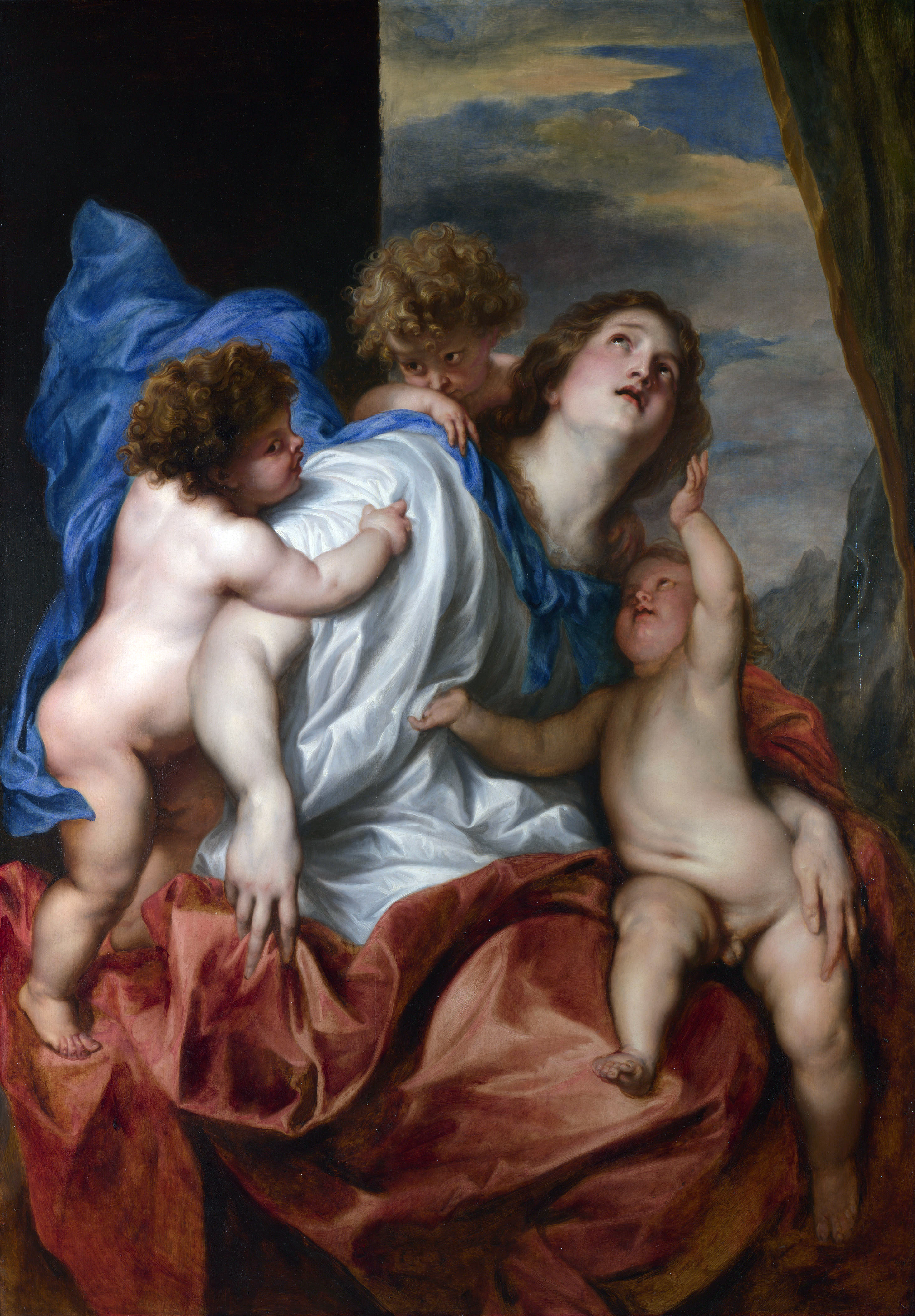
Caritas (1627/28), 148,2 × 107,5 cm, National Gallery, London
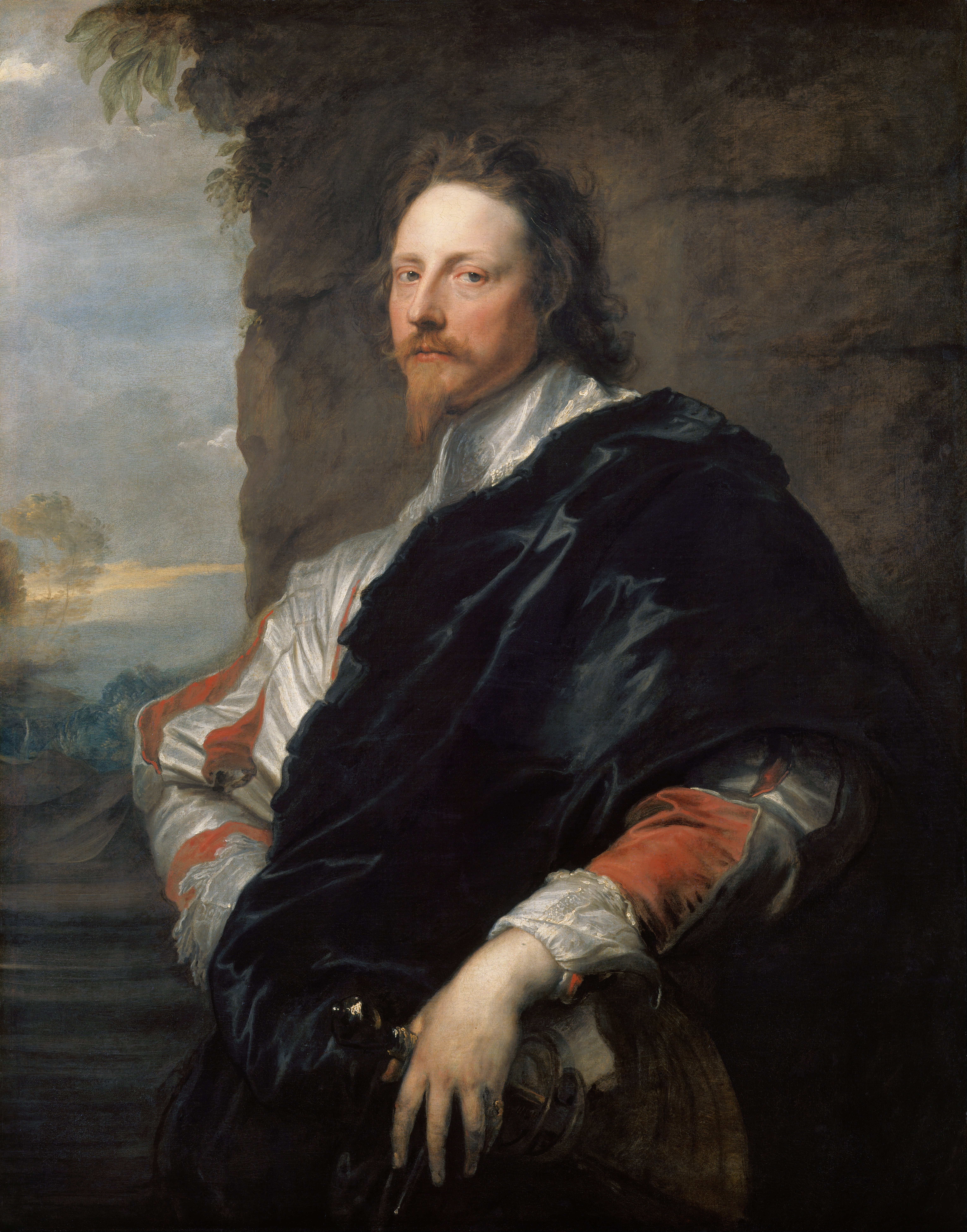
Nicolas Lanier (1628), 111 × 87,6 cm, Kunsthistorisches Museum, Wien
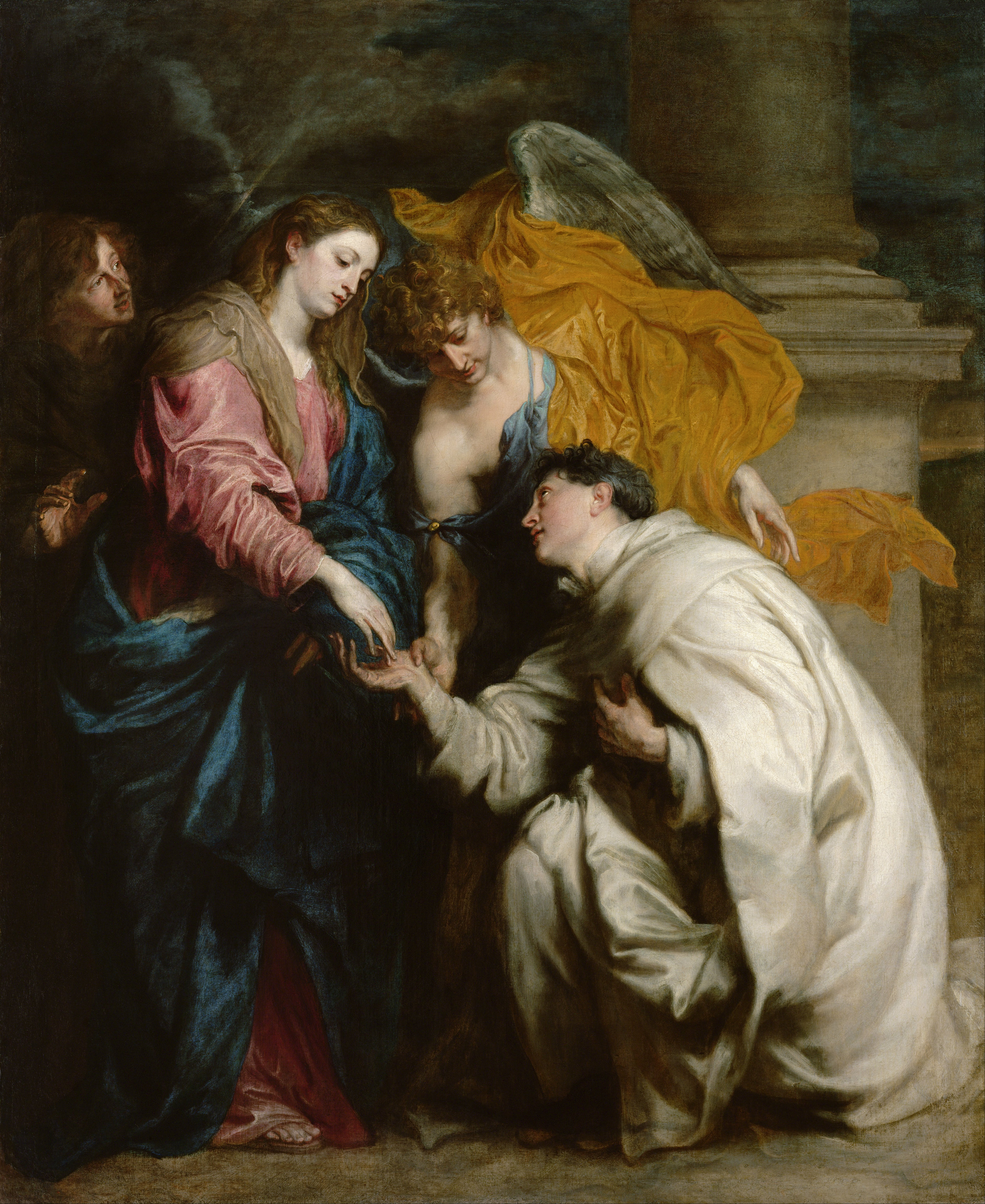
Mystische Verlobung des Seligen Hermann Joseph mit Maria (um 1630), 160 × 128 cm, Kunsthistorisches Museum, Wien
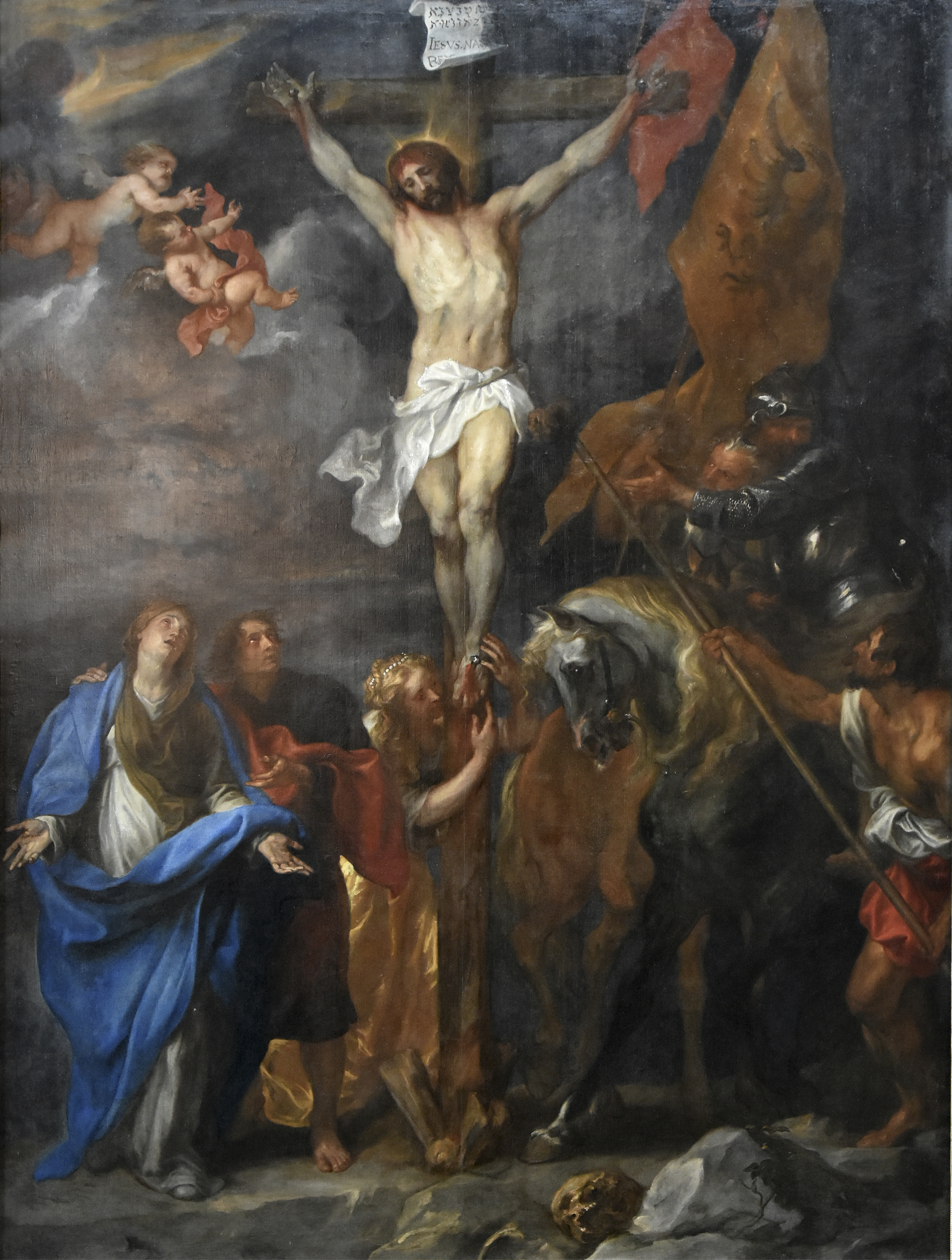
Christus am Kreuz (1630), Sint-Michielskerk, Gent
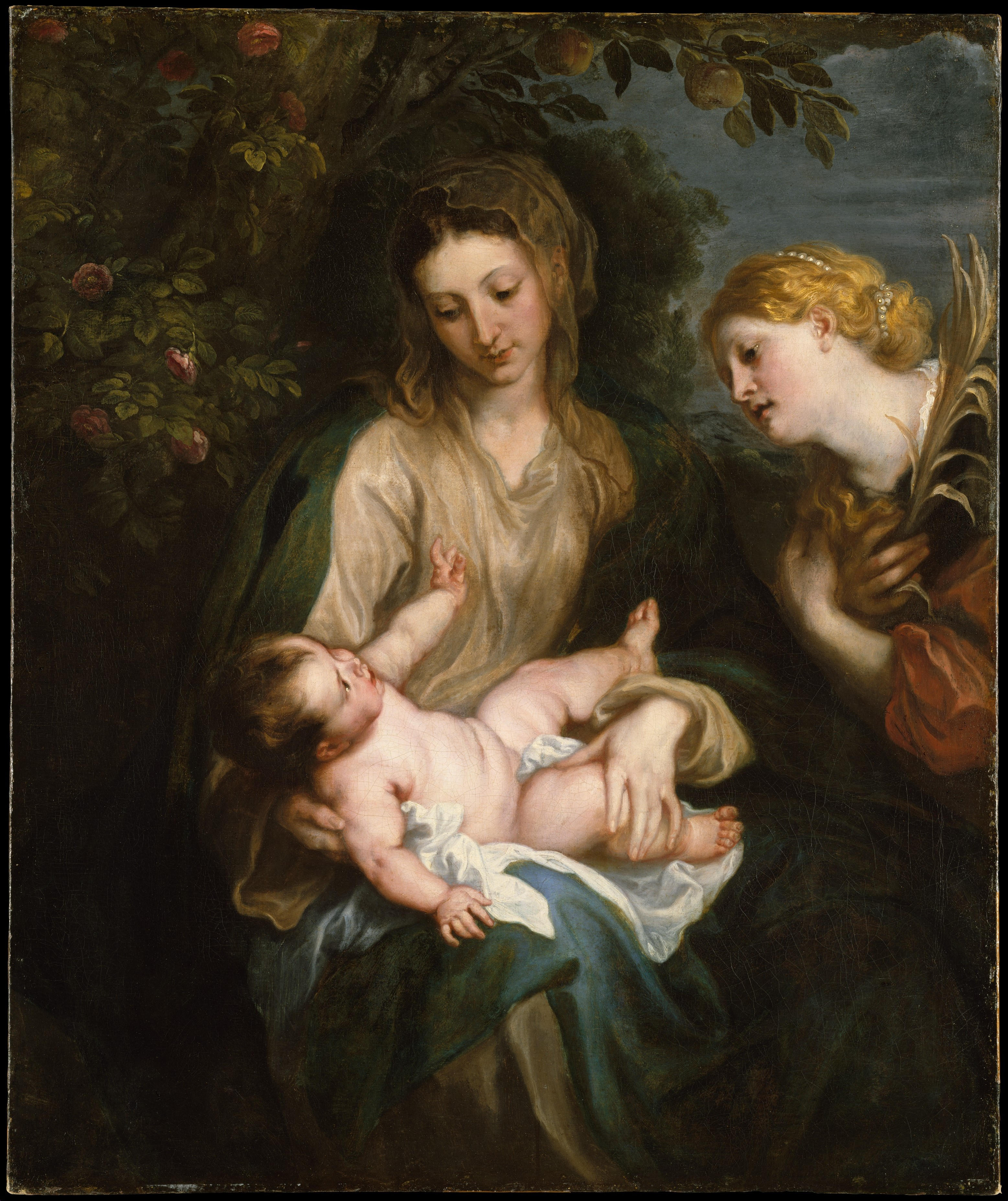
Madonna mit Kind und der hl. Katharina von Alexandrien (um 1630), 109,2 × 90,8 cm, Metropolitan Museum, New York
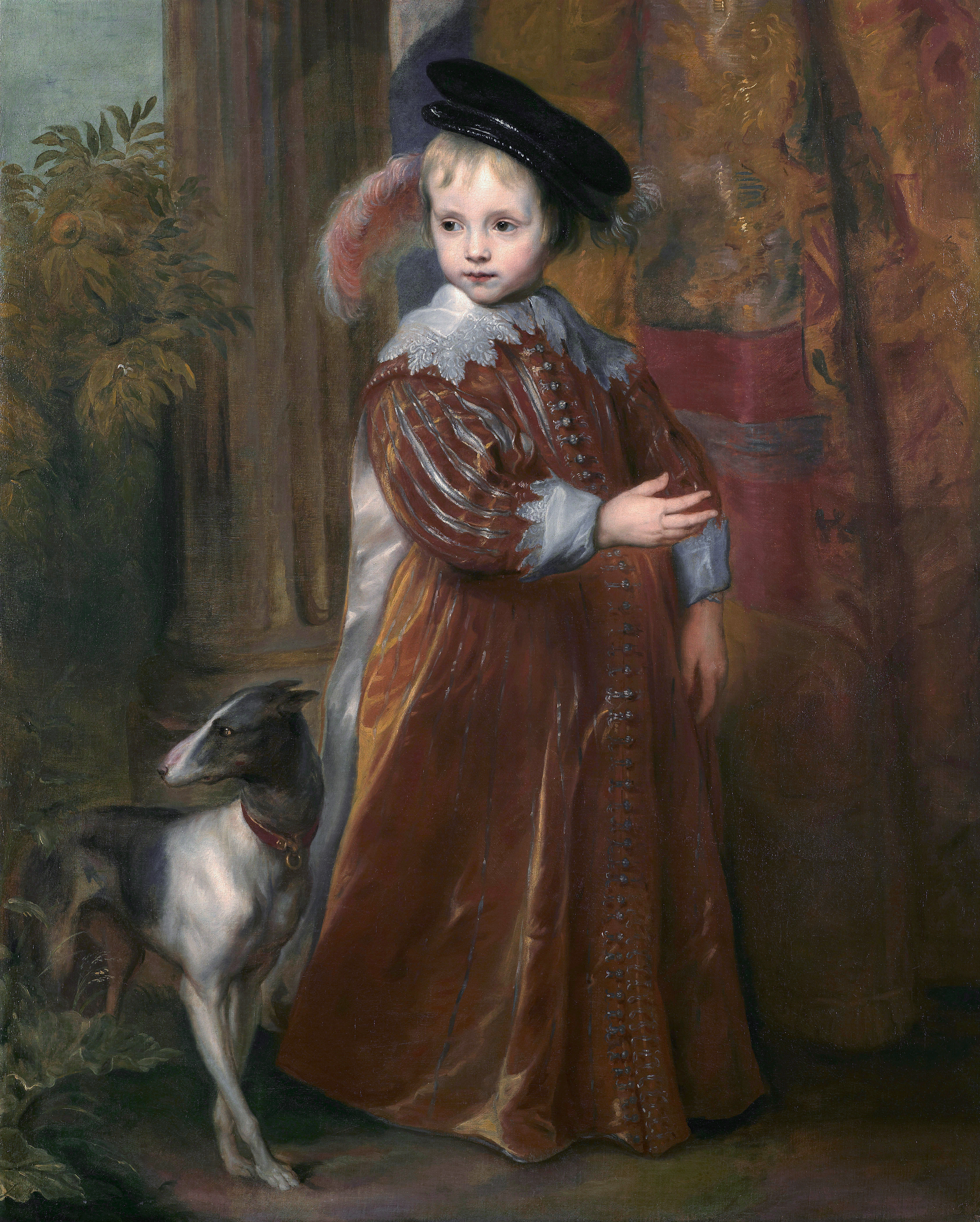
Porträt Wilhelm II. von Oranien (1630–32), 128,3 × 100,4 cm, Privatsammlung (in Ausstellung im Rubenshuis, Antwerpen)
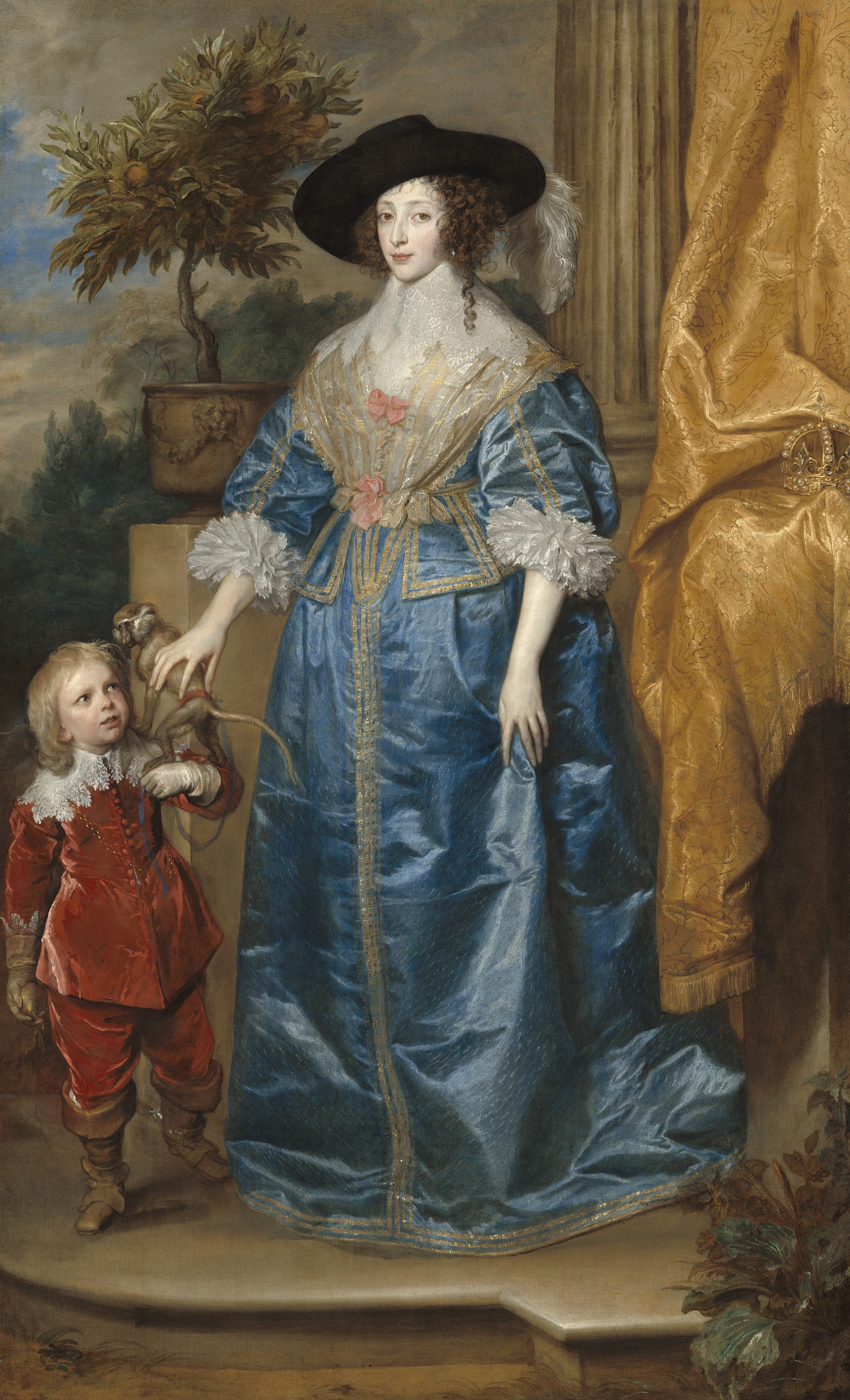
Königin Henrietta Maria mit Sir Jeffrey Hudson (1633), 219,1 × 134,8 cm, National Gallery of Art, Washington
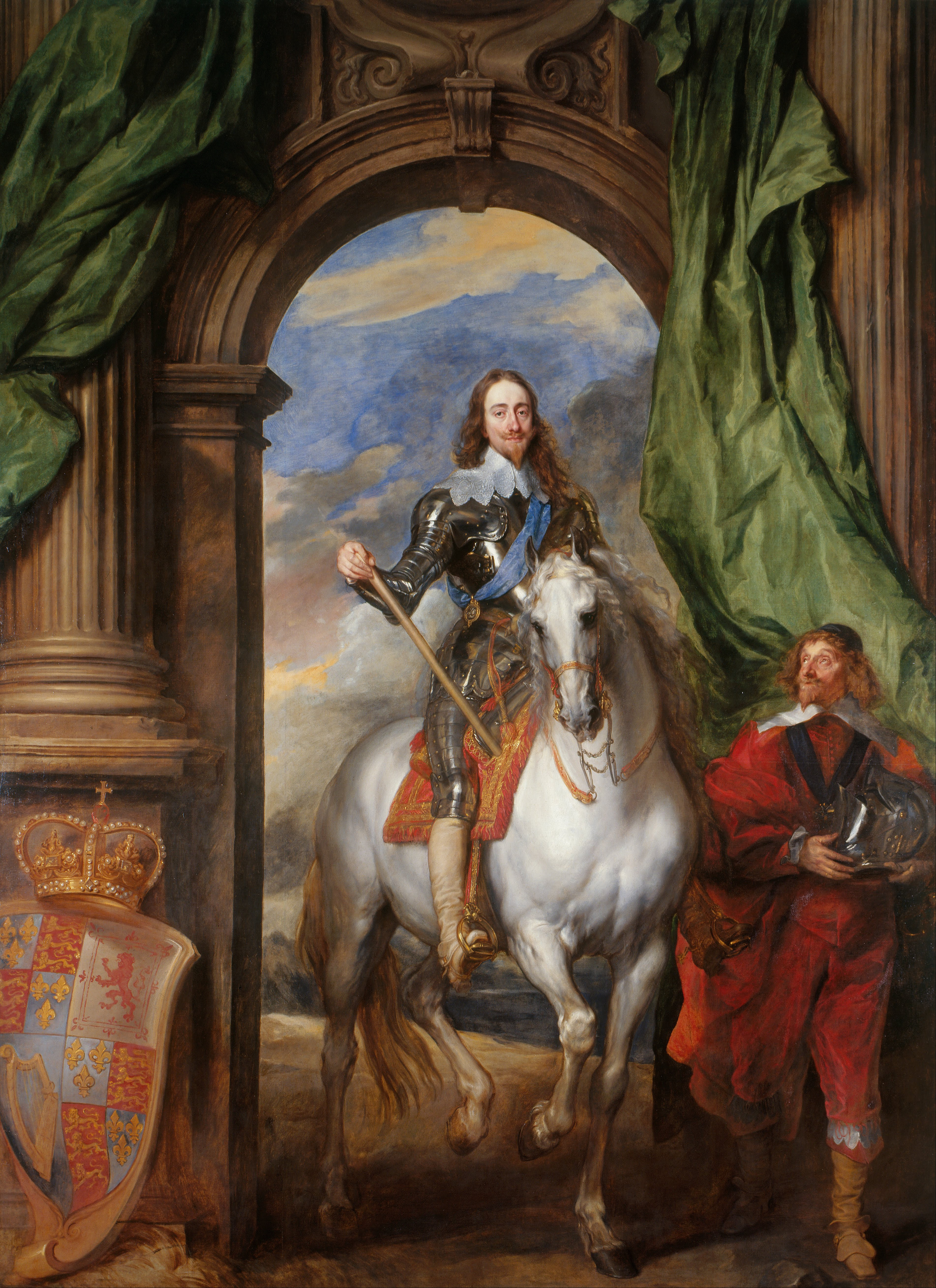
Karl I. mit M. de St. Antoine (1633), 270 × 370 cm, Windsor Castle
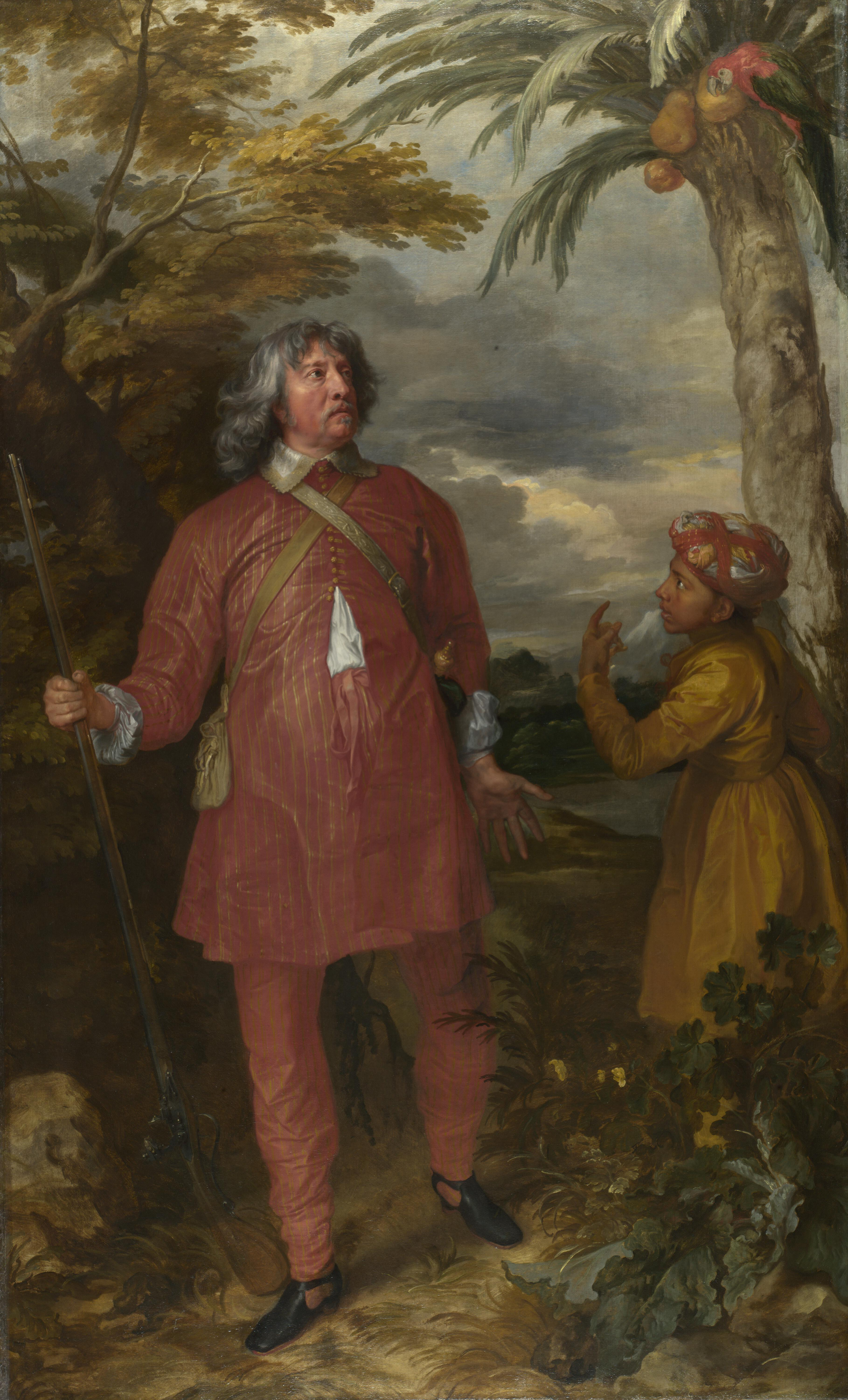
William Feilding, 1st Earl of Denbigh (1633–34), 247,5 × 148,5 cm, National Gallery, London
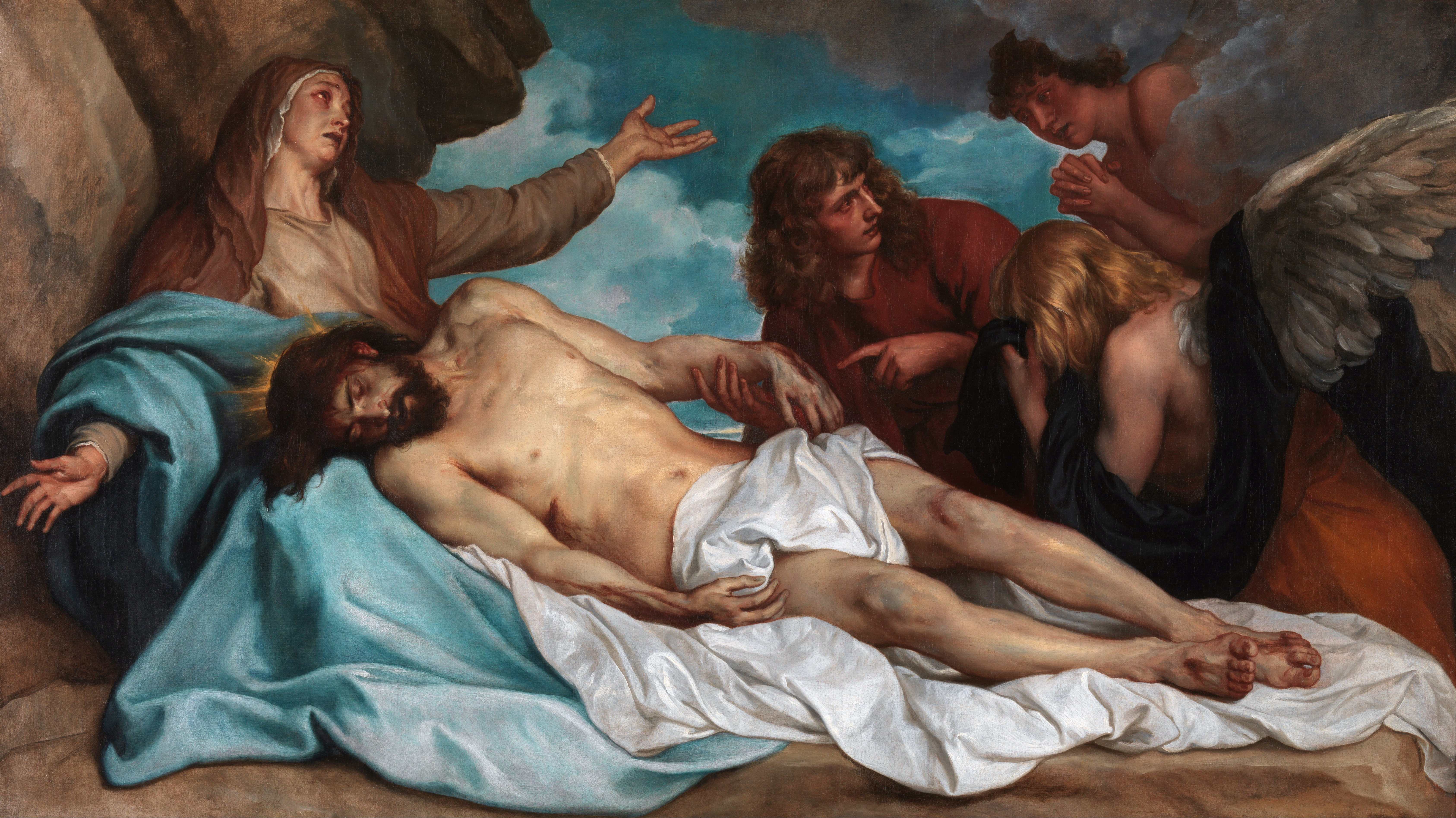
Beweinung Christi (um 1635), 208 × 115 cm, Königliches Museum der Schönen Künste, Antwerpen
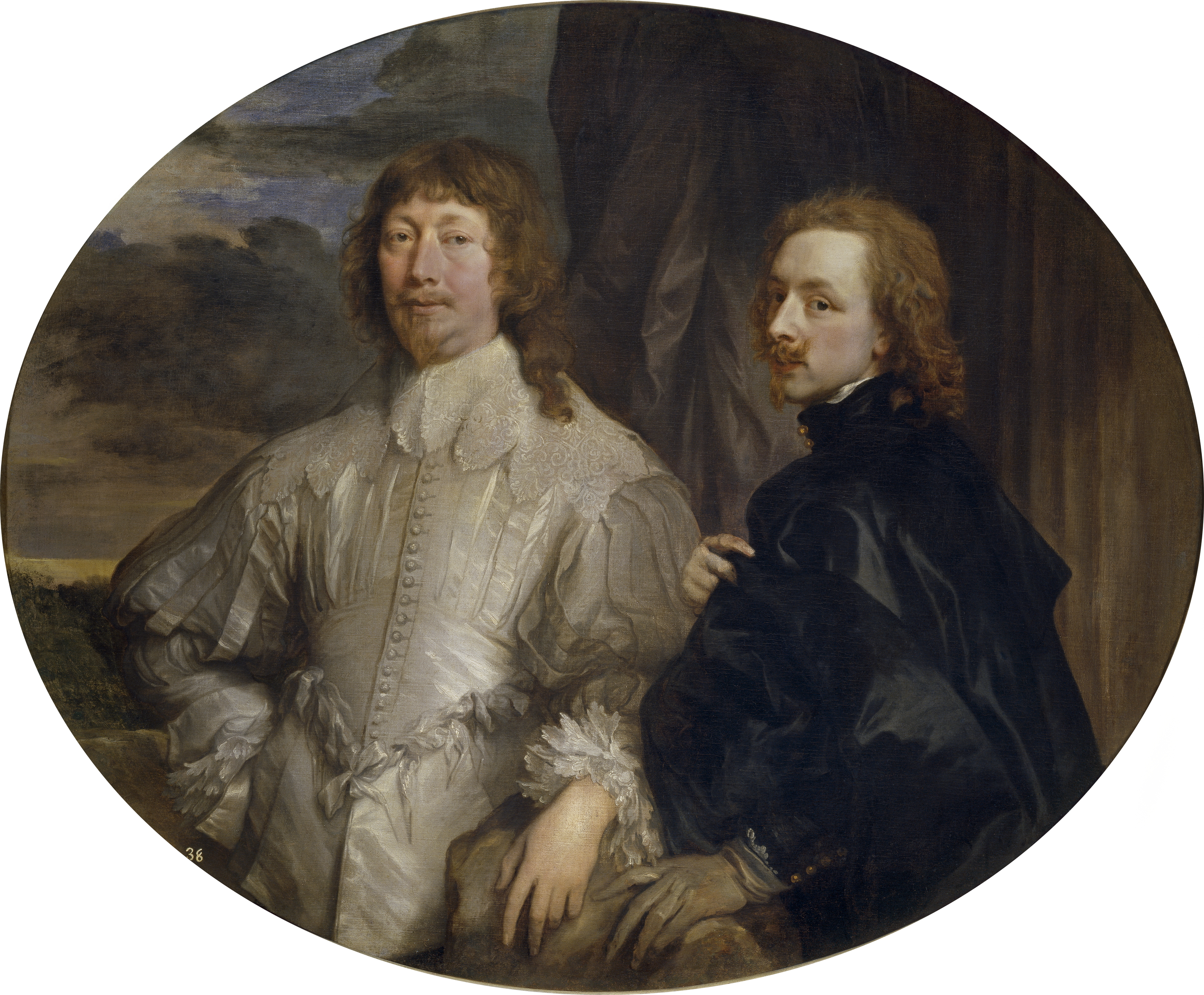
Sir Endymion Porter und Selbstporträt von Anton van Dyck (um 1635) 119 × 144 cm, Prado, Madrid
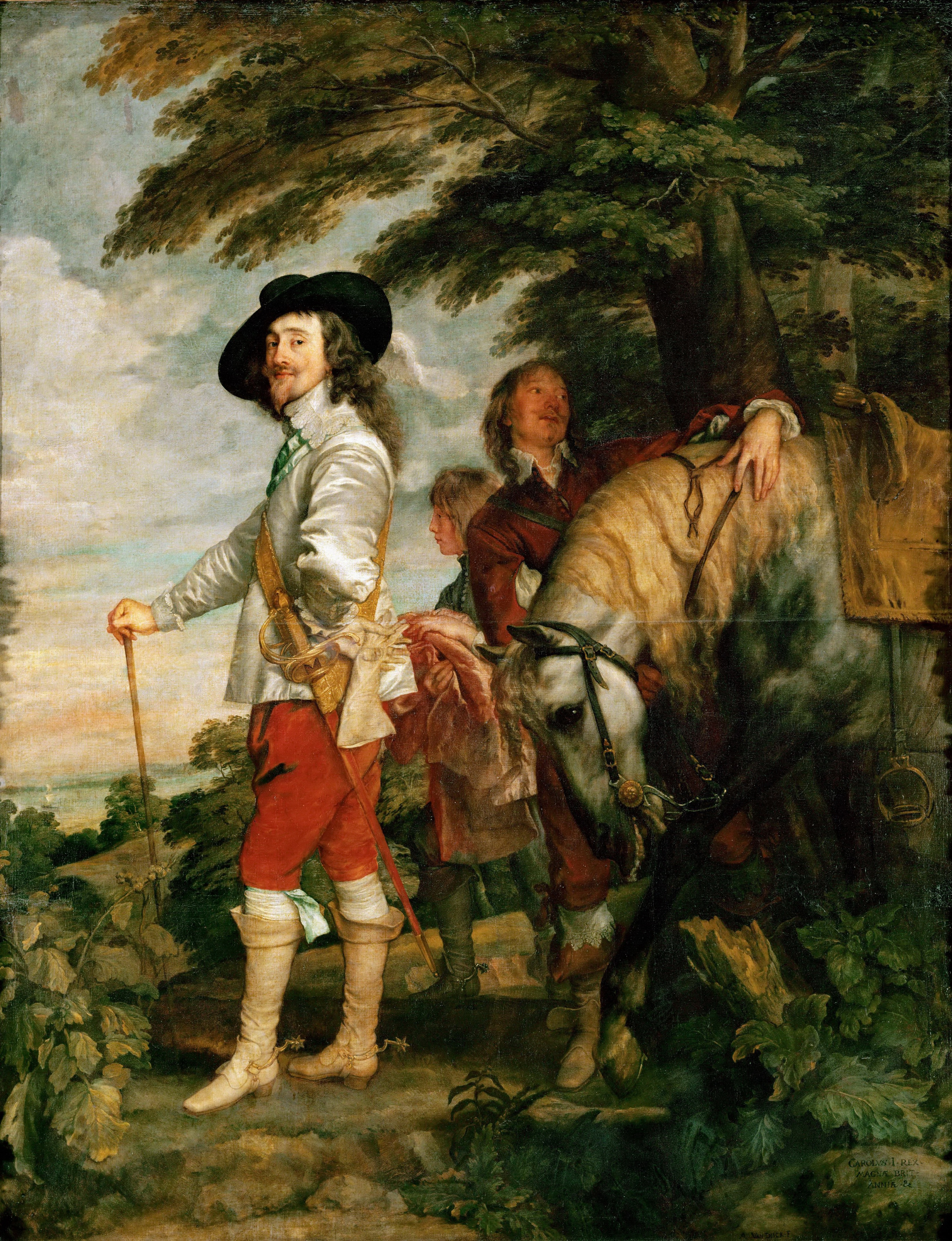
Karl I. auf der Jagd (um 1635), 272 × 212 cm, Louvre, Paris
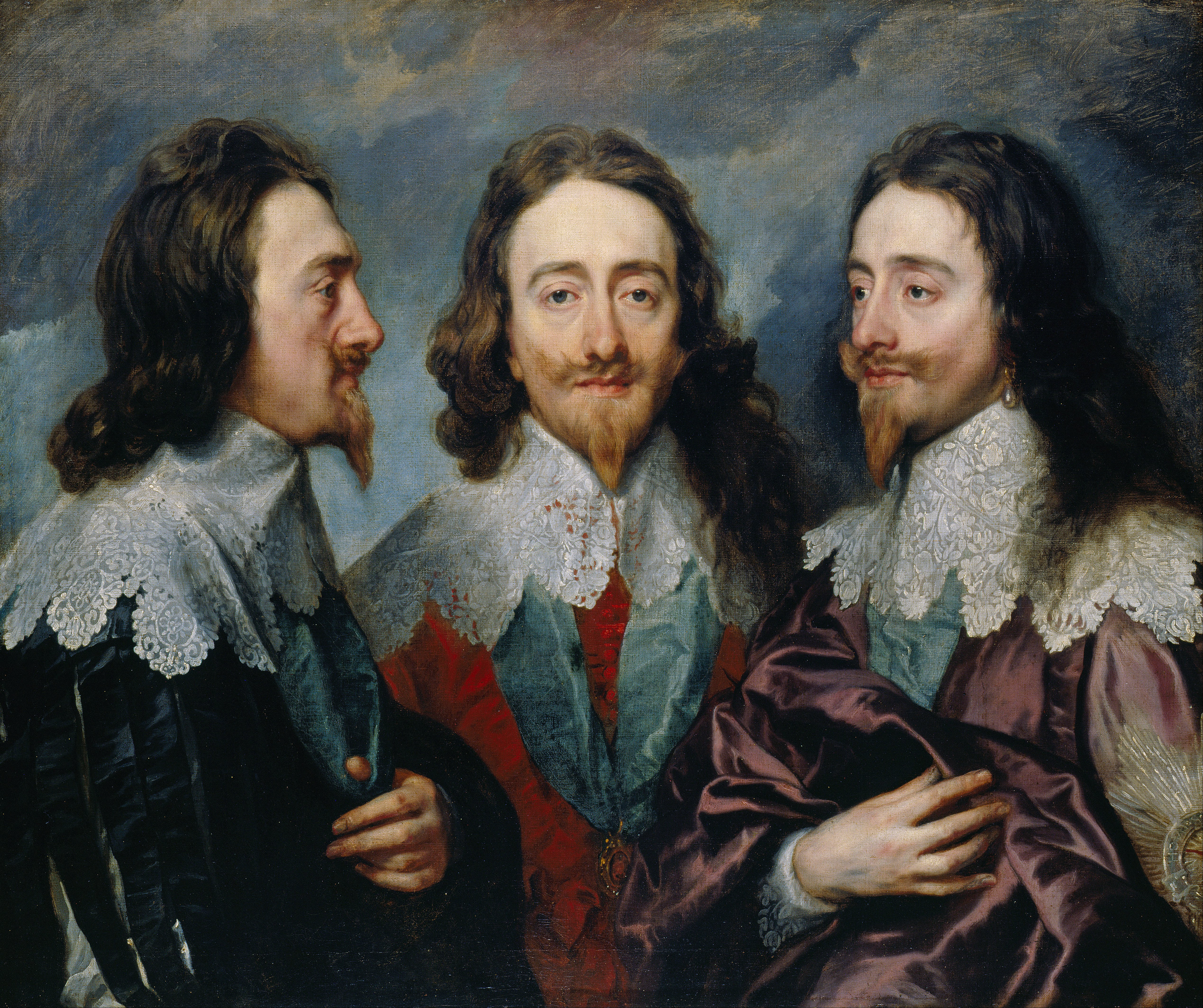
Dreifachporträt von Karl I. (1635/36), 84,5 × 99,7 cm, The Royal Collection
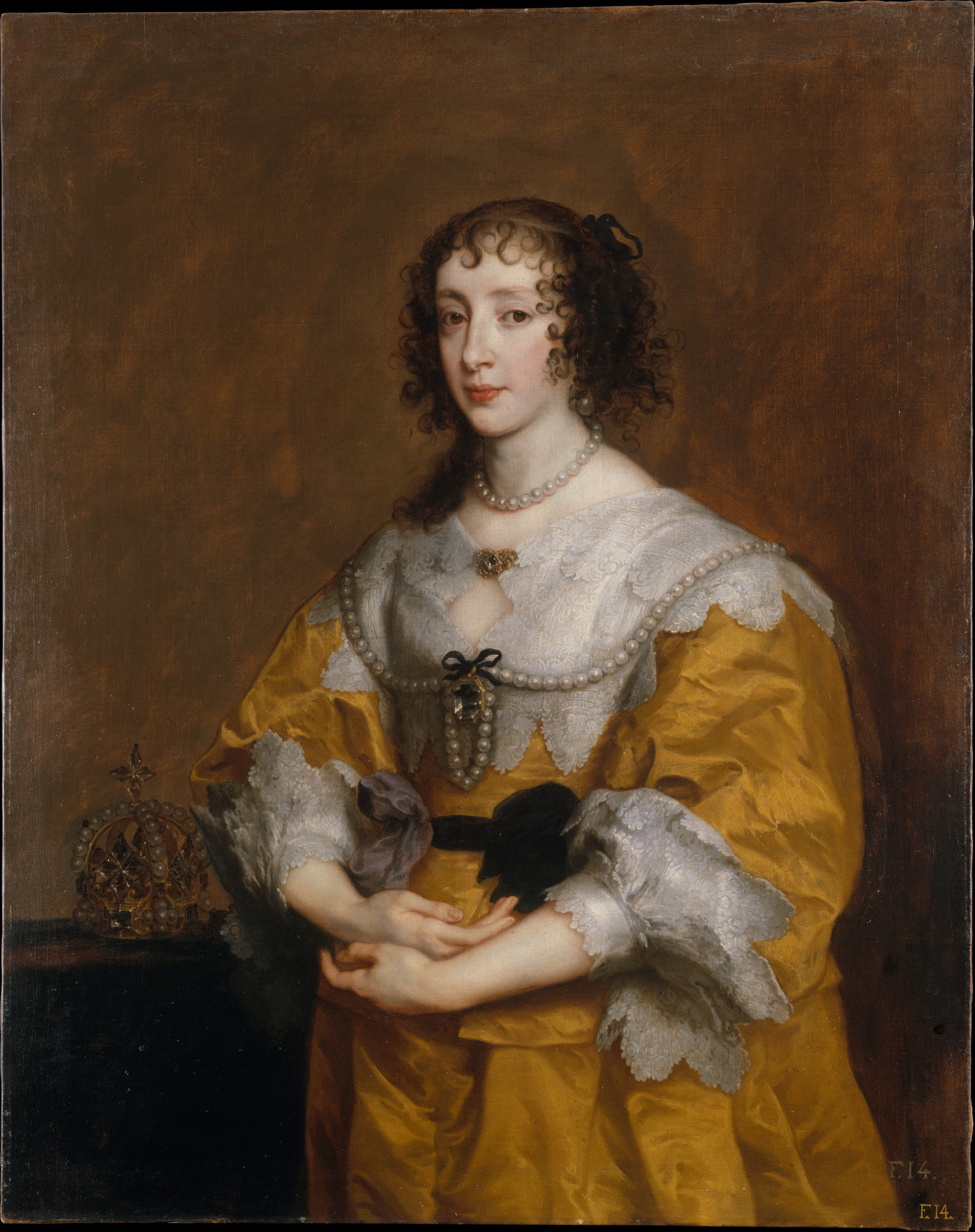
Königin Henrietta Maria (1636), 105,5 × 84,2 cm, Metropolitan Museum of Art, New York
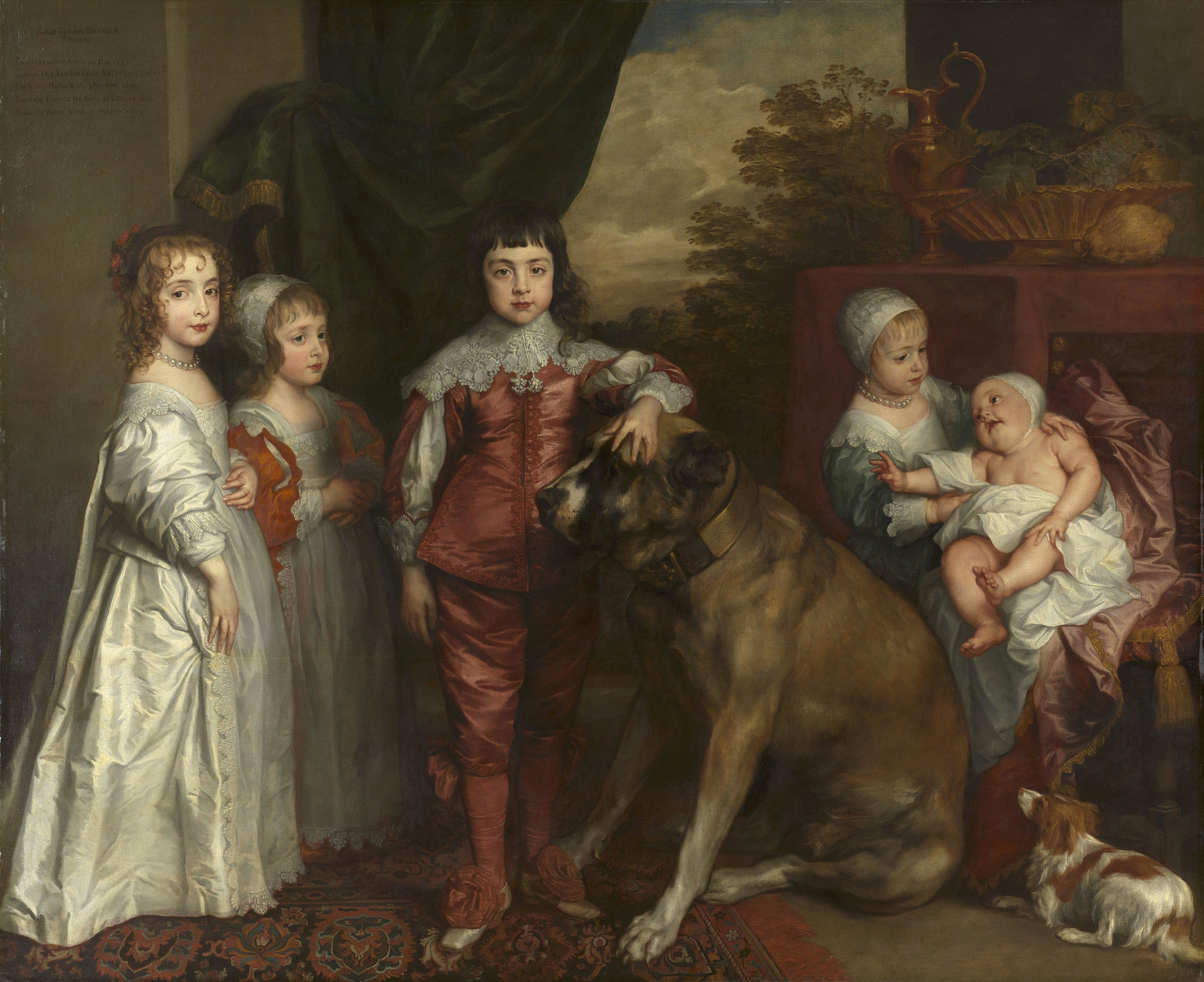
Die fünf Kinder Charles’ I. (1637), Öl auf Leinwand, 163,2 × 198,8 cm, Royal Collection
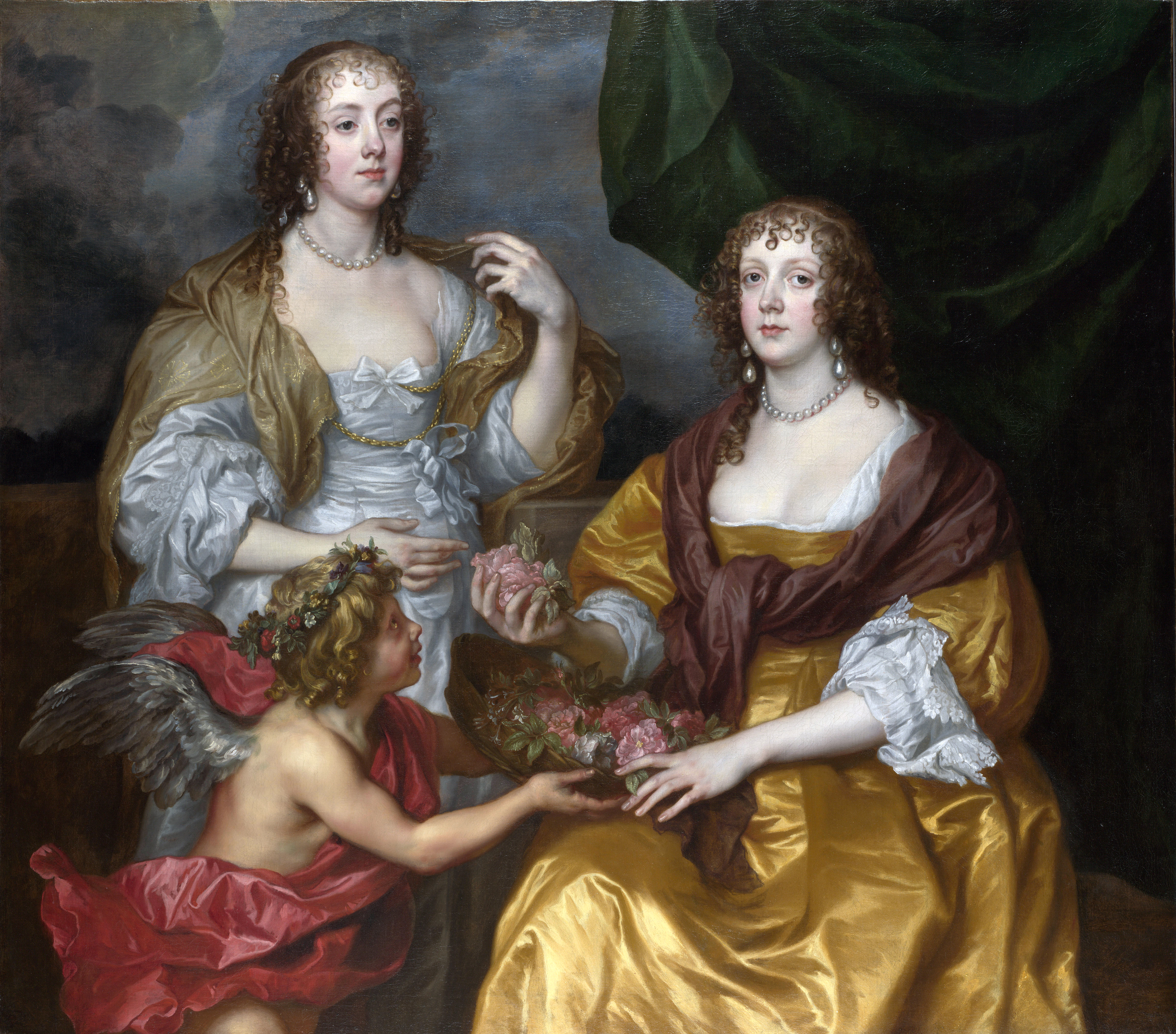
Elisabeth Thimbleby und ihre Schwester Dorothy Viscountess Andover mit Cupido (um 1637) 132 × 150 cm, National Gallery, London
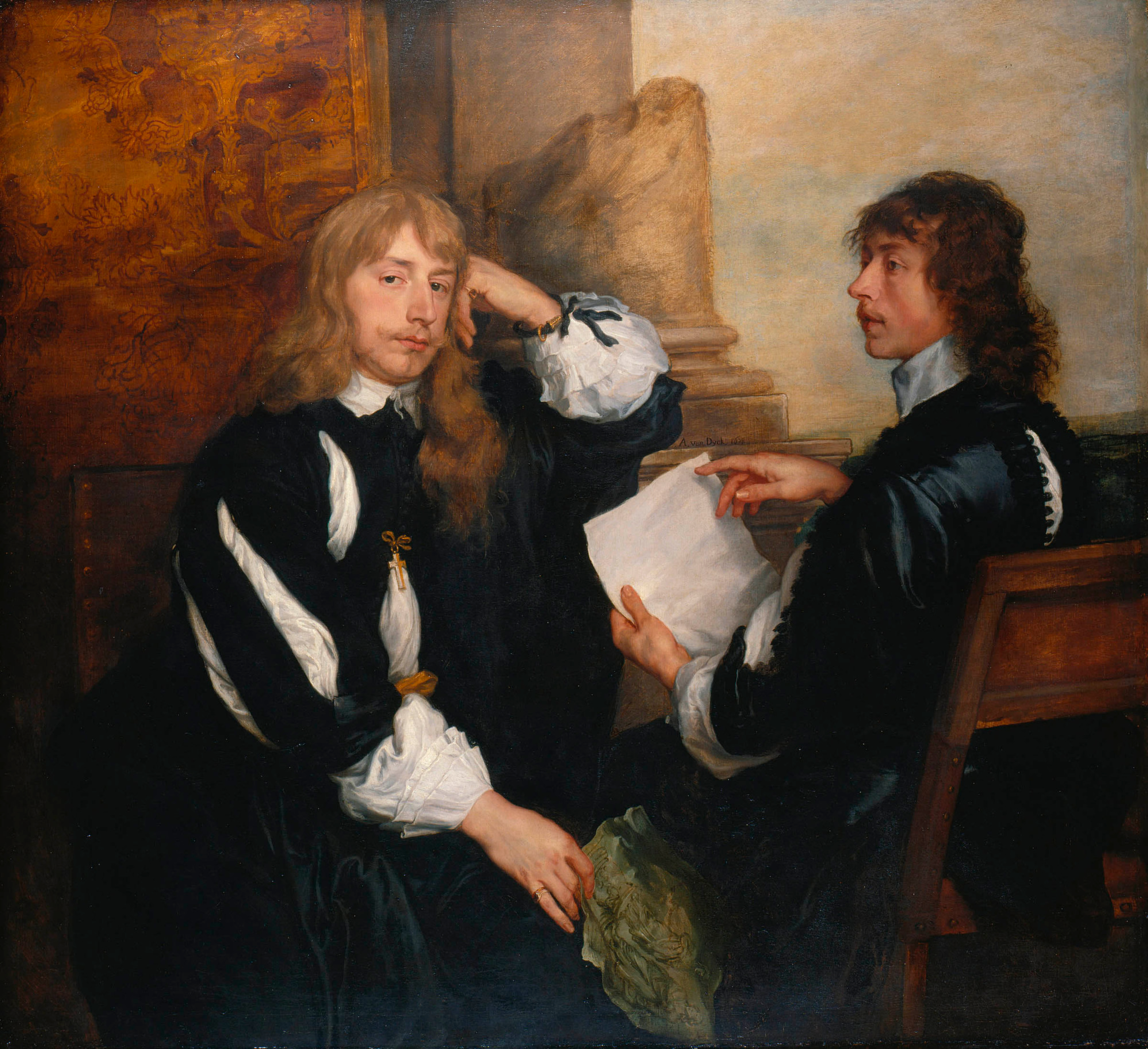
Thomas Killigrew und Lord William Crofts (1638), 132,9 × 144,1 cm, Royal Collection
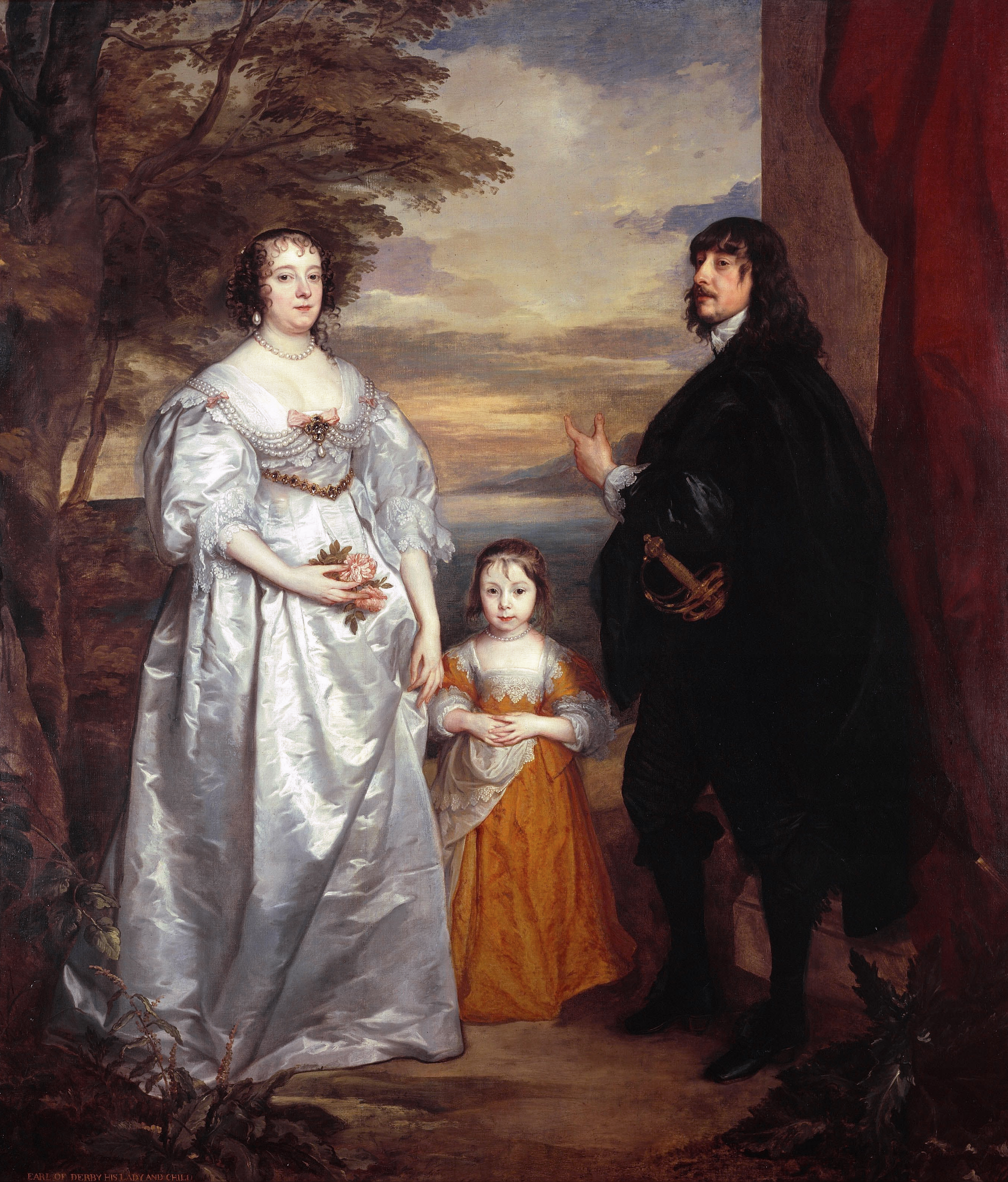
James Stanley, 7. Earl of Derby, mit Frau und Tochter (1632–41) 246,3 × 213,6 cm, Frick Collection, New York
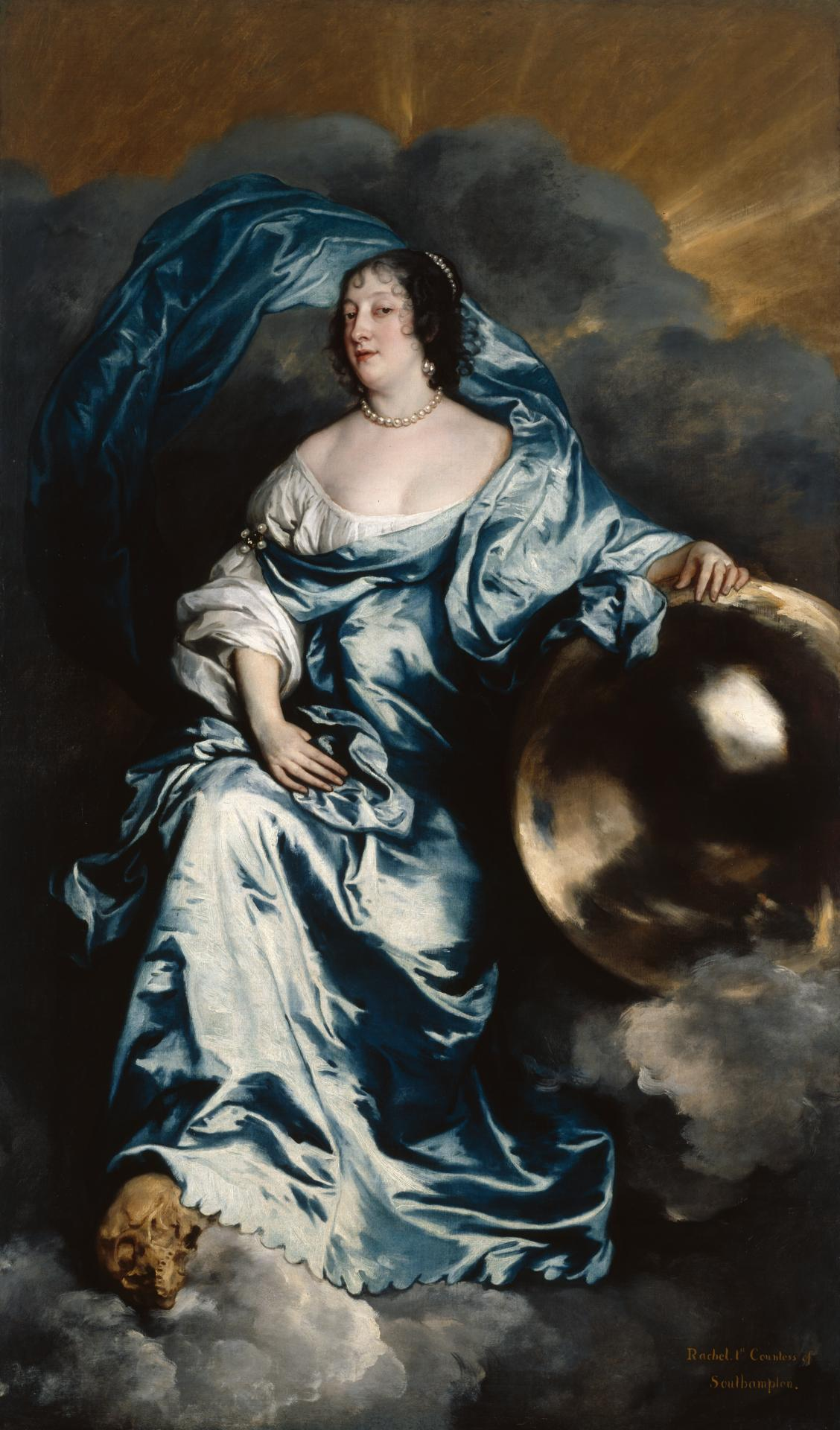
Porträt der Rachel de Ruvigny als Fortuna (1640), 223,2 × 131,8 cm, National Gallery of Victoria, Melbourne
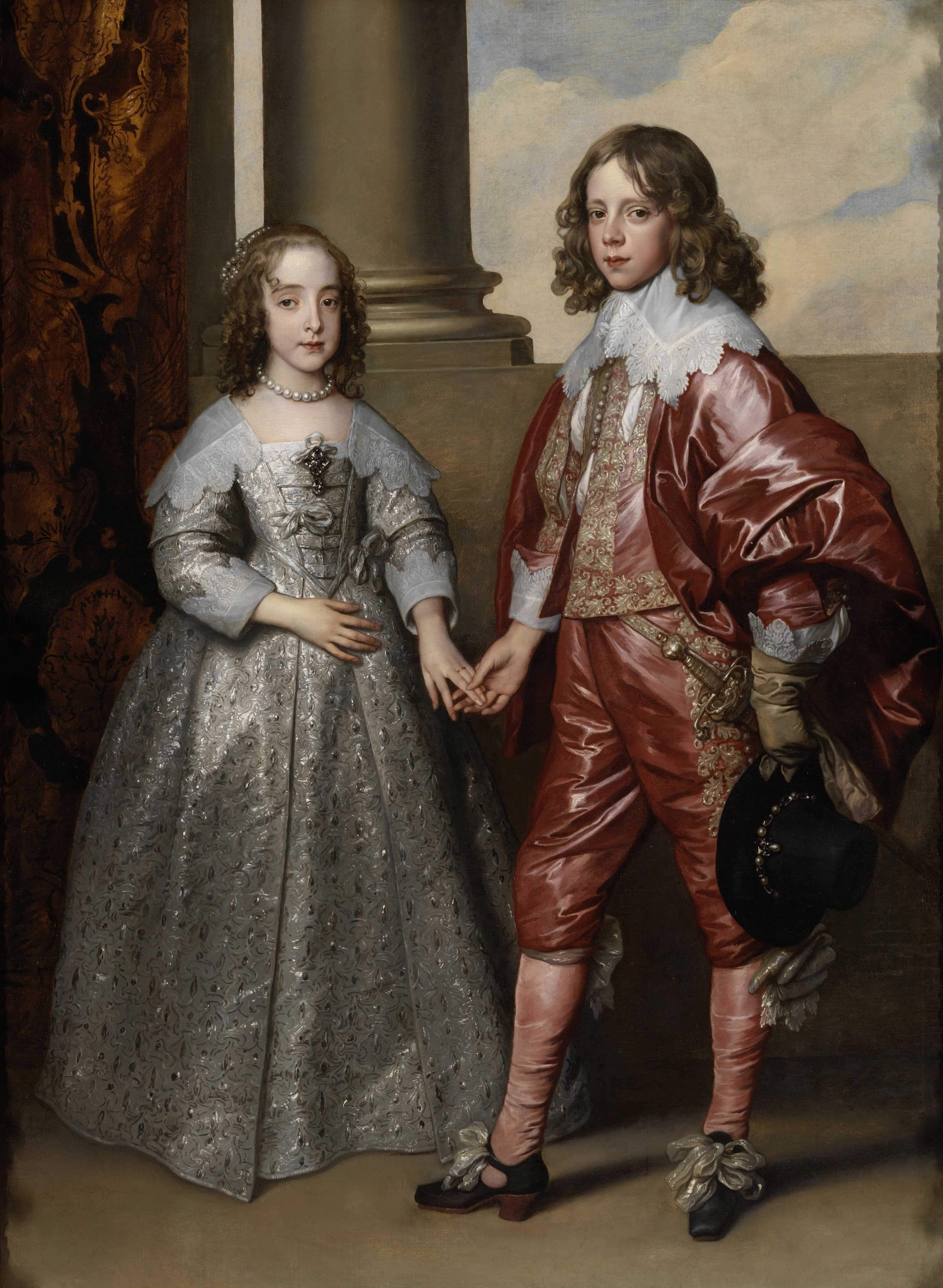
Wilhelm von Oranien als Prinz mit seiner zukünftigen Braut Maria Henrietta Stuart (1641), 182,5 × 142 cm, Rijksmuseum, Amsterdam

## Werkliste (Auswahl)
- Selbstporträt, um 1613–15, Akademie der bildenden Künste Wien
- Der Evangelist Johannes. Studienkopf, Herzog Anton Ulrich-Museum, Braunschweig
- Porträt eines Mannes im Armstuhl, ca. 1616, The Courtauld, London
- Einzug Jesu in Jerusalem, 1617, Indianapolis Museum of Art
- Kreuztragung Christi, 1618, Sint-Pauluskerk, Antwerpen
- Bildnis eines alten Herrn und Bildnis einer alten Dame, 1618, Gemäldegalerie Alte Meister, Dresden
- Moses und die eherne Schlange, ca. 1618, Prado, Madrid
- Bildnis eines Herrn, der sich die Handschuhe anzieht, um 1618–19, Staatliche Kunstsammlungen Dresden
- Kreuzabnahme, ca. 1619, Ashmolean Museum, Oxford
- Der hl. Hieronymus mit dem Engel, ca. 1619, Museum Boijmans Van Beuningen, Rotterdam
- Lasst die Kinder zu mir kommen (Christus segnet die Kinder einer Familie), 1618–20, National Gallery of Canada, Ottawa
- Der hl. Martin und der Arme, 1618–20, St. Martinskirche, Saventhem
- Christus und der ungläubige Thomas, 1618–20, Eremitage, St. Petersburg
- Beweinung Christi, 1618–20, Alte Pinakothek, München
- Christus Salvator Mundi, 1617–21, Bildergalerie Schloss Sanssouci, Potsdam (Kopie im Rijksmuseum, Amsterdam)
- Martyrium des hl. Sebastian, 1617–21, Alte Pinakothek, München (andere Versionen in: National Galleries Scotland, Edinburgh; Casa Consistorial de Palma de Mallorca)
- Porträt eines Ehepaares, 1617–21, Szépmüvészeti Múzeum, Budapest
- Samson und Dalilah, 1618–20, Dulwich Picture Gallery, London
- Bildnis einer Dame, 1618–20, Staatliche Kunstsammlungen, Dresden
- Selbstporträt, ca. 1619 (?), Eremitage, St. Petersburg
- Selbstporträt, ca. 1620 (?), Metropolitan Museum, New York
- Bildnis eines Herrn mit seinem Sohn (Guillaume de Richardot oder Johannes Van de Wouwer ?), um 1620, Louvre, Paris
- Bildnis einer Dame mit ihrer Tochter (vielleicht Maria Clarissa, zweite Frau von Johannes Van de Wouwer), ca. 1620, Gemäldegalerie Alte Meister, Dresden
- Porträt der Suzanna Fourment (?) und ihrer Tochter Clara, um 1620, National Gallery of Art, Washington
- Der betrunkene Silen gestützt von zwei Bacchanten, um 1620, Königliche Museen der Schönen Künste, Brüssel
- Jesus und der Gichtbrüchige, ca. 1620, Bayerische Staatsgemäldesammlungen, Staatsgalerie Neuburg an der Donau
- Porträt des Cornelis van der Geest, um 1620, National Gallery, London
- Thomas Howard, 2. Earl of Arundel, 1620, Getty Center, Los Angeles
- Doppelporträt des Duke of Buckingham und seiner Frau als Venus und Adonis, 1620–21, Privatsammlung
- Dornenkrönung, um 1620, Prado, Madrid
- Gefangennahme Christi, um 1620–21, Prado, Madrid
- Porträt des Malers Frans Snyders und Porträt seiner Frau Margaretha de Vos, um 1620–21, Frick Collection, New York
- Porträt eines Mannes, um 1620–21, Museu Calouste Gulbenkian, Lissabon
- Familienporträt, um 1621, Eremitage, St. Petersburg
- Porträt von Maria Stappaert, der Frau von Jan Wildens, mit ihrem Sohn Jan-Baptist, ca. 1621, National Gallery, London
- Porträt von Nicolaes Rockox, ca. 1621, Eremitage, St. Petersburg
- Porträt der Isabella Brant, 1621, National Gallery of Art, Washington
- Porträt des Agostino Pallavicini, um 1621, Getty Center, Los Angeles
- Caterina Balbi Durazzo, Gemahlin von Marcello Durazzo, ca. 1621–23, Palazzo Reale, Genua
- Imaginäres Porträt des Admirals Raffaele Raggio, ca. 1621–23, National Gallery of Art, Washington
- Bildnis des Lucas van Uffel, ca. 1622, Herzog Anton Ulrich-Museum, Braunschweig
- Porträt eines Unbekannten (Marcello Durazzo ?), ca. 1622, Galleria G. Franchetti/Ca’ d’Oro, Venedig
- Christus als Kreuzträger, um 1621–22, Palazzo Ridolfo e Giovanni Francesco Brignole Sale (Palazzo Rosso), Genua
- Bildnisse von Sir Robert Shirley und Lady Theresa Shirley in persischen Gewändern, 1622, Petworth House
- Bildnis einer sitzenden Genueser Dame, ca. 1622–23, Privatsammlung
- Bildnis eines Genueser Edelmannes, Phoenix Art Museum, Phoenix (Arizona)
- Alessandro Giustiniani im Senatorengewand, 1622–23, Staatliche Museen Preußischer Kulturbesitz, Berlin
- Luigia Cattaneo-Gentile (?), 1622, Musée des Beaux-Arts de Strasbourg/Palais Rohan, Straßburg
- Kardinal Guido Bentivoglio, 1623, Galleria Palatina, Palazzo Pitti
- Kardinal Domenico Rivarola, um 1623, Sammlung Charles Sedelmeyer – Portland Art Museum
- George Gage mit zwei Männern, 1623, National Gallery, London
- Der Bildhauer François Duquesnoy, ca. 1623, Musées royaux des Beaux-Arts, Brüssel
- Marchesa Elena Grimaldi, Gattin des Marchese Nicola Cattaneo, um 1623, National Gallery of Art, Washington
- Filippo Spinola di Tassarolo (?; auch: Porträt eines jungen Edelmannes), um 1623, Palazzo Rosso, Genua
- Bildnis eines jungen Feldherrn, um 1623, Kunsthistorisches Museum, Wien
- Zwei Kinderbildnisse: Filippo Cattaneo und Maddalena Cattaneo, 1623, National Gallery of Art, Washington
- Die Marchesa Lomellini mit ihren zwei Kindern, um 1623, Museu de Arte de São Paulo
- Porzia Imperiale mit ihrer Tochter Maria Francesca am Spinett, um 1623–24, Königliche Museen der Schönen Künste, Brüssel
- Ein Genueser Edelmann mit zwei kleinen Töchtern, 1621–25, Privatsammlung
- Bildnis des Marchese Giovanni Battista Cattaneo, um 1621–1625, National Gallery, London
- Geronima Sale Brignole mit ihrer Tochter Maria Aurelia, um 1624, Palazzo Rosso, Genua
- Martyrium des hl. Stephanus, ca. 1624 (?), National Trust: Tatton Park Mansion, Knutsford (Cheshire)
- Marchesa Geronima Spinola (mit roten Manschetten), um 1624, Gemäldegalerie, Berlin
- Der Goldschmied Giacomo Pucci mit seinem Sohn, 1624, Palazzo Rosso, Genua
- Ein Genueser Edelmann, 1624, Sammlung Liechtenstein
- Porträt des Emanuele Filiberto, Prinz von Oneglia, 1624, Dulwich Picture Gallery, London[77]
- Die hl. Rosalia bittet für Palermo, 1624, Metropolitan Museum, New York
- Die hl. Rosalia gekrönt von Engeln, ca. 1624, Palazzo Abatellis, Palermo
- Rosenkranzmadonna, um 1624–25, Oratorio del Rosario di San Domenico, Palermo
- Bildnis der Malerin Sofonisba Anguissola, 1624, National Trust, Knole House
- Sofonisba Anguissola auf dem Sterbebett, 1625, Palazzo Reale, Turin
- Vertumnus und Pomona, um 1625, Palazzo Luca Grimaldi (Palazzo Bianco), Genua
- Die vier Lebensalter, um 1625, Palazzo Chiericati, Vicenza,
- Der Zinsgroschen, um 1625, Palazzo Luca Grimaldi (Palazzo Bianco), Genua
- Porträt des Lucas van Uffel, um 1621–27, Metropolitan Museum of Art, New York
- Porträt einer Genueser Dame (in Rot und Gold), 1621–27, Louvre, Paris
- Porträt einer Genueser Dame mit Kind, 1623–25, Cleveland Museum of Art, Cleveland
- Bildnis einer Dame (Marchesa Durazzo ?), 1623–25, Metropolitan Museum, New York
- Porträt einer Genueser Dame mit ihrem Sohn, um 1625, National Gallery of Art, Washington
- Porträt eines alten Mannes in Rüstung (Mitglied der Familie Spinola ?), um 1625, Cincinnati Art Museum
- Porträt des Virginio Cesarini, 1624–26, Eremitage, St. Petersburg
- Porträt eines Kindes (Tobio Pallavicino  ?) als Tobias mit dem Engel, 1621–27, Palazzo Durazzo Pallavicino, Genua
- Bildnis einer Dame mit Kind, ca. 1621–27, Galleria Nazionale di Palazzo Spinola, Genua
- Bildnis einer Dame, ca. 1623–27, National Gallery, London
- Bildnis der Marchesa Giovanna Cattaneo (Bildnis einer Dame mit goldener Kette), 1622–27, Frick Collection, New York
- Bildnis eines Jungen in Weiß, ca. 1623–27, Palazzo Durazzo Pallavicini, Genua (Kollaboration mit Jan Roos für Stilleben, Papagei und Affe)
- Drei Kinder (der Familie Balbi ?), 1625–27, National Gallery, London
- Heilige Rosalia, um 1625–27, Prado, Madrid
- Porträt einer Genueser Adligen in Weiß und Gold, 1625–27, Frick Collection, New York
- Bildnis einer unbekannten Dame, ca. 1625–27 (?), Prado, Madrid
- Ein Mann mit Chitarrone, ca. 1621–29 (?), Prado, Madrid
- Porträt des Giovanni Lomellini und seiner Familie, ca. 1626 (?), National Gallery of Scotland, Edinburgh
- Heilige Familie, etwa 1626–1628, Benediktinerstift St. Paul
- Die Heilige Familie ‚Trinitas terrestris‘, ca. 1626–1628, Kunsthistorisches Museum, Wien
- Porträt einer Dame mit ihrer Tochter und Porträt eines Herrn mit seinem kleinen Sohn, ca. 1626–28 (?), Louvre, Paris
- Bildnis des Ottaviano Canevari (Oval), 1627, Frick Collection, New York
- Battina Balbi Durazzo mit ihren zwei Kindern, 1627, Palazzo Durazzo-Pallavicini, Genua
- Porträt der Paola Adorno, Marchesa Brignole-Sale, 1627, Palazzo Rosso, Genua
- Anton Giulio Brignole-Sale zu Pferde, 1627, Palazzo Rosso, Genua
- Christus am Kreuz mit den Heiligen Franziskus und Bernhard und dem Stifter Francesco Orero, um 1627, Kirche San Michele, San Michele di Pagana
- Doppelporträt von Lucas und Cornelis de Wael, um 1627, Musei Capitolini, Rom
- Porträt des Antoine Triest, Bischof von Gent, ca. 1627, Museum of Fine Arts Houston
- Zwei Bildnisse: des Peeter Stevens und seiner Frau Anna Wake, 1627 und 1628, Mauritshuis, Den Haag
- Caritas, 1627/28, National Gallery, London
- Isabella Clara Eugenia als Witwe im Habit einer Clarissin, ca. 1627, Kunsthistorisches Museum, Wien
- Nicolas Lanier, 1628, Kunsthistorisches Museum, Wien
- Porträt der Isabella Waerbeke, ca. 1628, Wallace Collection, London
- Der Medailleur und Münzmeister Jan van Montfort, 1628, Kunsthistorisches Museum, Wien
- Graf Hendrik van den Bergh, um 1628, Prado, Madrid
- Christus am Kreuz mit den Heiligen Dominikus und Katharina von Siena, um 1628, Königliches Museum, Antwerpen
- Verspottung Christi, 1628, Princeton University Art Museum, Princeton, New Jersey
- Ekstase des hl. Augustinus, 1628, Königliches Museum, Antwerpen
- Beweinung Christi (für die Beginen von Antwerpen), ca. 1629, Königliches Museum, Antwerpen (kleinere Version im Prado, Madrid)
- Doppelporträt des Malers Jan de Wael und seiner Frau Gertrud de Jode, ca. 1629, Alte Pinakothek, München
- Bildnis des Stadtalmoseniers Adriaen Stevens und Bildnis seiner Frau Maria Bosschaert, 1629, Puschkin-Museum, Moskau
- Porträt des Mathematikers Pater Jean Charles della Faille, 1629, Königliche Museen der Schönen Künste, Brüssel
- Rinaldo und Armida (für Karl I. von England), 1629, Baltimore Museum of Art
- Samson und Dalilah („Gefangennahme Samsons“), 1628–30, Kunsthistorisches Museum, Wien
- Christus am Kreuz, 1628–30, Kunsthistorisches Museum, Wien
- Christus am Kreuz („Kreuzigung“), 1628–32, Palais des Beaux-Arts de Lille
- Thetis empfängt von Hephaistos die Waffen für Achill (oder Venus in der Schmiede des Vulkan), um 1627–32, Bildergalerie Schloss Sanssouci, Potsdam (andere Versionen oder Kopien im Kunsthistorischen Museum, Wien; und in den Sammlungen der Fürsten zu Liechtenstein)
- Der hl. Franziskus in Ekstase, 1627–32, Kunsthistorisches Museum, Wien (andere Version: Prado, Madrid)
- Bildnis der Sebilla van den Berghe und Bildnis des Philip de Godines, 1627–32, Alte Pinakothek, München
- Die heilige Familie mit der hl. Elisabeth und dem Johannesknaben, um 1628–29 (?), Galleria Sabauda, Turin
- Maria mit Kind und den Hll. Rosalia, Petrus und Paulus, 1629, Kunsthistorisches Museum, Wien
- Mystische Verlobung des Seligen Hermann Joseph mit Maria, um 1630, Kunsthistorisches Museum, Wien
- Christus am Kreuz („Golgotha“), 1630, Sint-Michielskerk, Gent
- Madonna mit Kind und zwei Stiftern, um 1630, Louvre, Paris
- Mystische Hochzeit der hl. Katharina, um 1630, Royal Collection
- Madonna mit Kind und der hl. Katharina von Alexandrien, um 1630, Metropolitan Museum, New York
- Ruhe auf der Flucht nach Ägypten, um 1630, Pinakothek, München
- Beweinung Christi, um 1630, Museo di Palazzo Venezia, Rom
- Der hl. Antonius und das Wunder der Hostie und des Maulesels, um 1630, Palais des Beaux-Arts de Lille
- Porträt der Maria de Tassis, 1629–30, Sammlung Liechtenstein
- Der einarmige Maler Maarten Ryckaert im polnischen Gewand, ca. 1628–30, Prado, Madrid
- Bildnis eines Mannes, um 1630, Royal Collection
- Der Maler Gaspar de Crayer, um 1630, Sammlung Liechtenstein
- Der Kupferstecher Karel van Mallery, um 1630, Nationalmuseum Oslo
- Doppelporträt der Kupferstecher Pieter de Jode d.Ä. und Pieter de Jode d.J., um 1630, Musei Capitolini, Rom
- Der Maler Peeter Symons, 1629–31, Museum of Fine Arts, Boston
- Christus am Kreuz mit Jungfrau Maria und Heiligen, 1630, Onze-Lieve-Vrouwekerk, Dendermonde
- Anbetung der Hirten, 1631, Onze-Lieve-Vrouwekerk, Dendermonde
- Porträt des Philippe Le Roy und Porträt der Maria de Raet, seiner Frau, 1630 und 1631, Wallace Collection, London
- Porträt des Jacques Leroy, 1631, Museo Thyssen-Bornemisza, Madrid
- Errichtung des Kreuzes (Kreuzigung Jesu), 1631, Onze-Lieve-Vrouwekerk, Courtrai (Kortrijk)
- Porträt der Maria de’ Medici (mit Ansicht von Antwerpen), ca. 1631, Musée des Beaux-Arts de Bordeaux (Zahlreiche Kopien der Werkstatt, u. a. im Musée des Beaux-Arts de Lille, in Blenheim Palace u. a.)
- Porträt Wilhelm II. von Oranien als Kind, 1630–32, Privatsammlung (in Ausstellung im Rubenshuis, Antwerpen)
- Bildnis der Amalie zu Solms-Braunfels (auch: Bildnis einer Unbekannten), 1630–32, Kunsthistorisches Museum, Wien
- Porträt der Amalie zu Solms-Braunfels, 1630–32, Prado, Madrid (andere Version oder Kopie in einer Privatsammlung)
- Porträt des Friedrich Heinrich von Oranien, 1630–32, Baltimore Museum of Art (andere Version oder Kopie der Werkstatt im Prado, Madrid)
- Rinaldo und Armida (für Friedrich Heinrich von Oranien), ca. 1631, Louvre, Paris
- Die Liebe von Amarilli und Mirtillo, 1631–32, Schloss Pommersfelden (Kopie in Galleria Sabauda, Turin)
- Venus bittet Vulcan um Waffen für ihren Sohn Aeneas, ca. 1630–32 (?), Louvre, Paris
- Chronos stutzt Amor die Flügel, ca. 1630–32 (?), Musée Jacquemart-André, Paris
- Madonna mit Kind, ca. 1630–32 (?), Dulwich Picture Gallery, London (2 Varianten in: Walters Art Museum, Baltimore (Maryland) und Privatsammlung)
- Madonna mit Kind und dem hl. Antonius von Padua, 1630–32, Pinacoteca di Brera, Mailand
- Ruhe auf der Flucht nach Ägypten („Madonna mit den Rebhühnern“), vor 1632, Eremitage, St. Petersburg (Kollaboration mit Pauwel de Vos für Tiere und Stilllebenelemente)
- Bildnis des Johannes Baptista Franck, 1630–32, Rijksmuseum, Amsterdam
- Bildnis eines unbekannten Mannes, 1630–32, Prado, Madrid
- Der Maler Marten Pepijn, 1632, Königliches Museum der Schönen Künste, Antwerpen
- Bildnis des Malers Theodoor Rombouts und Bildnis der Anna van Thielen, Gattin von Theodoor Rombouts, mit ihrer Tochter Anna Maria, um 1631–34 (?), Alte Pinakothek, München
- Familienporträt von König Charles I. und Königin Henrietta Maria mit ihren beiden ältesten Kindern Prinz Charles (II.) und Prinzessin Mary, mit einem Blick auf die Themse bei Westminster, 1632, Royal Collection
- Porträt von König Charles I. mit dem Hosenbandorden, und Porträt der Königin Henrietta Maria, 1632, Gemäldegalerie Alte Meister, Dresden
- Porträt von Karl I. und Henrietta Maria mit einem Lorbeerkranz, 1632, Schloss Kroměříž
- Königin Henrietta Maria (in Weiß mit roten Schleifen), 1632, Royal Collection/Buckingham Palace, London
- Königin Henrietta Maria (in Schwarz mit Rosen), 1632, Privatsammlung
- Porträt des Philip Lord Wharton im Alter von 19 Jahren, datiert 1632, National Gallery of Art, Washington
- Porträt des Henry Percy, 9. Earl of Northumberland, ca. 1632, National Trust, Petworth House
- Königin Henrietta Maria mit ihrem Hofzwerg Sir Jeffrey Hudson, 1633, National Gallery of Art, Washington
- Karl I. mit M. de St. Antoine, 1633, Windsor Castle
- Familienporträt von Sir Kenelm Digby und seiner Frau Lady Venetia Anastasia Stanley (Lady Digby) mit ihren Söhnen Kenelm Digby und John Digby, 1632–33, Privatsammlung
- Venetia, Lady Digby, auf ihrem Sterbebett, 1633, Dulwich Picture Gallery
- Allegorisches Porträt der Venetia, Lady Digby (als Prudentia ?), 1633–34, National Portrait Gallery, London
- William Feilding, 1. Earl of Denbigh, 1633–34, National Gallery, London
- James Stewart, 4. Duke of Lennox, 1633–34, Metropolitan Museum, New York
- Algernon Percy, 10. Earl of Northumberland, mit einem Anker, um 1633–34, Alnwick Castle
- Familienbild des Algernon Percy, 10. Earl of Northumberland, mit seiner ersten Frau Lady Anne Cecil, und ihrer Tochter, Lady Catherine Percy, ca. 1633–34, National Trust, Petworth House
- Robert Rich, 2. Count of Warwick, um 1634, Metropolitan Museum, New York
- Robert Rich, 2. Count of Warwick, in Rüstung, um 1634, Wadsworth Atheneum, Hartford
- Philip Herbert, 4. Earl of Pembroke, um 1634, National Gallery of Victoria, Melbourne
- Henriette von Lothringen mit einem kleinen Mohr, 1634, The Iveagh Bequest, English Heritage, Kenwood
- Bildnis einer Frau, datiert 1634, Kunsthistorisches Museum, Wien
- Fürst Tommaso Francesco di Savoia Carignano zu Pferde, 1634, Galleria Sabauda, Turin
- Bildnis des Tommaso Francesco di Savoia Carignano, um 1634, Gemäldegalerie, Berlin
- Francisco de Moncada, Marqués de Aytona, 1634, Kunsthistorisches Museum, Wien
- Reiterporträt des Francisco de Moncada, Marqués de Aytona, ca. 1634, Louvre, Paris
- Der Kardinalinfant Ferdinand, ca. 1634, Prado, Madrid
- Junge Dame mit Fächer, um 1634, National Gallery of Art, Washington
- Porträt des Diego Felipe de Guzmán, Marqués de Leganés, ca. 1634, National Museum of Western Art, Tokyo
- Johann VIII. Graf von Nassau-Siegen, ca. 1634, Sammlung Liechtenstein
- Graf Johann von Nassau-Siegen mit seiner Familie, 1634, Firle Estate Settlement
- Beweinung Christi, 1634, Alte Pinakothek, München
- Bildnis des Justus van Meerstraeten, 1634–35, Gemäldegalerie, Kassel
- Bildnis der Elisabeth van Assche, Frau des Justus van Meerstraeten, 1634–35, Schloss Wilhelmshöhe, Kassel
- Der Maler Quintijn Simons, 1634–35, Mauritshuis, Den Haag
- Porträt des Henri II de Lorraine, Duc de Guise, 1634–35, National Gallery of Art, Washington
- Porträt des Gaston d’Orléans, ca. 1634, Musée Condé, Schloss Chantilly
- Porträt der Marguerite de Lorraine (Gemahlin des Gaston d’Orléans), 1634–35, Uffizien, Florenz
- Porträt des Filippo Francesco d’Este und Porträt des Carlo Emanuele d’Este, 1634–35, Kunsthistorisches Museum, Wien
- Cesare Alessandro Scaglia di Verrua, Abt von Staffarda und Mandanici, 1634–35, National Gallery, London
- Cesare Alessandro Scaglia mit der Madonna und dem Kind, 1634–35, National Gallery, London
- Porträt der Beatrice de Cusance, Princesse de Cantecroix et Duchesse de Lorraine, 1635, Royal Collection
- François Langlois mit Musette als Savoyarde, 1634–37, National Gallery, London
- Porträt von sieben Kindern mit einer Merkurbüste (auch bekannt als: Die Kinder von Oliver St. John, Earl of Bolingbroke), um 1632–40, Detroit Institute of Arts
- Beweinung Christi, um 1635, Königliches Museum der Schönen Künste, Antwerpen
- Selbstbildnis mit Sonnenblume, Sammlung des Duke of Westminster (Kopie im Schloss Friedenstein, Gotha)
- Doppelporträt des Sir Endymion Porter mit Selbstporträt von Anton van Dyck, um 1635, Prado, Madrid
- Kinderporträt des George Villiers, 2. Duke of Buckingham, und des Lord Francis Villiers, datiert 1635, Royal Collection
- Familienporträt des Philip Herbert, 4. Earl of Pembroke und 1. Earl of Montgomery, mit seiner zweiten Frau Lady Anne Clifford, 14. Baroness de Clifford, und mit seinen Kindern aus erster Ehe sowie Lady Mary Villiers, der zukünftigen Frau von Lord Charles Herbert, um 1635, Privatsammlung des Earl of Pembroke, Wilton House
- Doppelporträt von George Digby, 2. Earl of Bristol, und William Russell, 5. Earl und 1. Duke of Bedford, um 1635, Privatsammlung, Althorp
- Porträt einer Dame in Rot an einem Brunnen (früher: Porträt von Lucy Percy, Countess of Carlisle), um 1635, Royal Collection
- Karl I. auf der Jagd, um 1635, Louvre, Paris
- Die drei ältesten Kinder Charles’ I. 1635, Galleria Sabauda, Turin
- Die drei ältesten Kinder Charles’ I. 1635–36, Royal Collection
- Dreifachporträt von Charles I., 1635–36, Royal Collection
- Charles I. im Krönungsornat, 1636, Royal Collection
- Königin Henrietta Maria in Gelb, 1636, Metropolitan Museum of Art, New York
- Bildnis des Inigo Jones, um 1635–36, Eremitage, St. Petersburg
- Eine Dame der Familie Spencer, 1633–1638, vormals Althorp Manor, jetzt: Tate Britain, London
- Porträt des James Stewart, 4. Duke of Lennox, mit den Attributen des Paris, um 1636 (?), Louvre, Paris (evtl. mit Beteiligung der Werkstatt)
- James Stewart, 4. Duke of Lennox, mit seinem Windhund, um 1636, The Iveagh Bequest, English Heritage, Kenwood
- Porträt von Mrs. Oliver St. John, spätere Lady Poulett (?), ca. 1636, in Auktion bei Christie’s (London), 2009-07-07, nr. 44
- Mary Villiers, spätere Duchess of Richmond and Lennox, mit ihrem Cousin Charles Hamilton, Lord Arran, als Cupido, um 1636, North Carolina Museum of Art
- Thomas Howard, 21. Earl of Arundel, mit seinem Enkel Thomas Howard (22. Earl of Arundel), 1636, Arundel Castle
- Lady Lucy Percy, Countess of Carlisle, an einem Brunnen, ca. 1635–37, National Trust, Petworth House
- Porträt der Lady Frances Buckhurst, spätere Countess of Dorset, 1637, National Trust, The Sackville Collection, Knole
- Doppelporträt der Pfalzprinzen Karl I. Ludwig und Ruprecht in Rüstung, datiert 1637, Louvre, Paris
- Die fünf Kinder Charles’ I. 1637, Royal Collection
- Porträt von Charles I. im Krönungsornat und Porträt der Königin Henrietta Maria im Hermelinornat, datiert 1637, Schloss Oranienburg
- Königin Henrietta Maria in Blau, 1636–1638, San Diego Museum of Art
- Doppelporträt der Katherine Wotton, Lady Stanhope, Countess of Chesterfield, und der Lucy Davis, Lady Hastings, Countess of Huntingdon, mit Laute, 1636–1638, Yale Center for British Art, New Haven (Connecticut)
- Doppelporträt der Elisabeth Thimbleby und ihrer Schwester Dorothy Viscountess Andover mit Cupido, um 1637, National Gallery, London
- Porträt der Anne Killigrew, Frau von George Kirke, um 1637, The Huntington, San Marino (California)
- Porträt der Anne Carr, Lady Russell, Countess of Bedford, in Weiß, um 1637, Privatsammlung des Duke of Bedford, Woburn Abbey
- Dreifachporträt von Mountjoy Blount, 1. Earl of Newport, und Lord George Goring mit einem Pagen, 1635–40, National Trust, Petworth House
- Porträt von König Charles I. in Rüstung und Porträt der Königin Henrietta Maria in roter Robe, datiert 1638, Eremitage, St. Petersburg
- Königin Henrietta Maria im Profil von rechts, 1638, Memphis Brooks Museum of Art
- Königin Henrietta Maria im Profil von links und Königin Henrietta Maria von vorn, 1638, Royal Collection (Vorlagen für eine Büste von Bernini)
- Porträt von Sir William Killigrew und Porträt seiner Frau Mary Hill, Lady Killigrew, datiert 1638, Tate Britain, London
- Porträt der Beatrix van Hemmema, Gemahlin des 19. Earl of Oxford, vor einem Felsen (früher identifiziert als: Diana Cecil, Frau des 18. Earl of Oxford), datiert 1638, Prado, Madrid
- Lord John und Lord Bernard Stuart, um 1638, National Gallery, London
- Bildnis der Margaret Lemon (Geliebte des Künstlers), um 1638, Royal Collection
- Doppelporträt des Thomas Killigrew und des Lord William Crofts, 1638, Royal Collection
- Sir John Suckling als Hamlet, ca. 1638, Frick Collection, New York
- George Digby, später 2. Earl of Bristol, ca. 1638, Dulwich Picture Gallery
- Porträt der Isabella, Lady De La Warr, ca. 1638, Museum of Fine Arts, Boston
- James Stanley, 7. Earl of Derby, mit Frau und Tochter, 1632–41, Frick Collection, New York
- Henry Danvers, 1. Earl of Danby, in der Robe des Hosenbandordens, ca. 1638, Eremitage, St. Petersburg
- Catherine Howard, Lady d’Daubigny, mit einem Kranz aus Rosen, um 1638, National Gallery of Art, Washington
- Porträt der Anne Carr, Lady Russell, Countess of Bedford, in Blau und mit weißem Handschuh, um 1638, Petworth House
- Porträt der Anne Carr, Lady Russell, Countess of Bedford, in Rot und Gelb, um 1639, Tokyo Fuji Art Museum
- Sir Thomas Wharton im Alter von 25, 1639, Eremitage, St. Petersburg
- Jane Goodwin, Frau von Philip Wharton, mit einer Tulpe, datiert 1639, Eremitage, St. Petersburg
- Porträt des Arthur Goodwin, 1639, Devonshire Collection, Chatsworth House
- Lady Mary Villiers, Duchess of Richmond and Lennox (früher: Lady Mary Villiers), als hl. Agnes (mit Lamm und Palmzweig), ca. 1637–40, The Royal Collection
- Amor und Psyche, 1638–40, Royal Collection
- Prinzessin Mary, Tochter Charles I. um 1638–40, Museum of Fine Arts Boston
- Doppelporträt der Frances Stuart, Countess of Portland, und der Catherine Howard, Lady d’Aubigny, ca. 1638–40, Puschkin-Museum, Moskau
- Doppelporträt zweier Hofdamen, möglicherweise Anne Killigrew (?) und Charlotte de la Trémoïlle, Lady Strange, spätere Countess of Derby, ca. 1638–40, Eremitage, St. Petersburg
- Porträt von Sir Thomas Chaloner, 1638–1640, Eremitage, St. Petersburg
- Doppelporträt des Thomas Wentworth, 1. Earl of Strafford, mit Sir Philip Mainwaring, 1639–40, Sammlung der Countess Fitzwilliam
- Thomas Howard, 21. Earl of Arundel, und seine Gemahlin Alethea Talbot (sog. Madagaskar-Porträt), 1639–40, Kunsthistorisches Museum, Wien (möglicherweise mit Beteiligung der Werkstatt oder Werkstattkopie ?)
- Selbstporträt, um 1640, National Portrait Gallery, London
- Mary Ruthven, Lady van Dyck (Die Frau des Künstlers), um 1640, Prado, Madrid
- Porträt der Rachel de Ruvigny als Fortuna, 1640, National Gallery of Victoria, Melbourne
- Doppelporträt von Elizabeth und Philadelphia Wharton als Kinder (mit 5 und 4 Jahren), datiert 1640, Eremitage, St. Petersburg
- Porträt der Isabella Rich, Frau von Sir James Thynne, mit Laute, ca. 1640–41 (?), The Fluegge Foundation
- Wilhelm von Oranien als Prinz mit seiner zukünftigen Braut Maria Henrietta Stuart, 1641, Rijksmuseum, Amsterdam

## Trivia
Ihm zu Ehren wurde seine Büste in der Walhalla aufgestellt. Nach seiner typischen Malweise ist das Van-Dyck-Braun benannt.